# Istoria Statelor Unite ale Americii

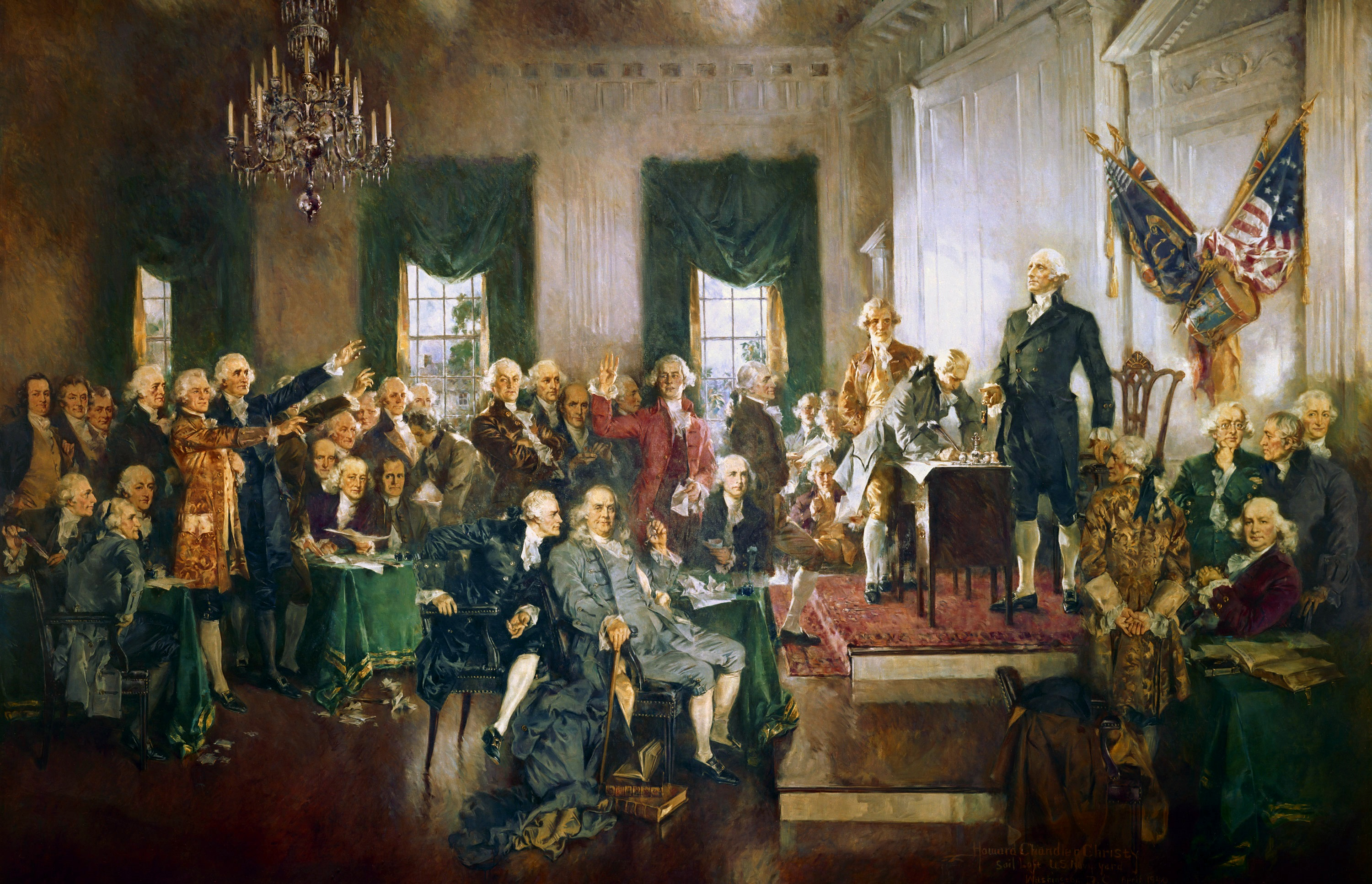
„Părinții fondatori”

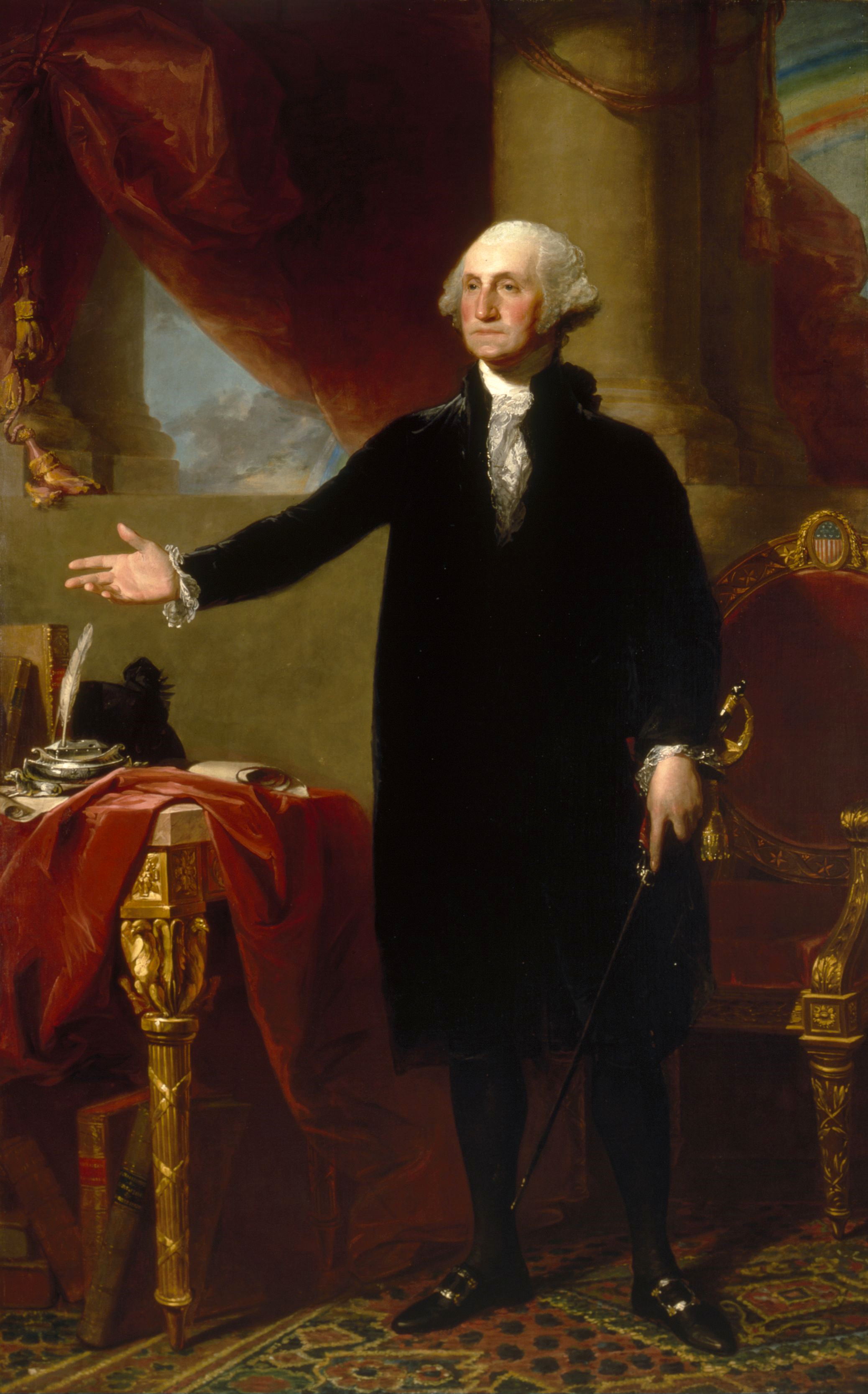
George Washington, portret din 1796

Din preistorie și până în perioada contemporană, istoria teritoriilor care fac parte în prezent din Statele Unite ale Americii  poate fi divizată în numeroase perioade, cele mai multe în funcție de schimbările politice, sociale și economice care au avut loc în aceste teritorii.
Pentru colonizarea Americii de Nord s-a dus o luptă acerbă între britanici și francezi. Aceasta s-a încheiat cu victoria Marii Britanii în estul Statelor Unite ale Americii de astăzi și cu cea a Franței în nord. În nord-estul SUA, imigranții puritani, proprietarii și companiile private au fondat coloniile Noii Anglii. În secolele XVII și XVIII acestea și-au câștigat independența culturală și încrederea că pot duce o politică proprie, refuzând în cele din urma să plătească impozitele impuse de Marea Britanie. Conflictul a declanșat un război intre 1775 și 1783, marcat de Declarația de independență a Statelor Unite ale Americii din 1776 și de redactarea unei noi constituții federale. Statele Unite ale Americii, cu puternicele tradiții spirituale europene, se străduiau să-și dezvolte propria identitate. Prin Doctrina Monroe s-a implementat o politică de izolare pe plan extern.
Pe parcursul secolului XIX, Statele Unite s-au extins prin cuceriri și anexări de teritorii străine. După 1828, diferențele dintre statele din Sud și statele din Nord se accentuau tot mai mult în problema deținerii de sclavi. Războiul de Secesiune din 1861-1865, a traumatizat tânăra țară, însă Uniunea s-a menținut datorită victoriei unioniștilor din nord. După Războiul de Secesiune, a început ascensiunea economică și tehnologică a țării.
Intrarea Statelor Unite ale Americii în Primul Război Mondial în 1917 a marcat abandonarea izolaționismului. După Primul Război Mondial, SUA a revenit la izolaționismul său tradițional. Această perioadă a cunoscut o puternică dezvoltare economică, însă încrederea oarbă în progres a determinat o siguranță exagerată și euforică pe piețele financiare. Când baloanele de săpun ale speculațiilor au explodat în 1929, determinând prăbușirea bursei, economia lumii a intrat în declin. Politica de intervenție a guvernului condus de Franklin Delano Roosevelt atenua multe dintre efectele Marii Crize. În 1939, SUA, oficial neutre, au sprijinit de facto Anglia în lupta împotriva Axei, iar în 1941 au intrat în război împotriva Japoniei.
Statele Unite ale Americii au ieșit întărite economic din cel de-al Doilea Război Mondial și au devenit liderul politic, economic, industrial, militar, tehnologic și cultural al Vestului în anii imediat următori, în cadrul sistemului bipolar ce începea să prindă contur. S-au opus Uniunii Sovietice în timpul Războiului Rece care a durat până în 1991. Pe plan intern, mișcările pentru drepturi și libertăți civile și protestele împotriva Războiului din Vietnam au dus la liberalizarea societății în anii 1960. Ca superputere, SUA au oscilat din 1991 între cooperarea globală și tendințe hegemonice. La începutul celui de-al treilea mileniu, SUA și Occidentul s-au confruntat cu provocările terorismului internațional și cu obstacolele crizei economice globale.

## Perioada precolonială

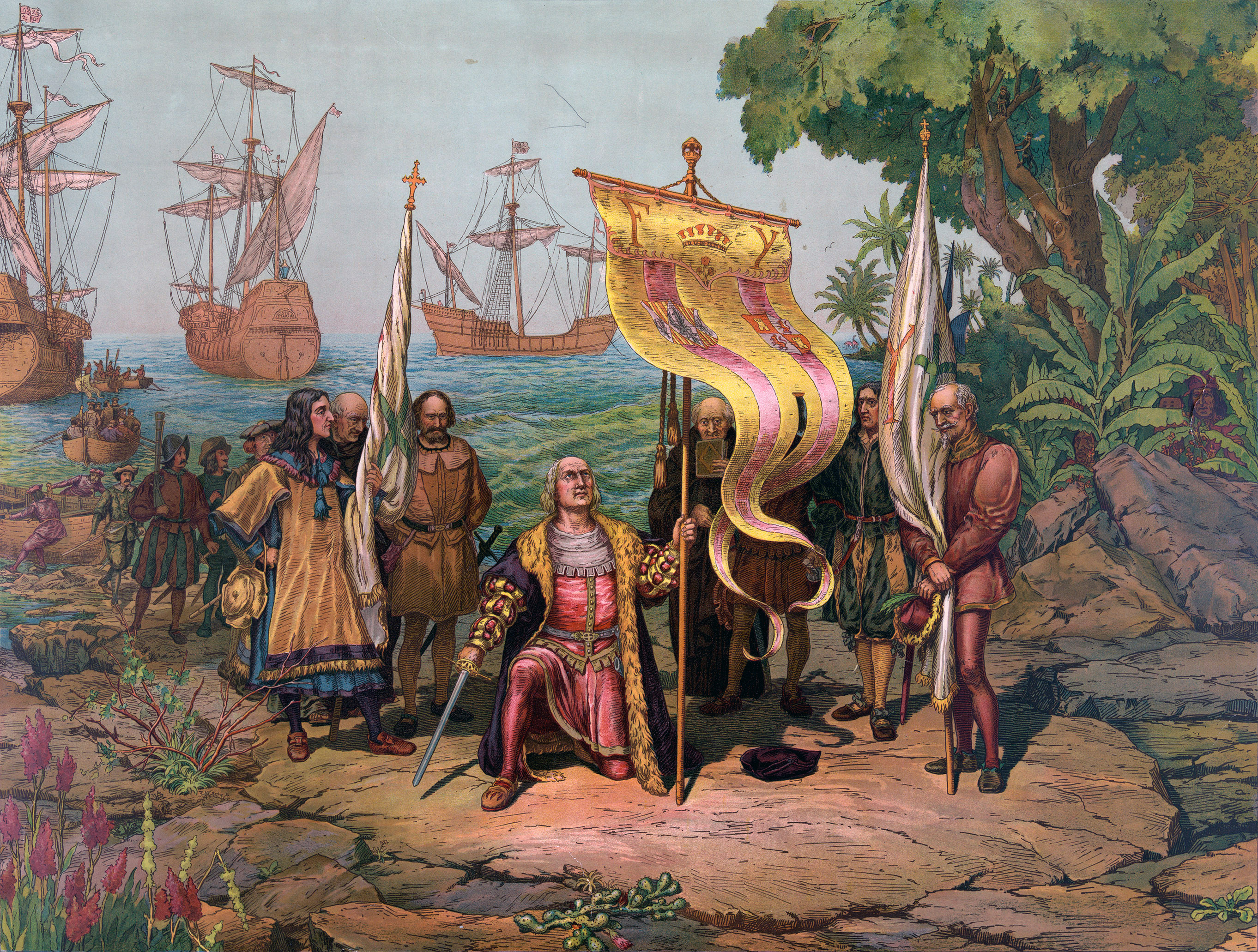
Columb descoperă Lumea Noua

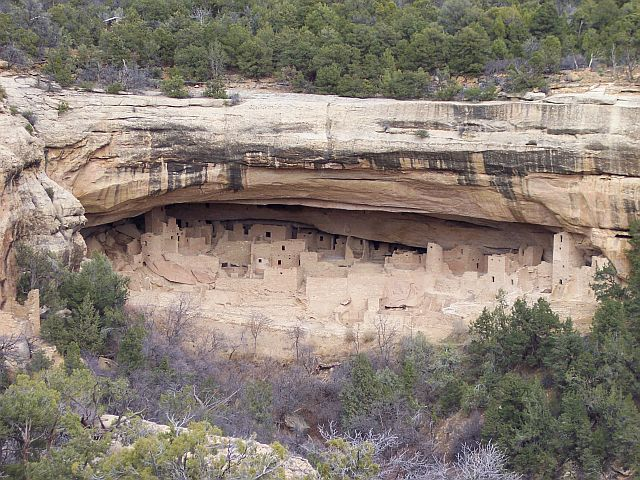
Indienii din tribul au construit orașe cu mult înainte de venirea lui Cristofor Columb. Mesa Verde (Colorado).

Istoria Americii a început cu sosirea primilor imigranți din Asia peste strâmtoarea Bering cu aproximativ 12.000 de ani în urmă urmărind grupe de animale pentru vânătoare în America. Acești Indieni americani au lăsat urme pentru existența lor prin petroglife și alte Artefact⁠(d)e. S-a estimat că 2–9 milioane de oameni au locuit pe teritoriul care astăzi aparține Statelor Unite, înainte de diminuarea lor numerică ca urmare a epidemiilor cauzate de boli infecțioase care au sosit în America prin intermediul călătorilor europeni (deși continuă să existe dubii despre numărul lor exact). Au existat și societăți avansate, de exemplu Anasazi⁠(d) din sud-vest, sau Indienii de Păduri (Woodland), care au construit centrul Cahokia, localizat lângă St Louis, care în anul 1200 î.Hr. a avut o populație de 40.000.

## Perioada colonială

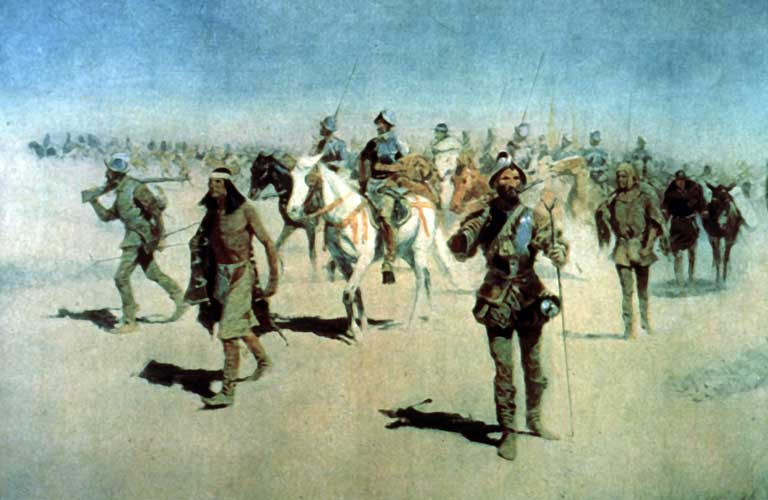
În sec. al XVI-lea, conchistadorul Coronado începe căutarea aurului în sud-vestul Statelor Unite de astăzi

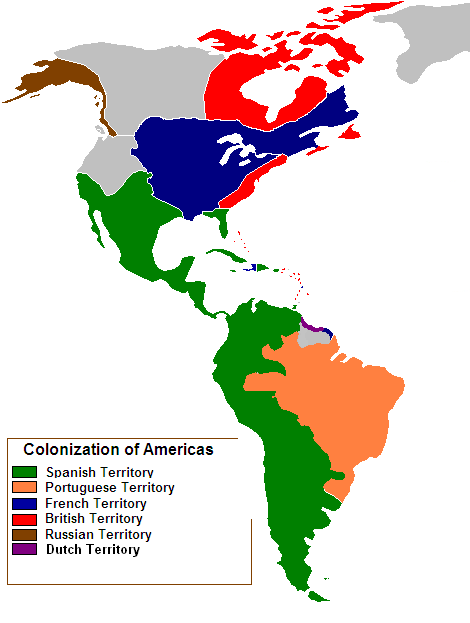
Colonizarea Americilor. Situația din 1750.

Primele contacte cu europenii au avut loc în jurul anului 1000 prin venirea vikingilor din Groenlanda și Islanda atingând coastele Labradorului. Exploratorul norvegian Leif Ericson a ajuns în America cu 400 de ani înaintea lui Cristofor Columb, întemeind o așezare în Vinland în extremitatea nordică a insulei Newfoundland, Canada..
După o perioadă de explorări sponsorizate de marile națiuni europene, prima așezare a fost stabilită prin 1600. Europenii aduceau americanilor cai, pisici, vite și suine și în schimb se întorceau în Europa cu cartofi, curcani, tutun, fasole și dovleci. Mediul nou îi expunea pe coloniștii la diferite boli noi, necunoscute. Nativii (amerindienii) erau și mai sensibili față de bolile aduse de europeni, în special variola și rujeola. Amerindienii au pierit în număr mare înainte ca să înceapă colonizarea la scară mare.

#### Colonizarea spaniolă a Americilor (1492 - 1821)
După circa cinci secole după vikingi au venit spaniolii. Întâi Cristofor Columb, apoi Ponce de León.
Vizitatori străini au sosit și în trecut, dar doar după călătoriile lui Cristofor Columb în secolele XV și XVI au început națiunile europene explorarea și colonizarea acestui continent. Expedițiile spaniole au atins repede Munții Apalași, Fluviul Mississippi, Grand Canyon  și Marile Podișuri.
În secolele al XVI-lea și al XVII-lea, spaniolii au ocupat sud-vestul Statelor Unite și Florida.
Prin 1540 Hernando de Soto a întreprins o expediție mare a teritoriilor care constituie azi SUA. În același an, Francisco Vásquez de Coronado împreună cu 2.000 spanioli și mexicani a traversat teritoriul care este azi Arizona ajungând până în centrul Kansasului de astăzi.. Alți exploratori spanioli, ca Lucas Vásquez de Ayllón, Pánfilo de Narváez, Sebastián Vizcaíno, Juan Rodríguez Cabrillo, Gaspar de Portola, Pedro Menéndez de Avilés, Álvar Núñez Cabeza de Vaca, Tristán de Luna y Arellano și Juan de Oñate, au întreprins expediții în teritoriul Statelor Unite de astăzi..
Spaniolii au creat primele colonii europene în aceste teritorii: St. Augustine în Florida prin 1565 dar aceasta nu a atras prea mulți coloniști care să se stabilească. Au înființat apoi succesiv Santa Fe în New Mexico, San Antonio, Tucson, San Diego, Santa Barbara, Los Angeles și San Francisco. Cea mai mare parte a acestor localități au fost create de-a lungul coastei californiene și pe lângă fluviul Santa Fe în New Mexico.
Teritoriile explorate la sfârșitul anului 1535 au fost încadrate sub Viceregatul Noii Spanii, cu capitala în Mexico City, extinzându-se treptat și în porțiunile sudice și centrale ale Statelor Unite de azi.

#### Colonizarea britanică a Americilor (1492 - 1776)

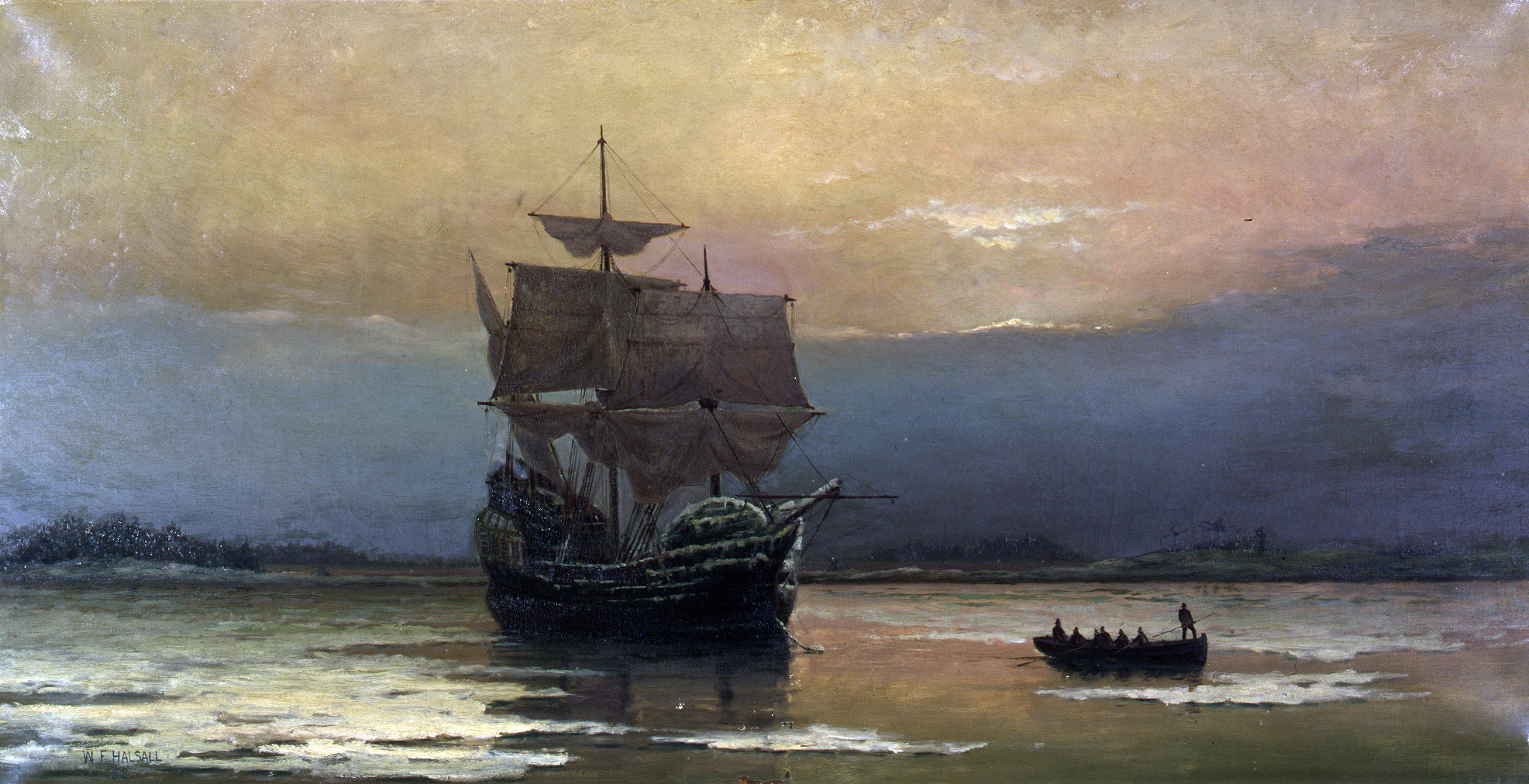
Mayflower

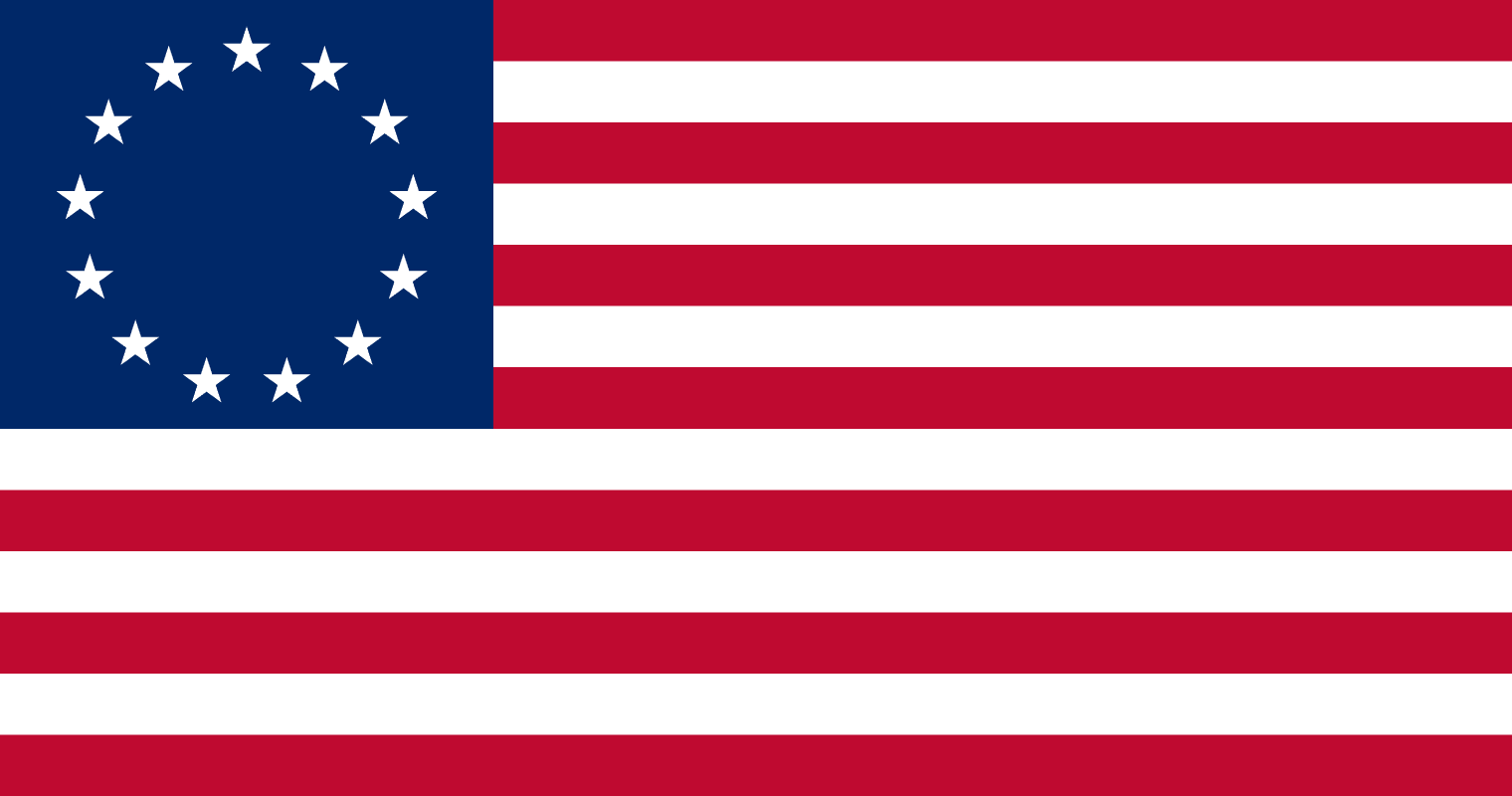
Steagul celor Treisprezece Colonii

Fâșia de-a lungul coastei de est a fost colonizată prima dată de coloniști englezi în sec. al XVII-lea cu participarea mult mai mică a olandezilor și suedezilor. America colonială era caracterizată prin lipsa masivă a mâinii de lucru, care a condus la apariția sclaviei și mâinii de lucru angajată prin contract. De asemenea, s-a practicat salutary neglect, adică „neglijarea salutară a coloniilor”, ideea prim-ministrului britanic  Robert Walpole în privința unui control mai lax a implementării deciziilor parlamentului englez, în scopul înfloririi economice a coloniilor. Peste jumătate dintre imigranții sosiți în acea perioadă veneau pe baza contractului de muncă.
Prima colonie engleză care a avut succes a fost Jamestown în Virginia, în 1607. La sfârșitul secolului al XVIII-lea valurile de noi coloniști au stabilit agricultură și comerț pe bază de tutun. Între 1610 și Revoluție britanicii au trimis în coloniile americane aproximativ 50.000  condamnați.
Au avut loc numeroase conflicte cu amerindienii, printre care masacrul coloniștilor din Jamestown din 1622. Dintre cele treisprezece colonii, care au format apoi SUA ultima a fost  stabilită în 1733.
Fiecare colonie americană avea guvernare puțin diferită în comparație cu celelalte. De obicei coloniile erau conduse de guvernatori, care erau desemnați de Londra.  Noii coloniști erau mai bogați decât locuitorii din cea mai mare parte a Angliei și atrăgeau un constant flux de imigranți, ceea ce combinat cu mortalitatea scăzută a avut ca rezultat creșterea rapidă a coloniilor. 
Pe parcursul următorilor decenii au apărut unele colonii olandeze, ca New Amsterdam (predecesorul orașului New York), pe teritoriul ocupat în modernitate de New York și New Jersey. 
În 1637, suedezii au creat o colonie numită Christina⁠(d) (în Delaware), însă au pierdut colonia în favoarea Olandei în 1655. Francezii au navigat în amonte de râul Sf. Lawrence, către interiorul continentului. Spaniolii s-au mutat la nord de imperiul lor, în Mexic. În procesul de colonizare s-au dus războaie sângeroase împotriva populațiilor de indieni, care au fost exterminați sau împinși până în Munții Alegani.
Aceste evenimente au fost urmate de colonizarea intensivă a coastei de est de Marea Britanie. Colonizatorii din Marea Britanie au fost lăsați în pace de către patria lor până la Războiul de Șapte Ani, când Franța a cedat Regatului Unit Canada și regiunea Marilor Lacuri. Londra a impus atunci impozite asupra celor 13 colonii, pentru a strânge fonduri pentru război. Mulți colonizatori nu au acceptat impozitele deoarece ei nu erau adecvat reprezentați în Parlamentul britanic. Tensiunile dintre Marea Britanie și colonizatori au crescut, și cele 13 colonii au început o revoluție contra controlului Marii Britanii.

## Crearea națiunii

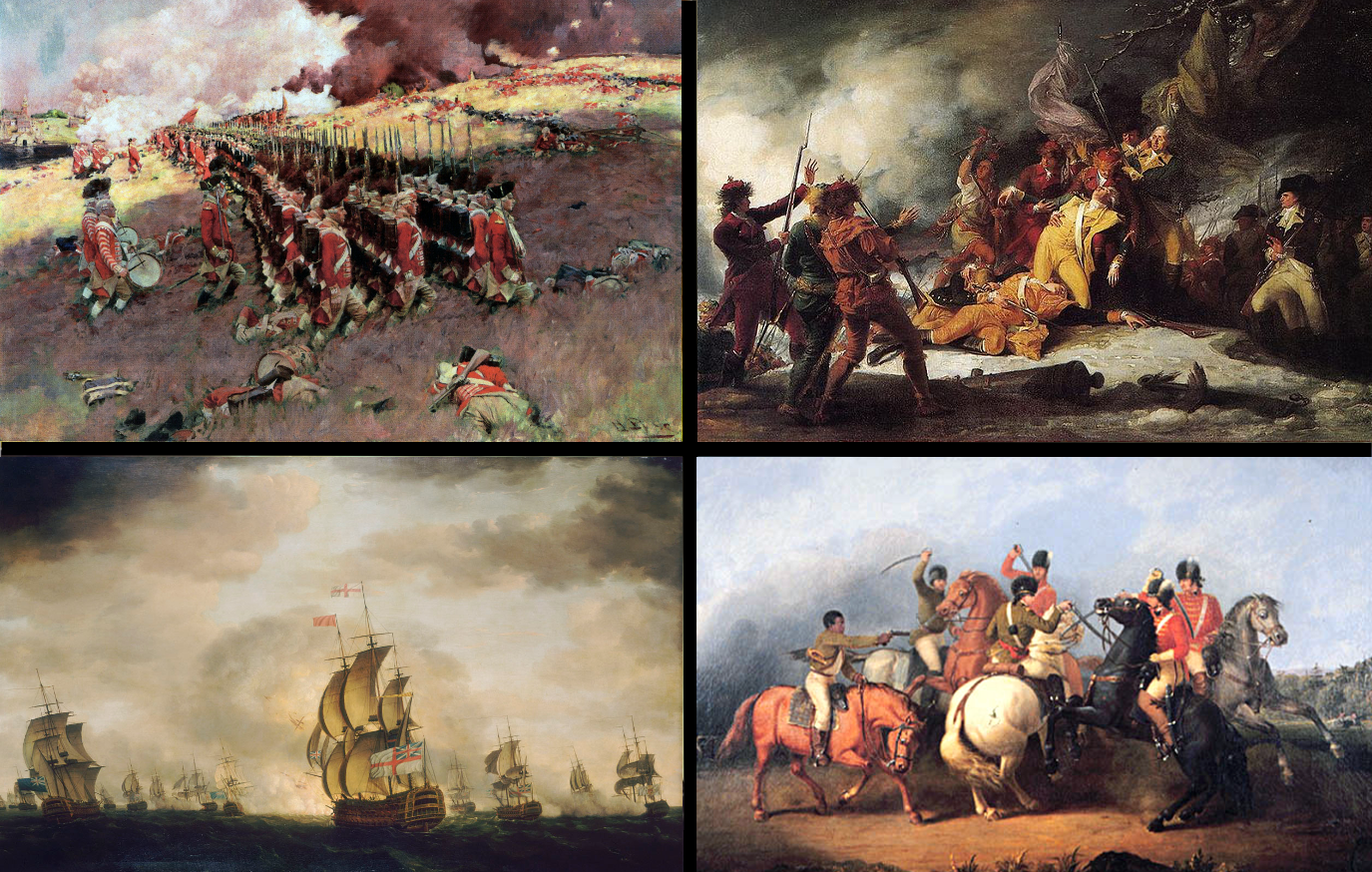
Revoluția Americană

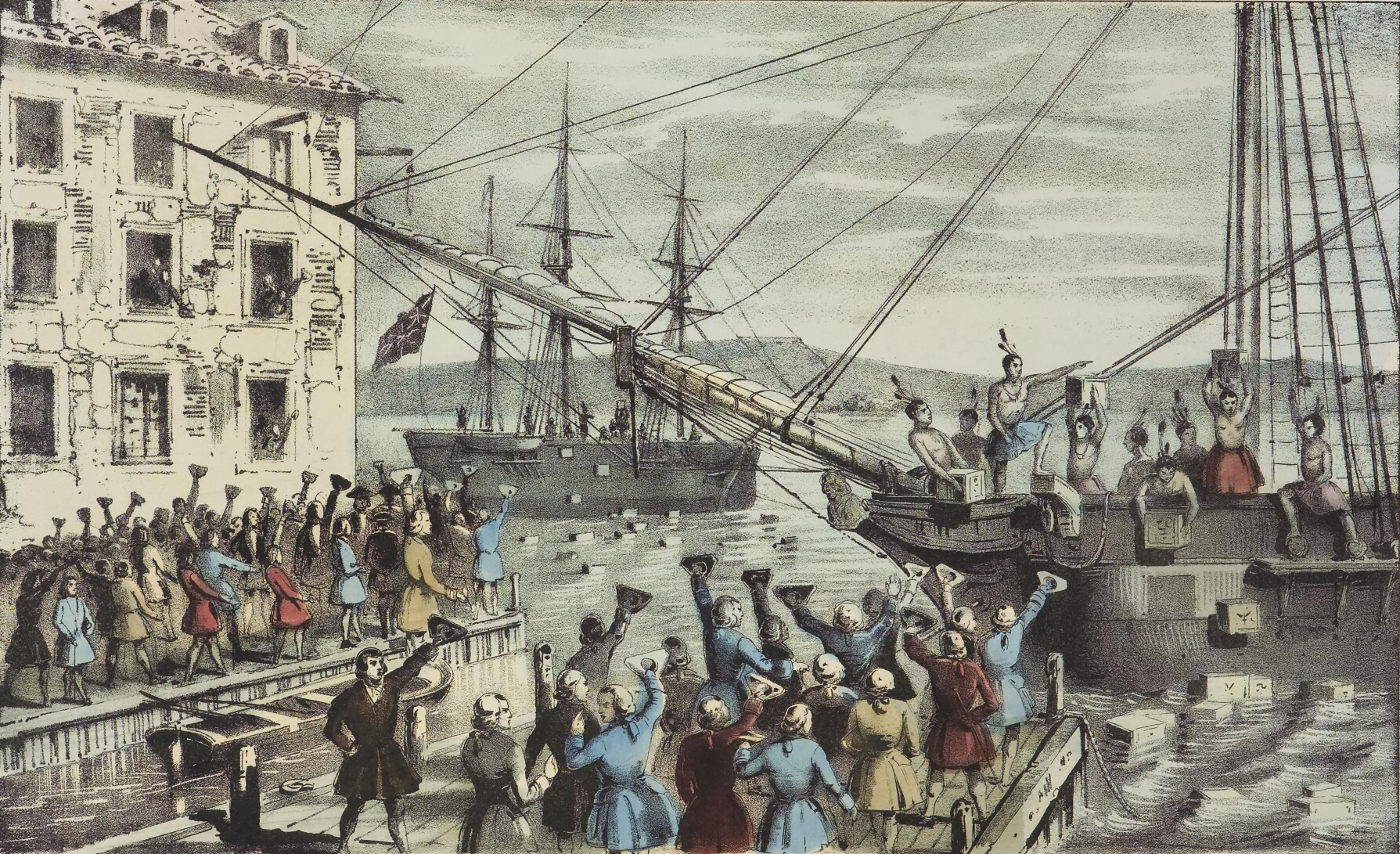
Boston Tea Party

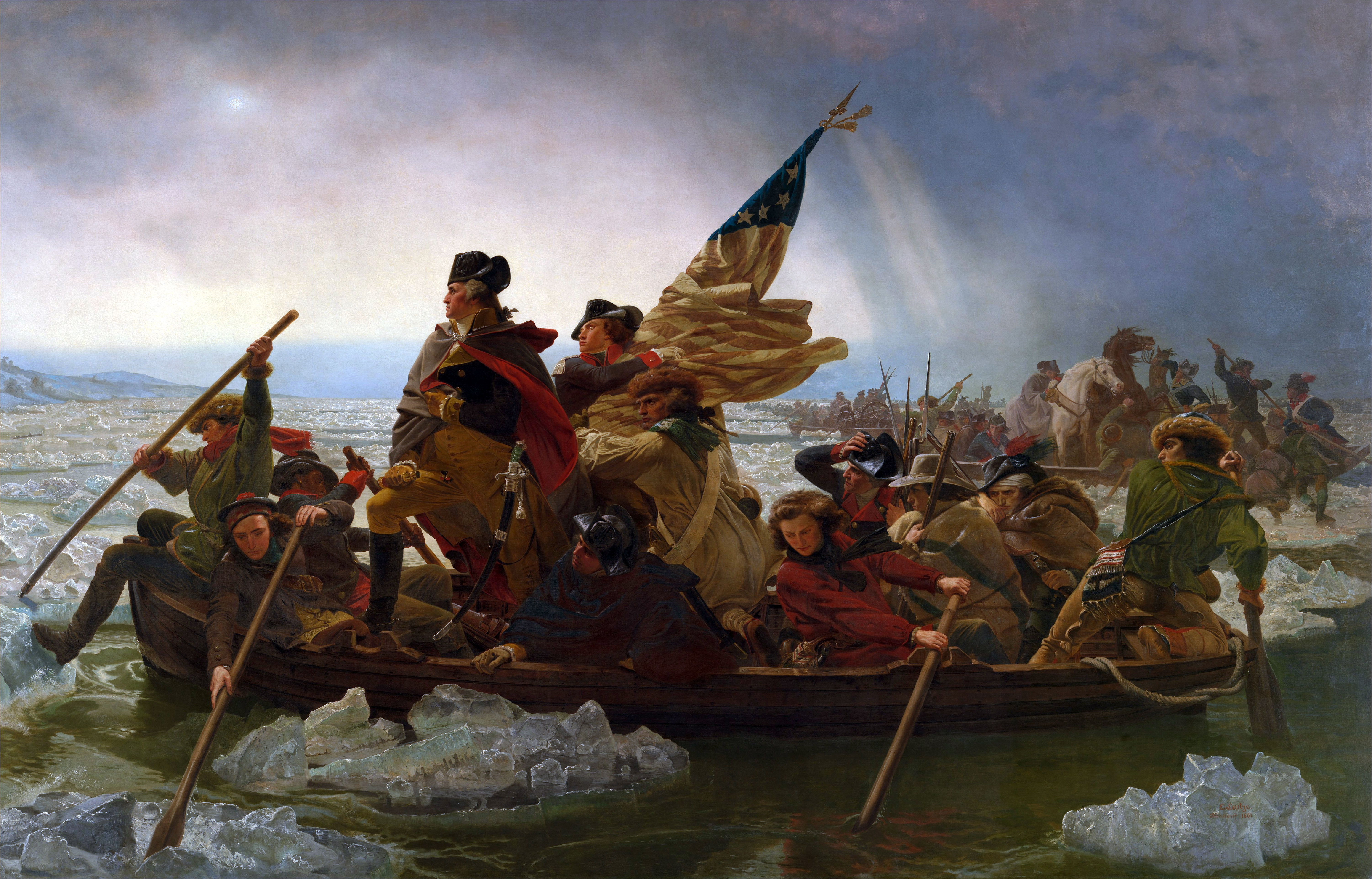
Washington traversează râul Delaware înaintea Bătăliei de la Trenton

Semnarea Declarației Independenței de cele 13 colonii ale Americii, 1776

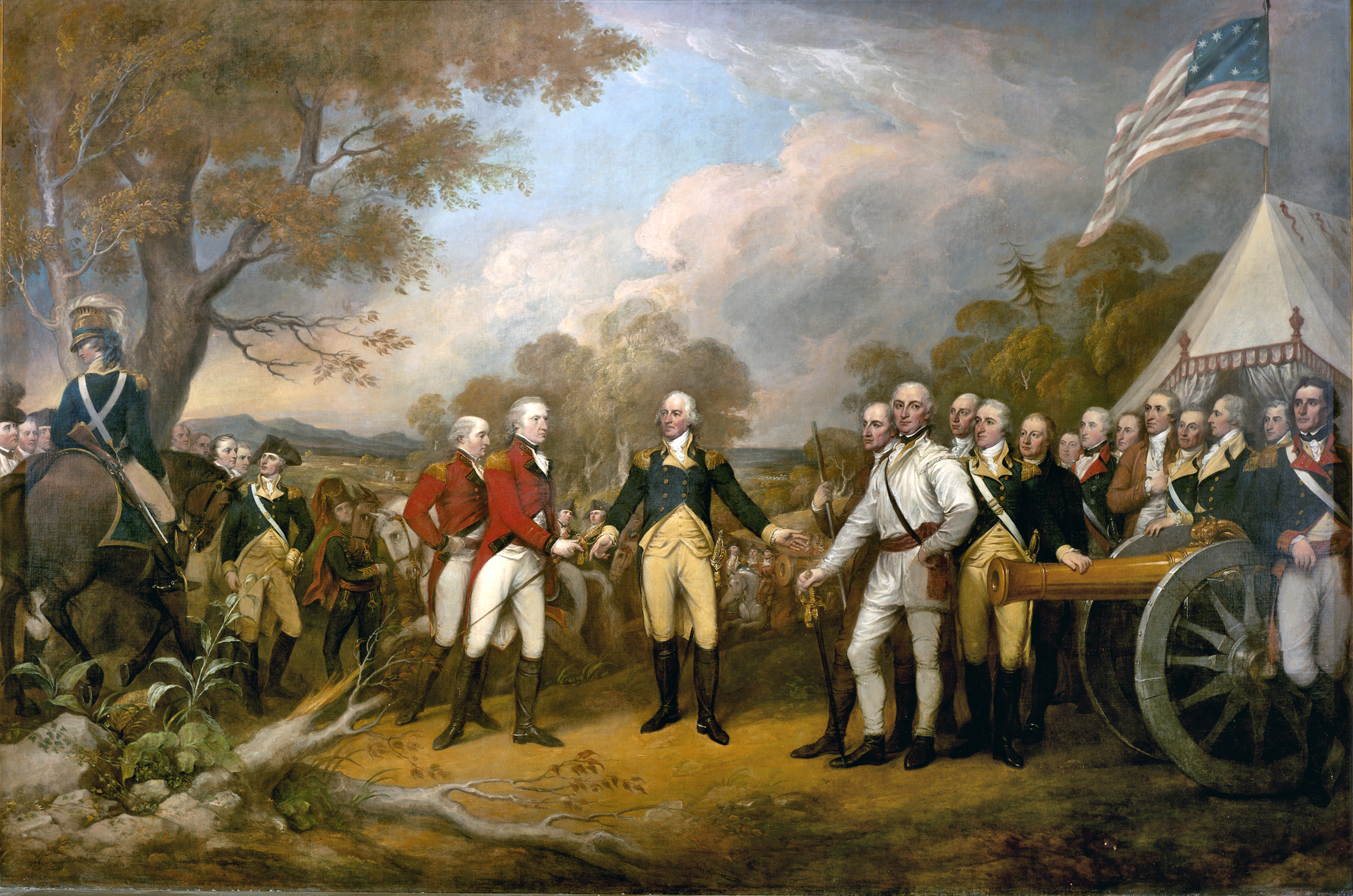
Predarea generalului Burgoyne după bătălia de la Saratoga

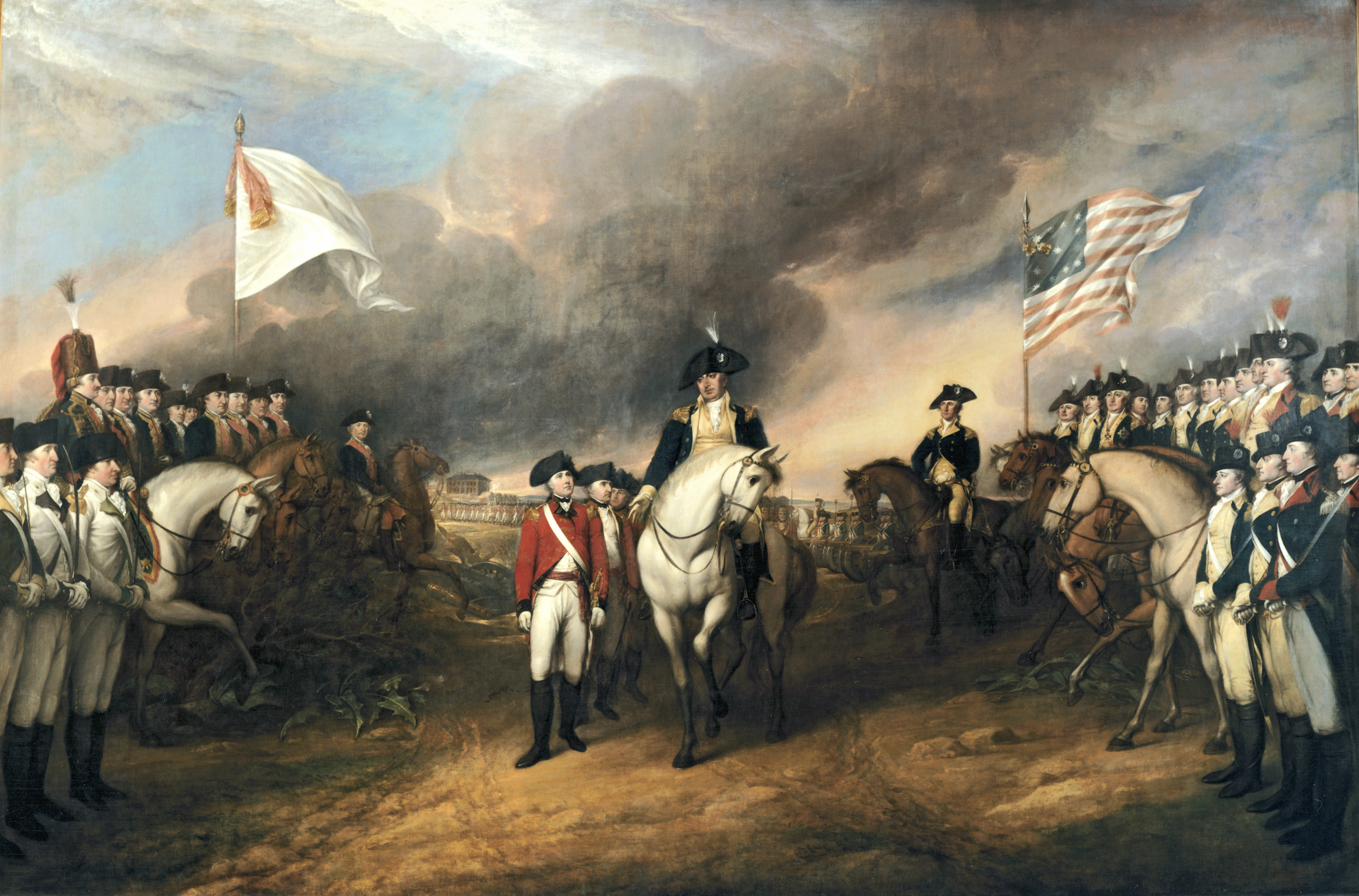
Predarea generalului britanic, Lord Cornwallis, după asediul de la Yorktown

În 1776, cele 13 colonii au declarat independență față de Marea Britanie și au format Statele Unite. A urmat Războiul American pentru Revoluție (1775 - 1783). În timpul acestuia, a fost adoptată la 4 iulie 1776 „Declarația de independență”, care a proclamat constituirea SUA (recunoscut de Anglia în 1783, prin Tratatul de la Versailles).
Structura administrativă inițială a țării a fost o confederație în 1777 și în 1781 a fost ratificată baza sa - Articles of Confederation. După dezbateri îndelungate, acest document a fost înlocuit de către Constituția Statelor Unite în 1789, unde un sistem politic mai centralizat a fost creat pentru SUA.
În septembrie-octombrie 1774, la Congresul Continental din Philadelphia, delegații celor 13 colonii americane decid să nu mai accepte nicio taxă fără a avea reprezentarea directă în Parlament și solicită reinstituirea constituției de la Massachusetts.
Ruptura definitivă dintre coloniile americane și metropolă s-a produs în momentul în care Parlamentul londonez a introdus noi taxe și restricții comerciale, în ciuda opoziției coloniilor. Decizia fatală a fost luată în 1773, când coloniștilor li se cere să cumpere ceai numai de la Compania Indiilor Orientale și să plătească o mică taxă directă asupra vânzărilor de ceai în America. Așa s-a ajuns la Partida de ceai de la Boston din 16 decembrie 1773, când un grup de oameni deghizați în indieni mohawk a urcat la bordul a trei vase din portul Boston și  au aruncat în apele oceanului încărcătura de ceai. În consecință, portul Boston a fost închis de englezi, iar populația obligată la întreținerea trupelor engleze și plătirea ceaiului.
De această dată, reacția coloniștilor a fost mai fermă. În anul 1774, un prim congres al reprezentanților celor 13 colonii a avut loc la Philadelphia, decizându-se boicotarea produselor englezești și respingerea autorității Parlamentului de la Londra.  
În replică, Londra trimite trupe pentru a restabili ordinea în colonii. După primele ostilități, cel de-al Doilea Congres al coloniștilor decide în mai 1775 să înființeze o armată mixtă, sub comanda supremă a lui George Washington, sprijinită apoi de marchizul de Lafayette al Franței și de baronul prusac von Steuben, care contribuie la organizarea profesionistă a armatei.
În primăvara anului 1775, criza politică devine tot mai evidentă. În fiecare din cele 13 colonii se formează organizații revoluționare și miliții înarmate, iar Samuel Adams și John Hancock devin lideri ai rebelilor. Se cristalizează perspectiva formării unei națiuni americane unite. În acest context se produc primele ciocniri armate între coloniști și armata engleză. Prima bătălie importantă dintre coloniști și metropolă a avut loc la Bunker Hill, în 1775, încheiată cu victoria englezilor.
Independența era implementată între timp la nivel politic: la 4 iulie 1776, cele 13 colonii (Massachusetts, New Hampshire, Rhode Island, Connecticut, New York, New Jersey, Pennsylvania, Delaware, Maryland, Virginia, Carolina de Nord, Carolina de Sud și Georgia) adoptată la Philadelphia Declarația de independență  sub forma unui acord între popor și guvern, subliniind libertatea și egalitatea tuturor oamenilor. După aceasta, noile state ratifică o serie de constituții republicane. Redactată de Thomas Jefferson are la bază principiile iluministe, afirmând: Susținem ca este de la sine înțeles ca toți oamenii sunt egali, că au fost înzestrați de la Creator cu anumite drepturi inalienabile, ca printre acestea se număra Viața, Libertatea și căutarea Fericirii. Conține ideea că regele Angliei a încălcat pactul social (guvernarea), ce trebuie să asigure apărarea drepturilor cetățenilor: viața, libertatea și năzuința spre fericire. Deoarece regele a încălcat pactul social, este datoria poporului să înlăture guvernarea devenită tiranică.
Trupele americane slab înarmate și prost organizate, însă entuziaste, obțin o victorie importantă în octombrie 1777, forțând capitularea trupelor britanice în Saratoga. După aceasta, ambasadorul american la Paris, Benjamin Franklin, reușește să negocieze o alianță cu Franța în februarie 1778. Cu ajutorul unităților navale franceze, Washington înfrânge în final armata britanică din sud, victorioasă înainte, obligând-o să capituleze în octombrie 1781, la Yorktown.
La 1 august 1783, francezii redactează Tratatul de la Paris care încheie războiul, acordând coloniștilor condiții avantajoase. Londra era obligată să recunoască independența SUA. Întregul teritoriu  de la est de râul Mississippi, de la sud la Marile Lacuri (America de Nord) și din nordul Floridei revin națiunii proaspăt fondate. Prin Articolele Confederației, ratificate în 1781, statele se unesc într-o ligă relaxată, în care statele individuale beneficiau de o largă autonomie. Situația se schimbă în 1787, după adoptarea constituției, care întărea guvernul federal. După acesta, în 1789, George Washington devine primul președinte al Statelor Unite ale Americii.

## Ascensiunea la rangul de putere mondială

### Anii de fondare

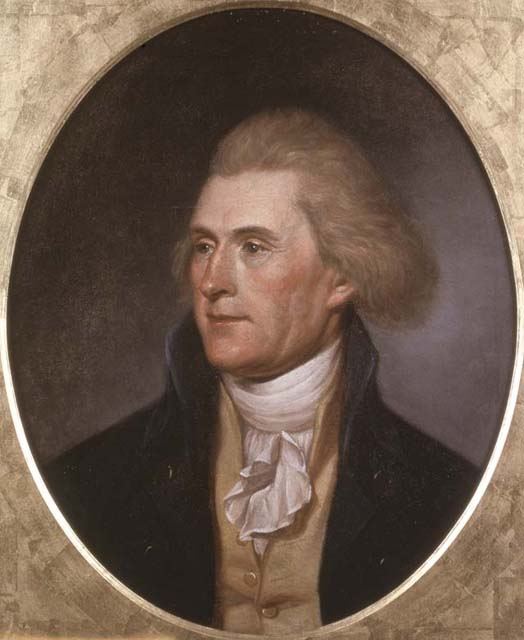
Thomas Jefferson

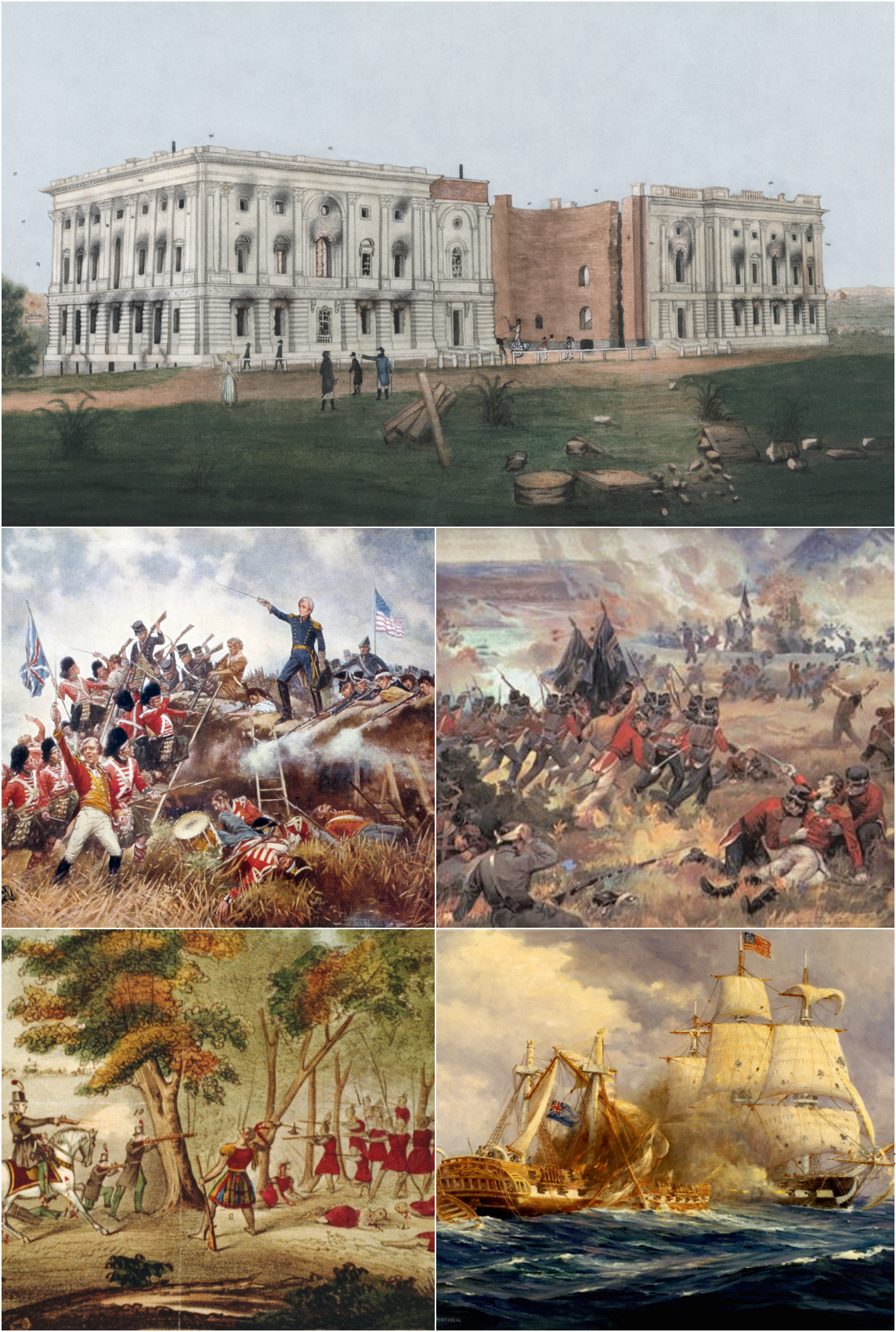
Războiul din 1812

În anii de început, exista o polemică intensă cu privire la orientarea socio-politică a tinerei republici. Implicarea nefericită a SUA în disputele europene a condus la politica izolaționistă, formulată în 1823 de președintele James Monroe.
După ce cele 13 state inițiale ratifică în 1787 constituția SUA, la doi ani după ce aceasta a fost formulată la Philadelphia, George Washington este ales președinte, iar John Adams vicepreședinte, executând un mandat din 1789 până în 1797. În primii ani sunt explorate opțiunile politice deschise tinerei națiuni. Se dezvoltă două poziții: o direcție către o guvernare puternică națională care ar promova industria și comerțul, susținută de Alexander Hamilton și de alții, adoptată ulterior de Partidul Federalist; sau o Americă orientată spre agricultură, cu state individuale, idee sprijinită de Partidul Democrat condus de Thomas Jefferson. În 1794, fermierii sunt obligați să accepte o acciză federală pentru Whisky.
Dacă Washington promovase o politică de neintervenție, în timpul președintelui John Adams (1797-1801) se pune întrebarea dacă America trebuie să se alieze cu Franța sau cu Anglia și să tolereze ca flota britanică să debarce și să caute nave ale SUA, constrângându-i pe marinarii americani, să li se alăture. În 1803, președintele Thomas Jefferson (1801-1809) cumpăra vastul teritoriu dintre râul Mississippi și Munții Stâncoși, asa-numita Achiziția Louisianei, de la Franta, dublând teritoriul SUA.
Pe plan extern, SUA se implica în războiul dintre Napoleon și Marea Britanie, ducând la un război împotriva britanicilor sub președintele James Madison. Experiența l-a făcut pe James Monroe (1817-1825) să proclame Doctrina Monroe la 2 decembrie 1823, în care stipula că SUA nu se vor implica în conflicte europene și nici nu vor tolera tentativele de colonizare din partea puterilor europene în America.
După creșterea economică de după Războiul din 1812, urmează dezvoltarea teritoriilor centrale de către fermieri care căutau terenuri noi. Aceasta a determinat conflicte interminabile cu triburile de amerindieni care fuseseră înghesuite spre nord sau mutate în rezervații. În 1819, Florida este cumpărată de la spanioli.

### Reorientarea politică

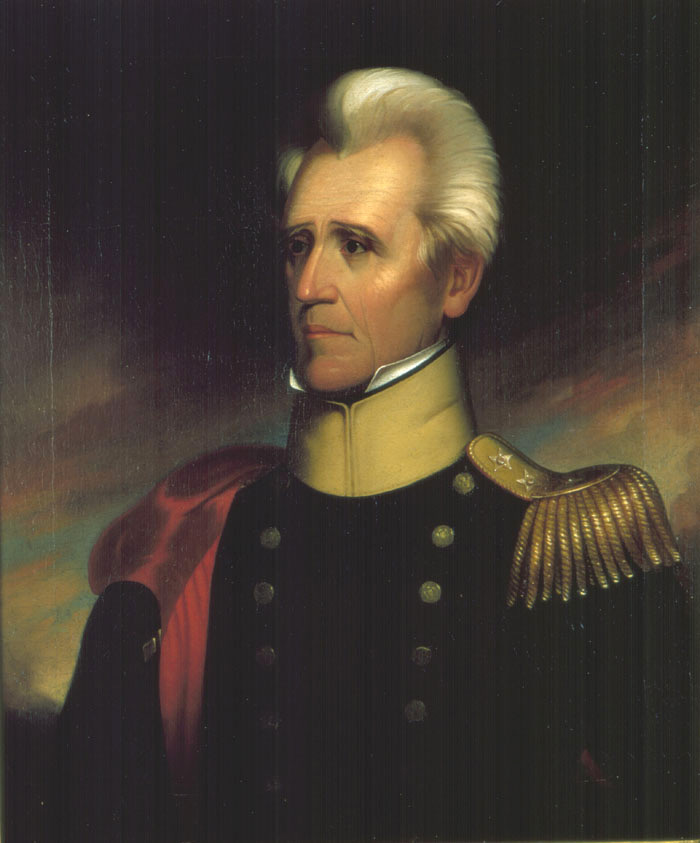
Andrew Jackson

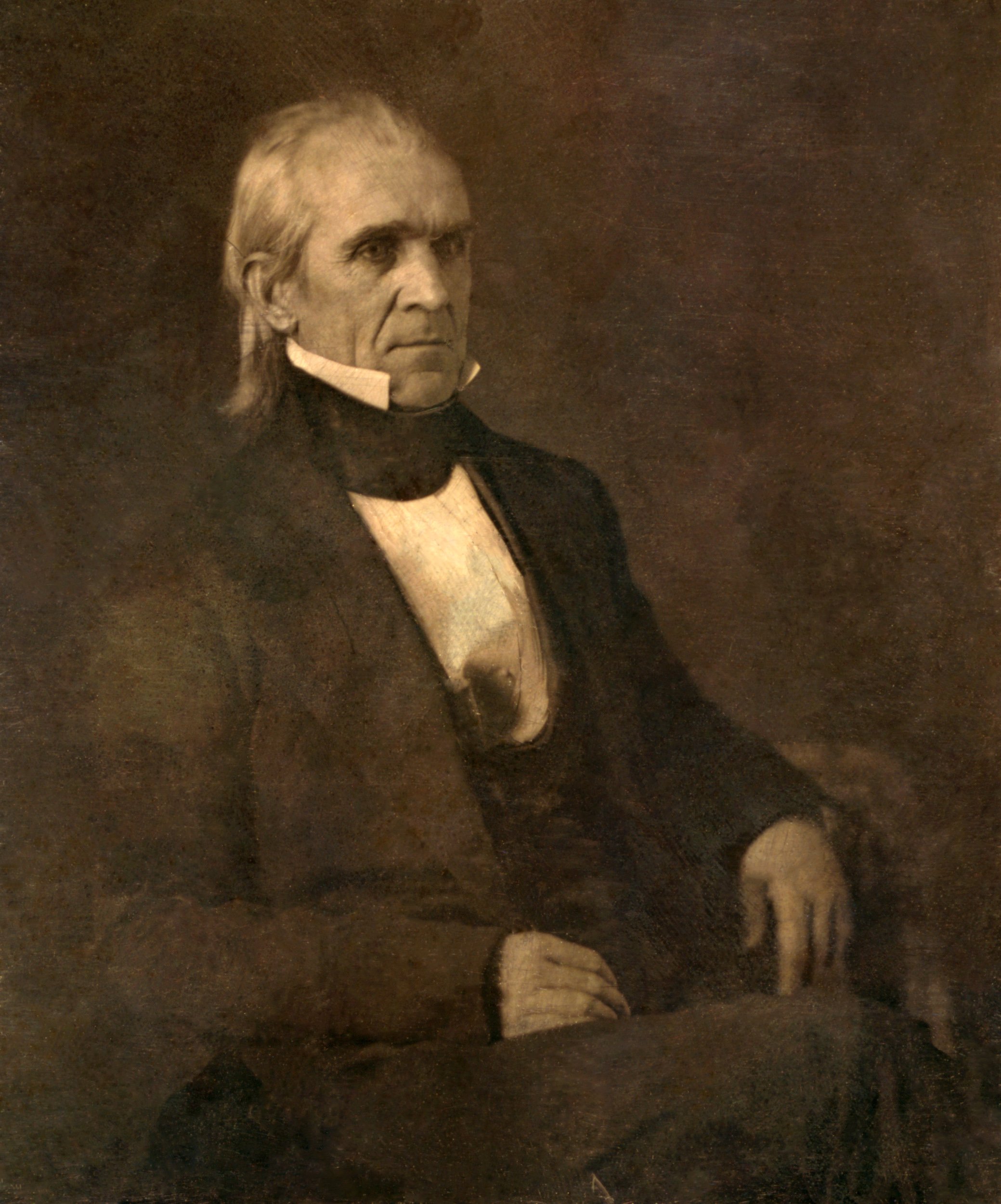
James Polk

Sub președintele Andrew Jackson, democrația populară și dominația partidelor încep să contureze sistemul politic american. Președintele James Knox Polk anexează spații din vest, extinzând în continuare teritoriile națiunii, ale cărei granițe se îndreptau către Pacific.
Crizele economice din anii 1820, în urma cărora multi fermieri au rămas datornici la bănci, au fost urmate de o turnură politică,
Andrew Jackson (1829-1837), primul președinte care nu făcea parte din elita de est, introducând politica omului simplu. În 1832-1836, a desființat a doua bancă americană de mare importanță și a dezvoltat un program de ajutorare a fermierilor și coloniștilor. Democrația jacksoniană marchează politica SUA până în 1860. Aceasta implica dominația clasei de mijloc asupra elitei economice, dezvoltarea sistemelor de partide și dominația politică a părților de vest și de sud asupra celei de nord-est.
Legile protecționiste de taxare vamală emise în 1828, în ciuda obiecțiilor vehemente ale statelor din sud înaintate de John Calhoun, au condus la Criza Nulificării, o controversă cu privire la dreptul statului de a nesocoti legile federale, considerându-le nule. Jackson a amenințat Sudul cu intervenție armată, salvând astfel Uniunea.

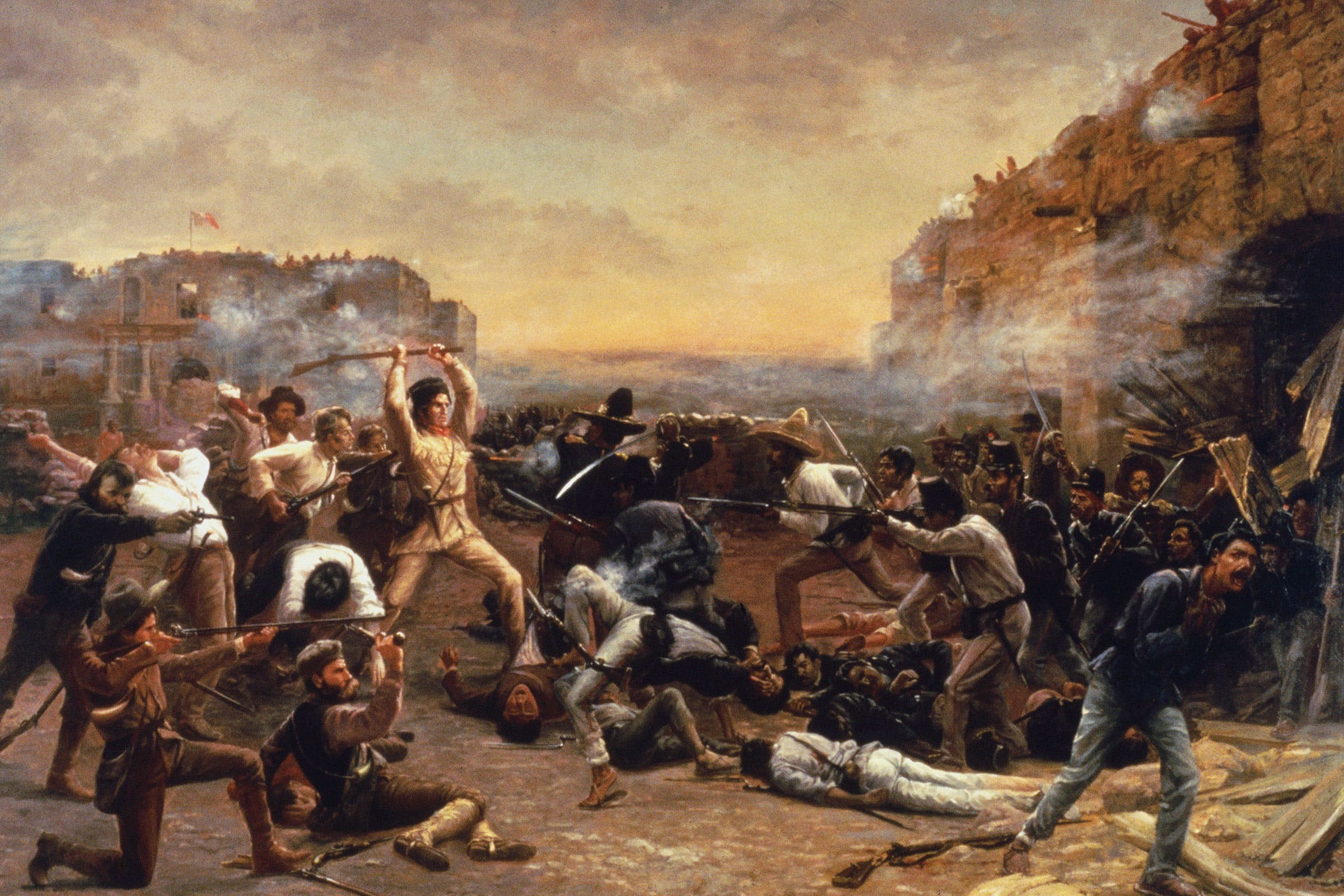
Bătălia de la Alamo

Din 1830, Jackson desfășoara o politică dură. Triburile amerindiene sunt expulzate în vest, în teritorii pustii, sau colonizate în rezervații deplasate continuu din cauza expasiunii permanente. Texas își declară independența față de Mexic în 1836. Mexicul trimite imediat trupe în scopul de a-și restabili autoritatea. După  o serie de înfrângeri, între care se numără masacrarea coloniștilor americani de trupele mexicane în  Bătălia de la Alamo, în San Antonio, în martie 1836, texanii îi înfrâng în final armata mexicană la San Jacinto⁠(d).

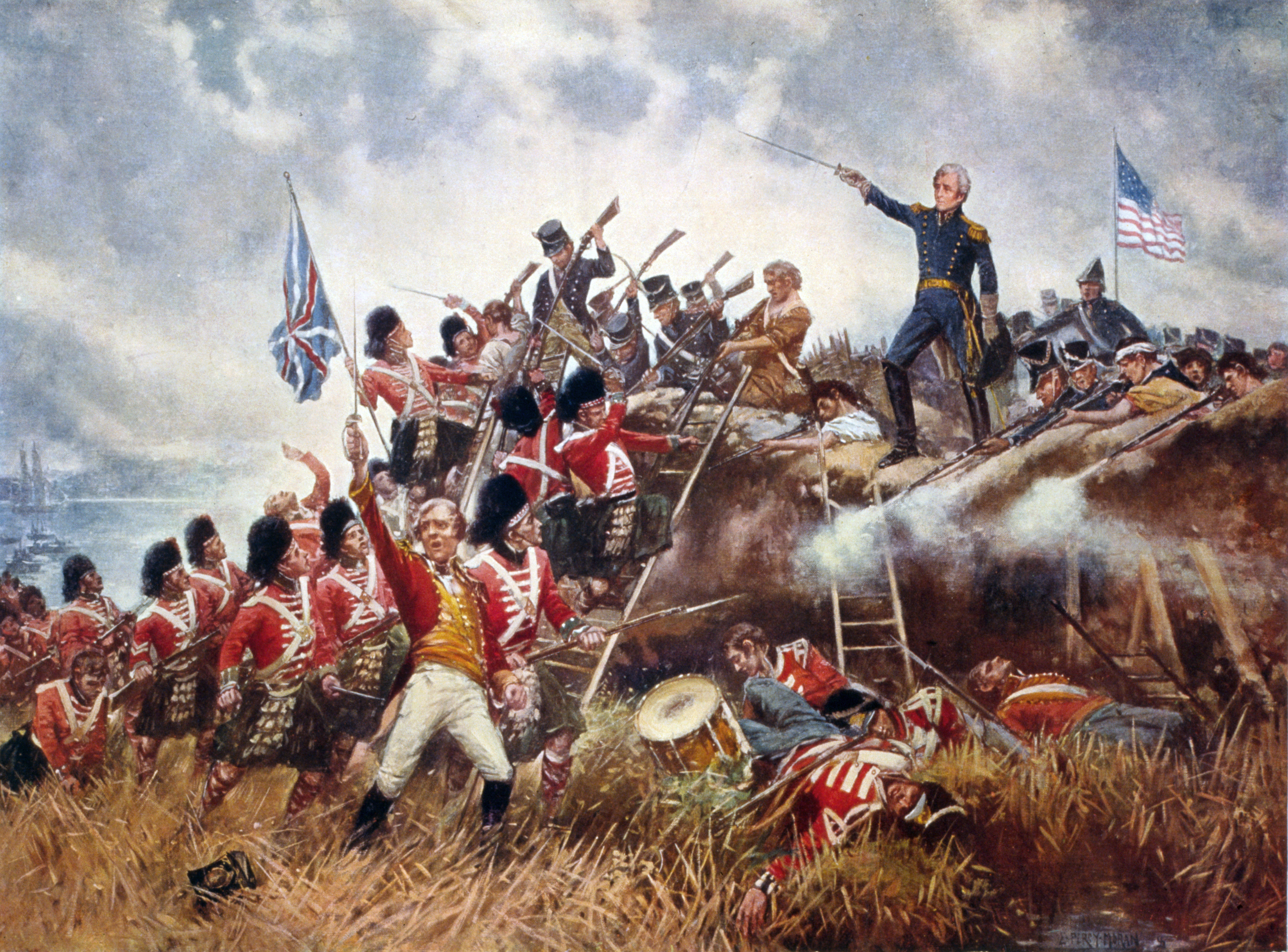
Andrew Jackson în Bătălia de la New Orleans

Această perioadă se încheie odată cu venirea președintelui James Knox Polk (1845-1849). Polk declara că destinul manifest al cetățenilor SUA este sǎ locuiască pe întregul continent, proclamând Texasul ca stat în Congresul din martie 1845 și provocând cu bună știință un război cu Mexicul, care începe în 1846 și se încheie cu victoria SUA. În februarie 1848, Mexicul este obligat să încheie pacea cu SUA, care anexează California și New Mexico. Guvernul american semnase Tratatul Oregonului cu Marea Britanie, prin care își asigura teritoriul dintre Munții Stâncoși și Oceanul Pacific. Granița canadiană a fost stabilită la paralela 49.
Pânǎ în 1848, teritoriul american se mai dublase o dată, iar în California au fost descoperite mine de aur. În orașele din vest domnea legea pistolului.

## Războiul Civil

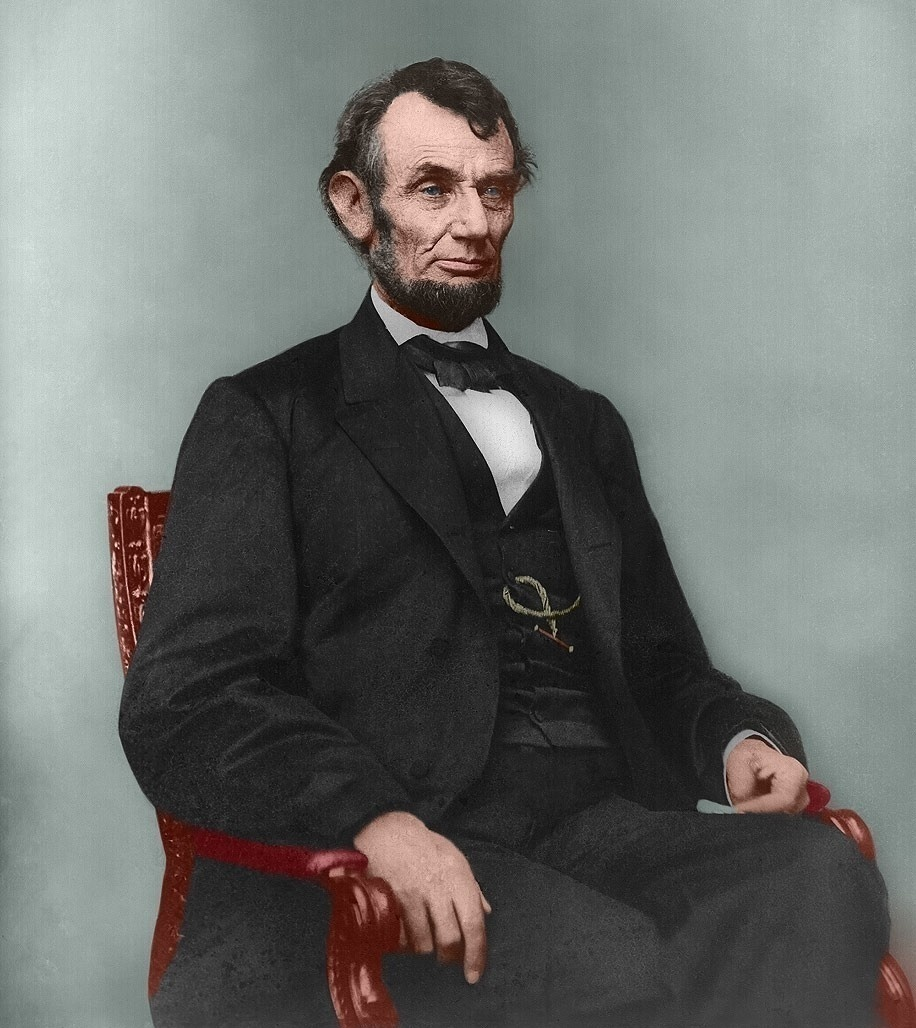
Abraham Lincoln

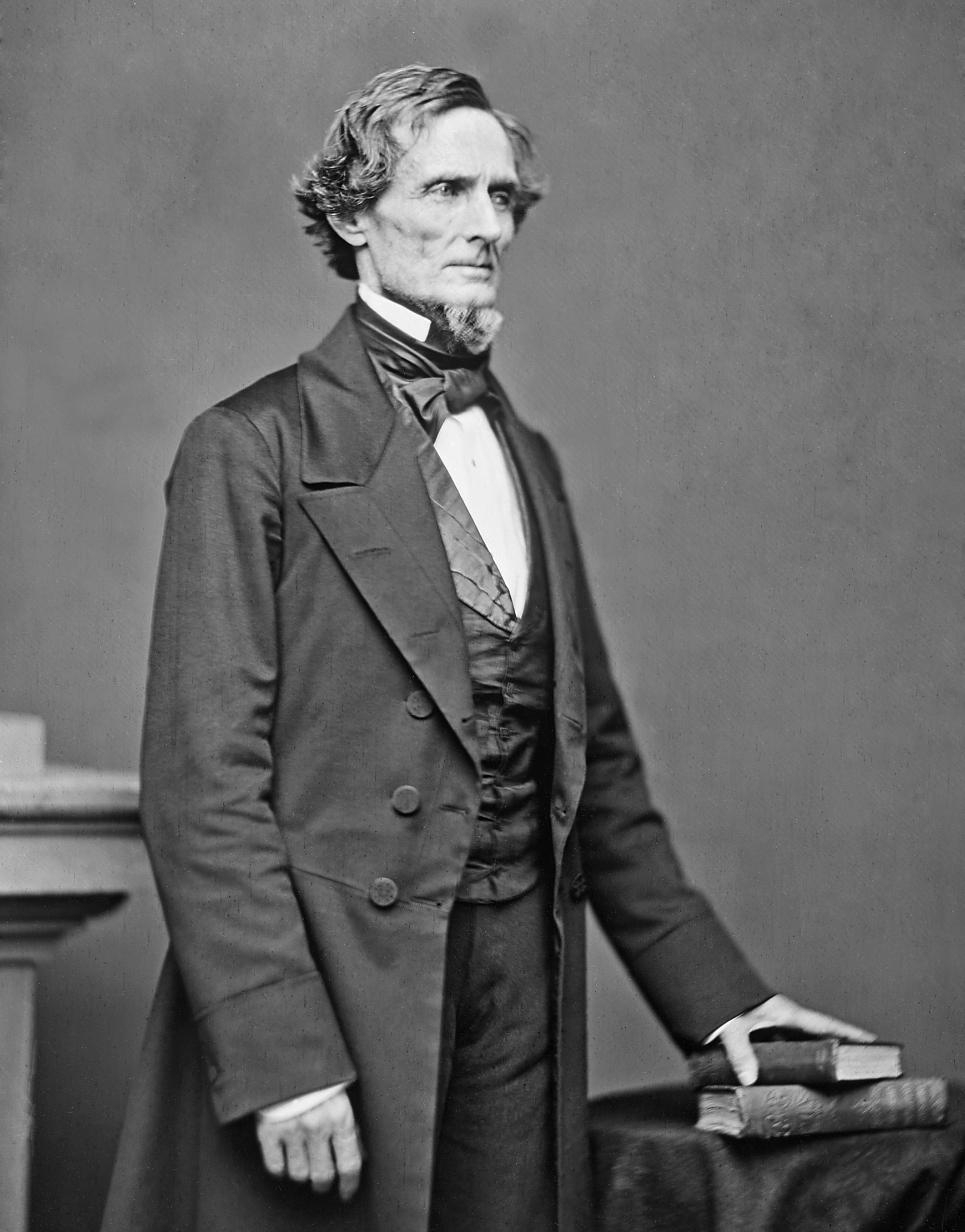
Jefferson Davis

Din perioada colonială, a existat un deficit de lucrători, un fapt care a încurajat sclavia. Până în mijlocul secolului al XIX-lea, conflicte despre drepturile statelor și lărgirea sclaviei au continuat să crească în forță și au început să domine politica internă a Statelor Unite.
Statele nordice au început să se opună sclaviei, însă statele sudice considerau că acest sistem era necesar pentru continuarea cu succes a agriculturii lor bazată pe cultivarea bumbacului și doreau să introducă sclavia și în teritoriile de vest. Unele legi federale au fost trecute prin Congres pentru a ameliora conflictul, de exemplu Compromisul Missouri și Compromisul din 1850.
Disputa a explodat într-o criză în 1861, când șapte state sudice au părăsit Statele Unite și au format Statele Confederate ale Americii, o acțiune care s-a terminat cu Războiul Civil American. Imediat după începutul războiului, încă patru state sudice au intrat în confederație.
În timpul războiului, Abraham Lincoln a proclamat independența tuturor sclavilor în statele rebele în Proclamația de Emancipare, cu toate că emanciparea completă a sclavilor a avut loc doar în 1865, după sfârșitul confederației, cu adoptarea Amendamentului Nr. 13 al Consituției SUA. Războiul civil a hotărât în chestiunea dreptului statelor de a părăsi uniunea și este considerat un punct focal în istoria țării, când guvernul federal a căpătat puteri noi și extinse.

### Începutul Războiului de Secesiune

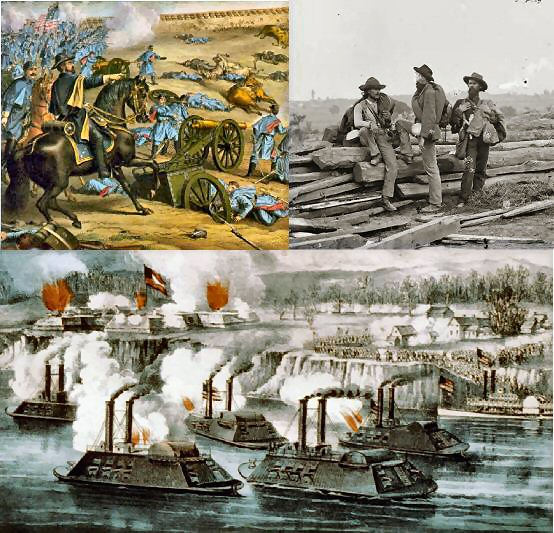
Războiul Civil

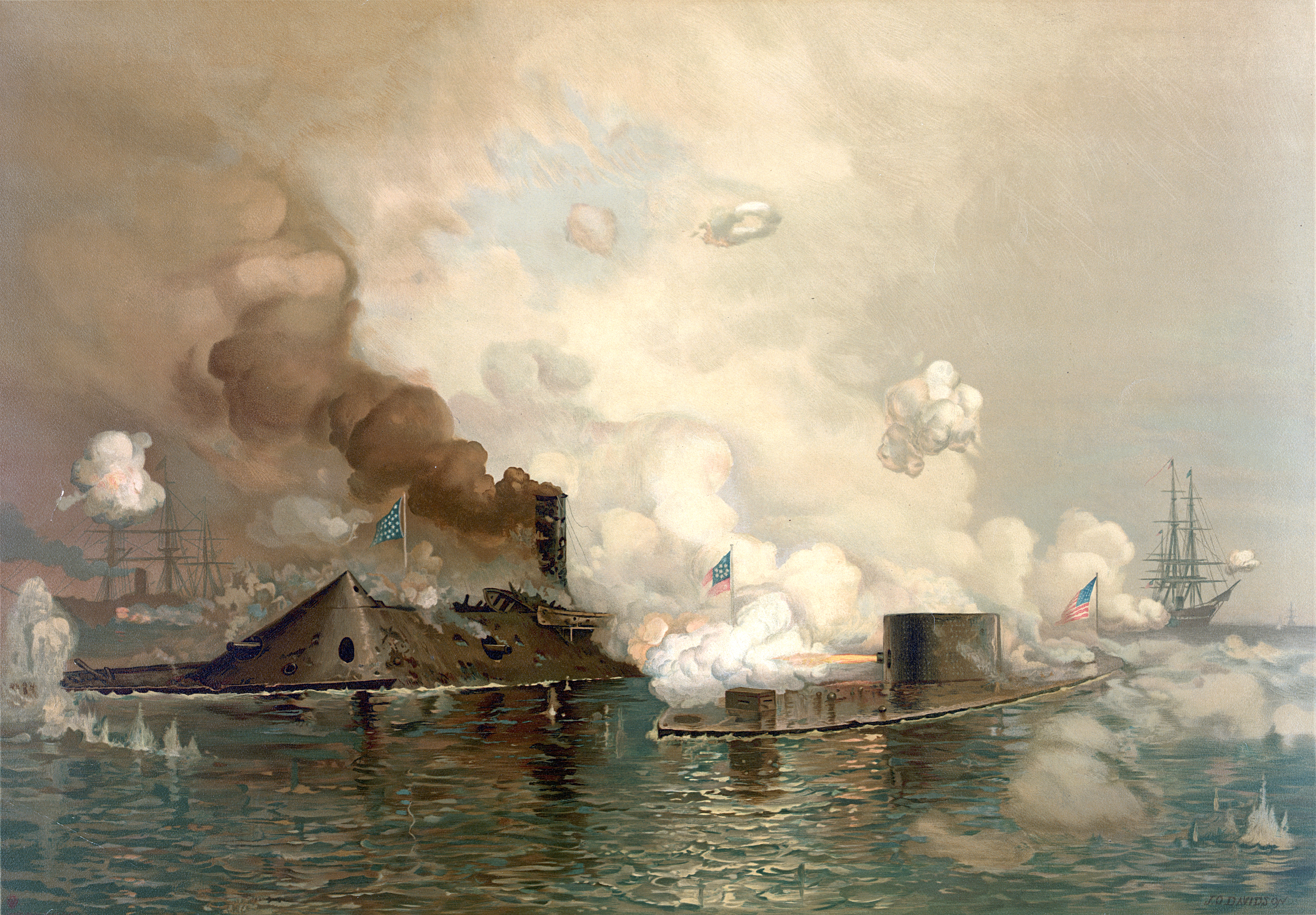
Bătălia de la Hampton Roads

În semn de protest față de alegerea în 1860 a candidatului Abraham Lincoln, adept al abolirii sclaviei, ca președinte al SUA, 11 state sudice ies din Uniune. În consecință, în 1861 izbucnește un război civil sângeros. Problema nerezolvării a deținerii de sclavi creează o prăpastie adâncă între statele din Nord, în care predomina burghezia orientată către comerț, și Sudul patriarhal agrar.
Sclavia fusese deja abolită în toate statele de la nord de Maryland către sfârșitul sec.XVIII, dar Sudul, cu economia sa bazata pe plantații extinse, nu putea supraviețui fără sclavi, principala forță de muncă. Disputa se întețise din nou după Războiul mexicano-american din 1848, când noile teritorii obținute - California, New Mexico, Texasul-urmau să fie incorporate în Uniune ca state. Nordiștii doreau sa interzică sclavia în toate statele, iar sudiștii nu erau de acord, pretinzând că fiecare stat să aibă putere de decizie individuală. Neînțelegerile interne au slăbit Partidul Democrat aflat la putere, în timp ce la noul partid, Partidul Republican aderau grupări politice diverse ce militau împotriva sclaviei. În 1860, pentru prima dată, un candidat republican, Abraham Lincoln, câștiga alegerile prezidențiale (1861-1865). În semn de protest, Carolina de Sud iese din Uniune, declarându-și independența. Alte 10 state (Mississippi, Florida, Alabama, Georgia, Lousiana, Texas, Virginia, Arkansas, Tennessee și Carolina de Nord) se alătură protestului, părăsind Uniunea, iar în februarie 1861, formează Statele Confederative ale Americii, cu propria constituție și propriul președinte, Jefferson Davis. Cele 11 state sudiste care formau Confederația aveau potențial militar slab, dar aveau avantajul unor generali buni și al unui spirit de luptă înflăcărat.
La 12 aprilie 1861, trupele din Carolina de Sud deschid focul asupra nordiștilor staționați în fortul Sumter din Charleston, marcând începutul Războiului de Secesiune American. După succesele inițiale ale Confederației, situația se schimba în favoarea Uniunii în 1863.

### Desfășurarea războiului civil

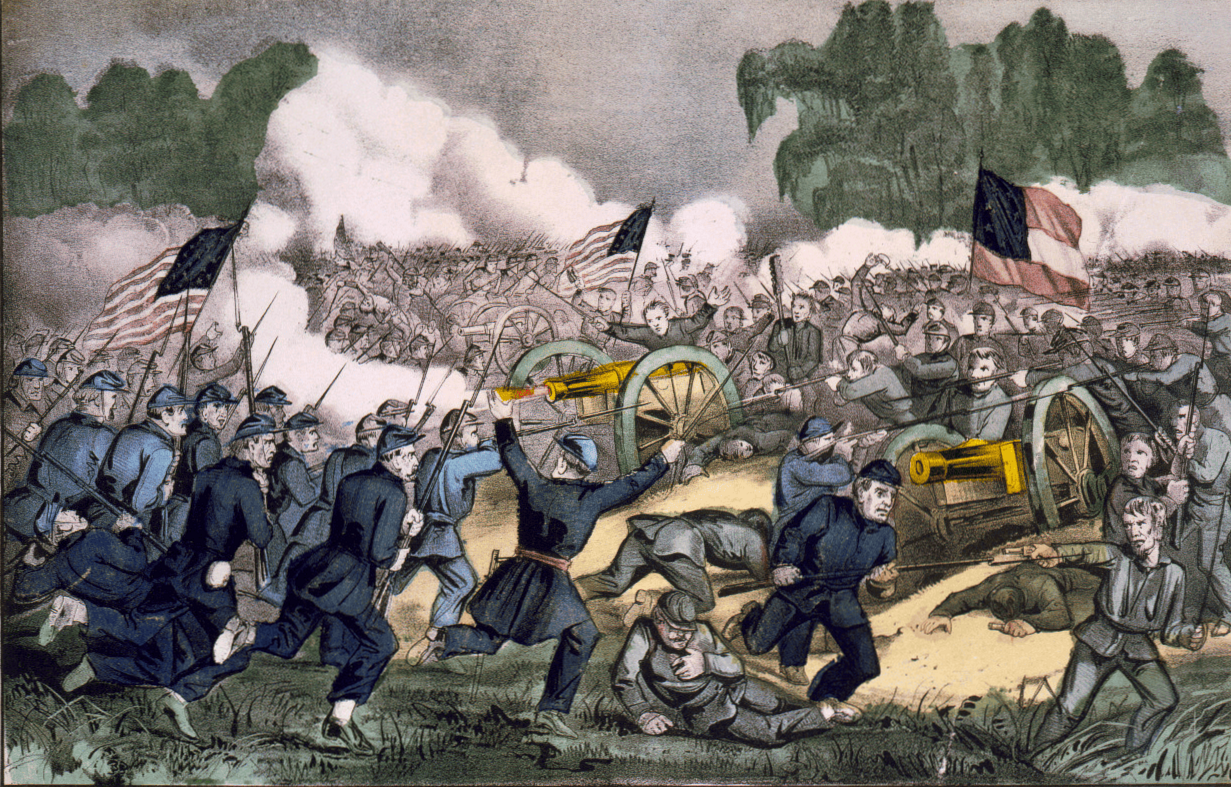
Bătălia de la Gettysburg

Ostilitățile au început la 12 aprilie 1861, când forțele confederate au atacat postul militar federal de la Fort Sumter, din Carolina de Sud. Lincoln a răspuns chemând o armată de voluntari din fiecare stat și ordonând mobilizarea generală, ceea ce a condus la declararea secesiunii a încă patru state sclavagiste din Sud. Ambele părți și-au constituit armate de război, iar Uniunea a preluat controlul statelor de graniță încă din prima perioadă a războiului și a efectuat o severă și eficientă blocadă navală de-a lungul întregului conflict. 

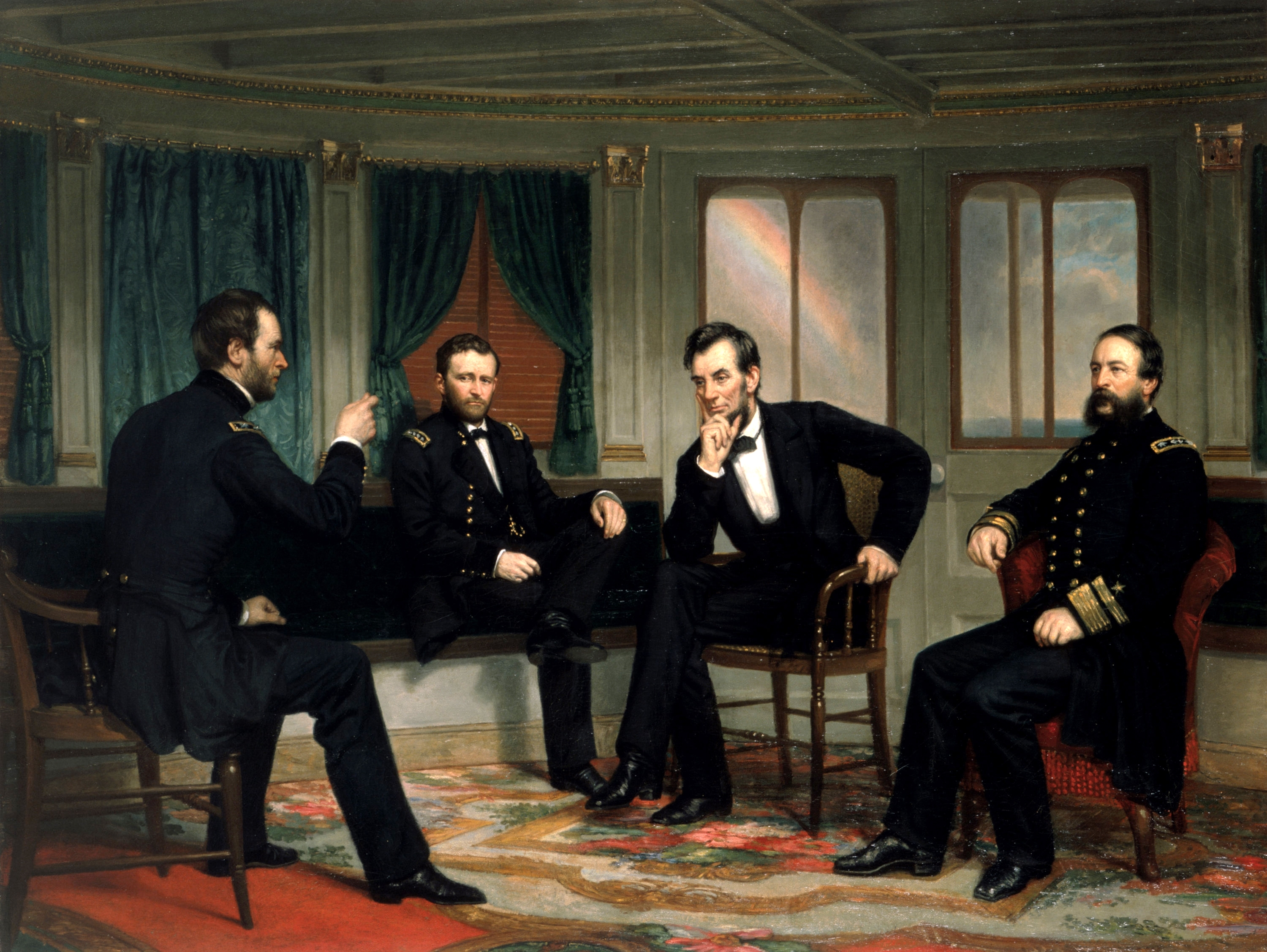
The Peacemakers

În septembrie 1862, Proclamația de emancipare a lui Lincoln a transformat desființarea sclaviei din Sud într-un scop al războiului și i-a determinat pe britanici să nu intervină. Comandantul confederat Robert E. Lee a repurtat câteva victorii pe frontul estic, dar în 1863 înaintarea sa spre nord a fost oprită la Gettysburg de către general-maior George Meade, în cea mai sângeroasă bătălie a războiului, considerată uneori ca fiind punctul de cotitură al războiului, iar pe frontul vestic Uniunea a preluat controlul râului Mississippi după Bătălia de la Vicksburg, separând Confederația în două. Avantajele materiale și numerice ale Nordului s-au concretizat în 1864 când Ulysses S. Grant a măcinat armata lui Lee în mai multe bătălii de uzură, iar generalul unionist William Sherman a ocupat orașul Atlanta, capitala statului Georgia, pentru ca apoi să se deplaseze spre Oceanul Atlantic. În mai 1864, în Bătălia de la Spotsylvania, Virginia, unioniștii au obținut una dintre cele mai mari victorii. Rezistența Confederației s-a prăbușit după ce Lee s-a predat lui Grant la Appomattox pe 9 aprilie 1865. În urma războiului, au fost uciși peste 600 000 de soldați din ambele tabere.

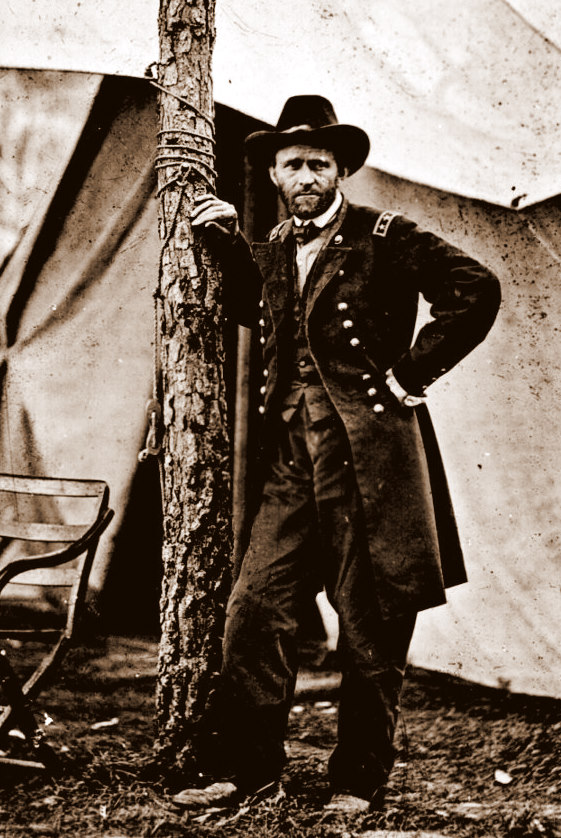
Ulysses S. Grant
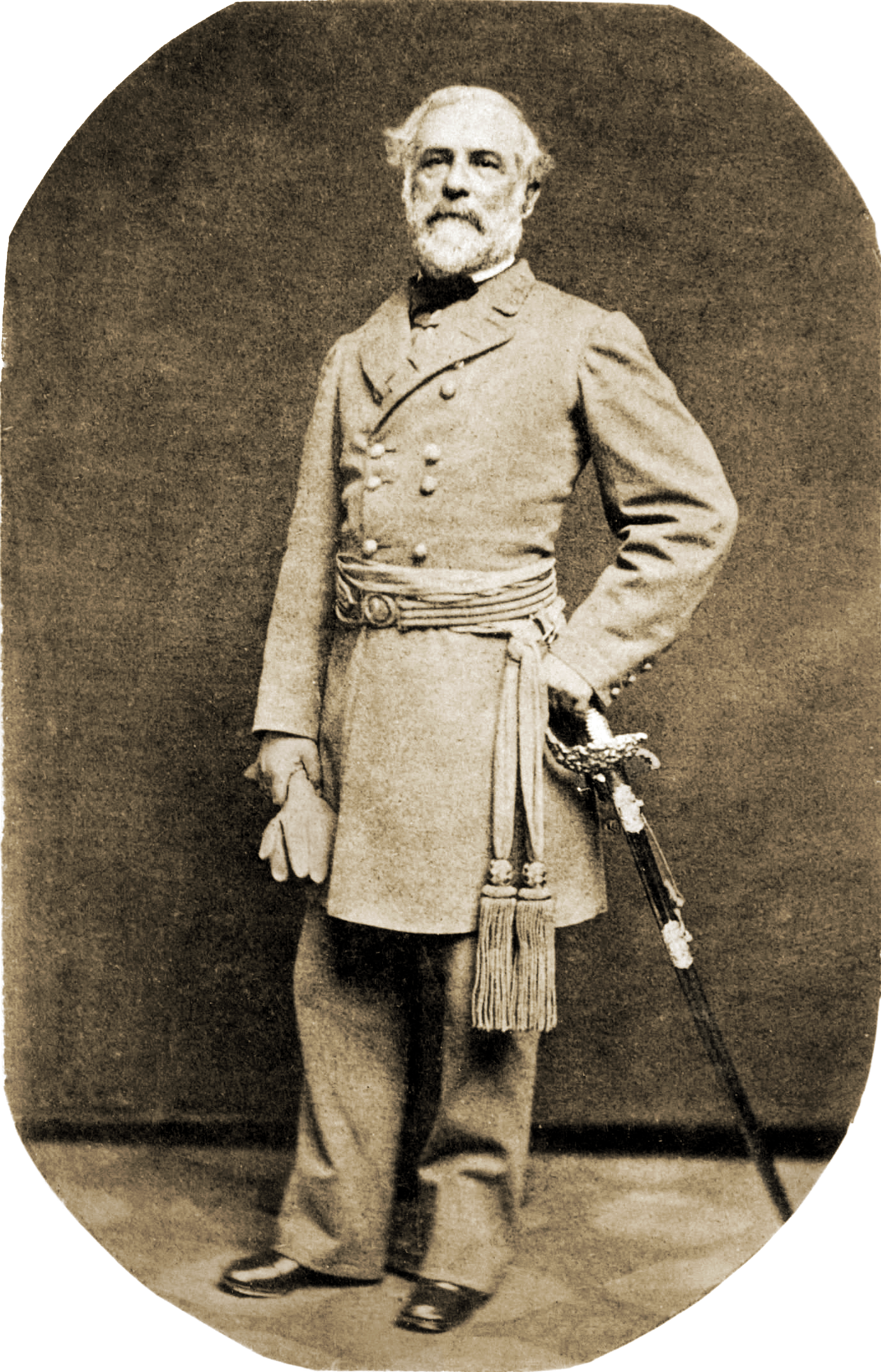
Robert E. Lee

### Victoria Uniunii și reconstrucția

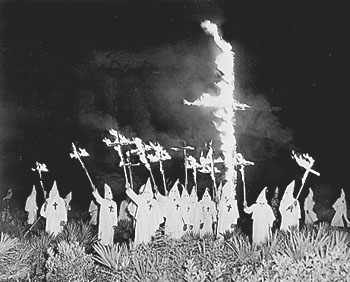
Ku Klux Klan

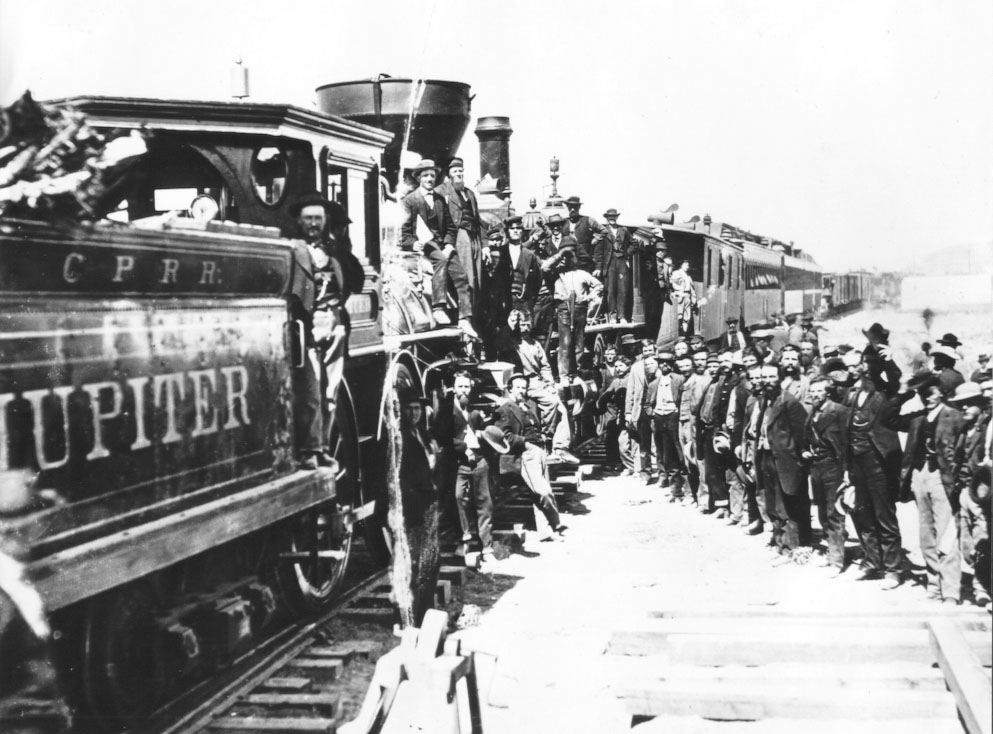
Inagurarea Căii Ferate Transcontinentale

De la victoria din 1865 a Uniunii și pâna în 1877, politica americană a fost dominată de dispute referitoare la reconstrucția Sudului distrus la începutul Războiului de Secesiune. Construcția căii ferate transcontinentale a adus o creștere economică.
La începutul anului 1864, Lincoln îl numește pe generalul Ulysses S. Grant comandant suprem al forțelor nordiste. La 9 aprilie 1864, la Appomattox, Virginia, Grant îl obliga pe generalul Confederației, Robert E. Lee să capituleze încheind astfel războiul. Cinci zile mai târziu, Lincoln era împușcat la Washington de actorul Booth, un sudist fanatic.
La 18 decembrie 1865, sclavii sunt eliberați prin cel de-al 13-lea amendament. La fel ca Lincoln, succesorul său, Andrew Johnson (1865-1869) pleda pentru o politică de reconstrucție și reconciliere cu Sudul patriarhal, care era atât de înapoiat, încât, până în 1870, producția sa agricolă nu avea să ajungă nici la jumătatea celei din 1860. Majoritatea republicanilor radicali din Congres insistau însă asupra demontării totale a structurilor guvernamentale și sociale și pentru instalarea administrațiilor militare pentru a controla statele din sud. Biroul Oamenilor Liberi, instalat în 1867 pentru protejarea sclavilor eliberați-aproape  jumătate din toată populația statelor din Sud. Atitudinile sociale din Sud aveau să se schimbe treptat, cu privire la drepturile civile ale foștilor sclavi. O mișcare rasistă care cuprindea numeroase societăți secrete, cea mai mare fiind Ku Klux Klan, îi teroriza pe sclavii eliberați. Reformarea fundamentală a societății sudice a eșuat în stadiul incipient, sub Grant, ca președinte (1869-1877), Grant nu a avut succes la fel de mare ca atunci când a fost general. Cel de al doilea mandat al său a fost umbrit de scandaluri de corupție. După retragerea trupelor din Sud în 1870 și după încheierea oficială a Reconstrucției, vechile sisteme de discriminare aveau să revină rapid pe plantații, deși nu sub forma de sclavie deschisă. La sfârșitul secolului XIX, s-a introdus segregarea rasială strictă, care afecta școlile, transportul în comun și restaurantele.
După Războiul de Secesiune, Nordul a cunoscut o creștere economică puternică, îndeosebi datorită construirii căii ferate transcontinentale. În jurul anului 1893 au fost terminate primele linii de cale ferată, deschizând drumul spre Vestul slab colonizat.

## Expansiunea

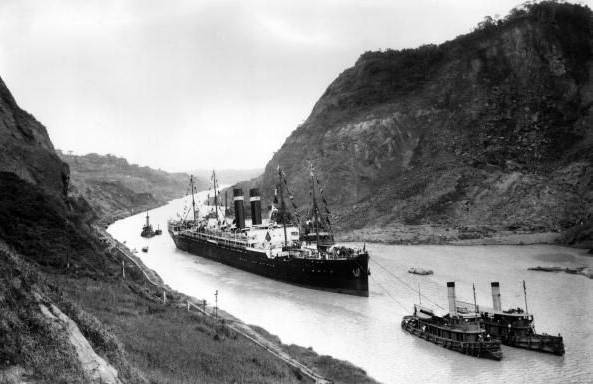
Canalul Panama

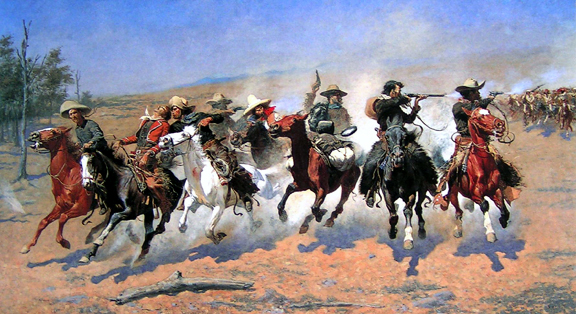
Grup de cowboy

Pe parcursul secolului al XIX-lea, națiunea s-a extins rapid, adăugând multe state noi, fie prin cumpărări de regiuni întregi (Louisiana de la francezi în 1803; Florida de la spanioli în 1819; Alaska de la ruși în 1867), fie prin cuceriri (Texasul de la Mexic în 1845, mai mult de jumătate din teritoriul Mexicului în urma războiului americano-mexican din 1846-1848). Destinul Manifest a fost o filozofie care a încurajat extinderea Statelor Unite înspre vest: deoarece populația statelor din est creștea și imigranți noi intrau în țară, mulți oameni continuu se mutau înspre vest.
Ca urmare la acest proces, SUA a ocupat teritoriile Indienilor americani. Aceste acțiuni continuă sa aibă implicații politice astăzi deoarece unele triburi cer aceste pământuri înapoi. În unele locuri, populațiile indigene au fost distruse sau grav reduse de boli infecțioase aduse de către europeni și astfel colonizatori din SUA ușor au acaparat aceste teritorii goale. În alte instanțe, Indienii americani au fost mutați forțat de pe teritoriile lor tradiționale.  Cu toate că unii declară că Statele Unite nu a fost o putere colonială până ce a acaparat teritorii străine în Războiul Spaniol-American, controlul exercitat asupra pământurilor în America de Nord de către SUA esențial a fost de o natură colonială.
În această perioadă, țara a devenit o putere industrială și un centru pentru inovație și dezvoltare tehnologică.

Achizițiile teritoriale americane între anii 1810-1920. În verde teritoriile americane; cu portocaliu statele federale ale Uniunii

Coloniștii din Europa se îndreptau spre vest, poposeau peste noapte în tabere, sperând să-și făurească o viață nouă în ceea ce ei numeau "țara celor liberi".
Economia americană a luat avânt, ceea ce a dus la dezvoltarea orașelor din est, unde se construiau fabrici și se găseau centre de afaceri. Estul era coloana vertebrală a SUA, iar vestul-imperiul lor. Un stat nou era primit în Uniune dacă avea o populație de 60 000 de locuitori, iar în 1821 Uniunea cuprindea 23 de state.

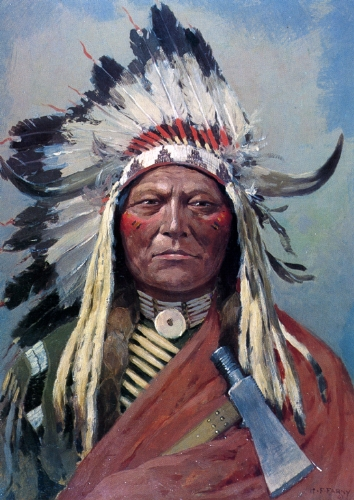
Sitting Bull

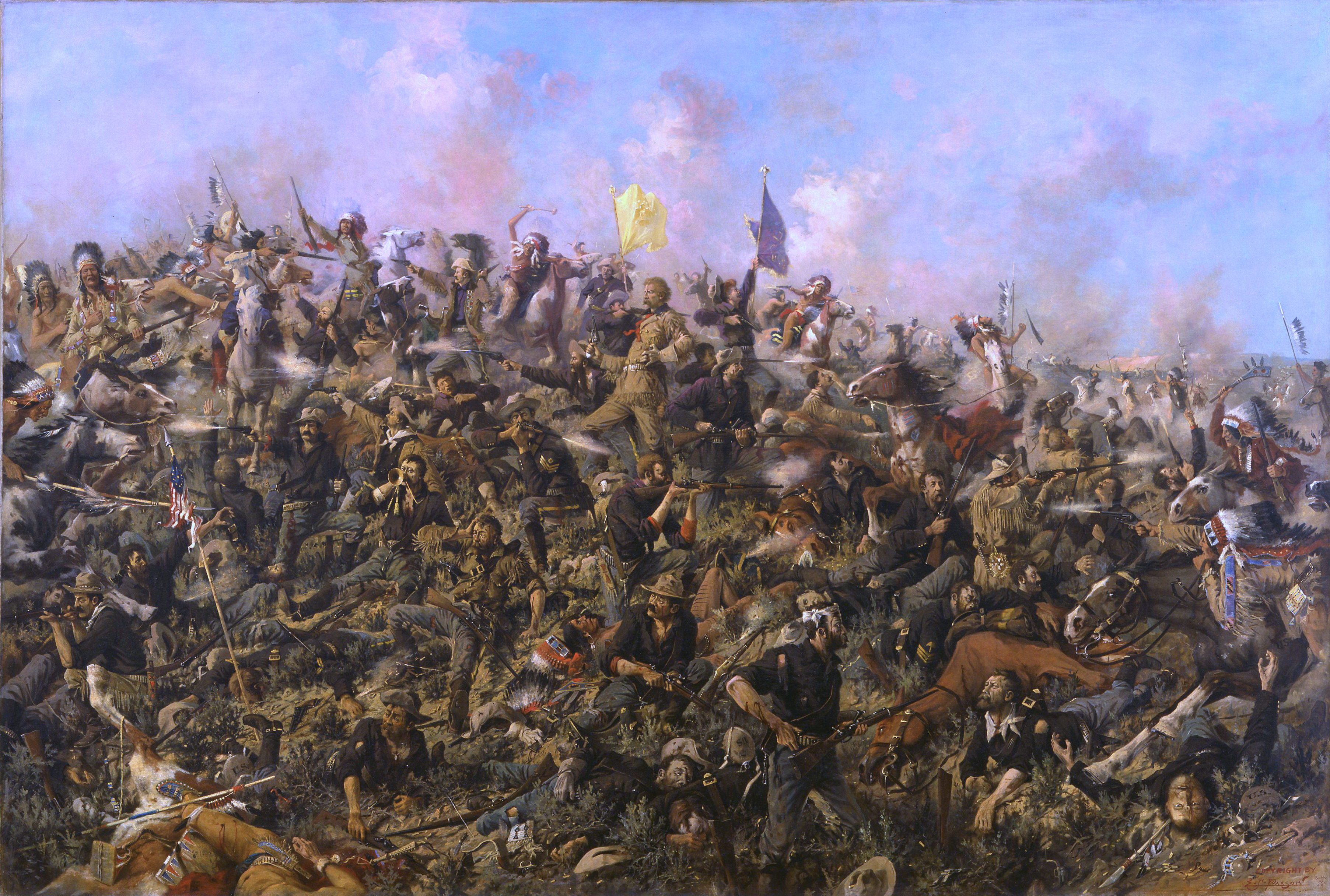
Bătălia de la Little Bighorn-ultima rezistență a generalului Custer

Expedițiile conduse de Meriwether Lewis și William Clark, au dus la explorarea vestului, traversarea Munților Stâncoși și atingerea coastei de vest în Oregon, în 1805, fiind îndrumați de o femeie nativă din tribul shoshone ulterior.
Deschiderea Vestului de către coloniști, mineri în căutare de aur și calea ferată s-a realizat în detrimentul băștinașilor americani.
"Războaiele cu amerindienii sub guvernul SUA au fost peste 40 la număr. Aceste războaie au costat viața a peste 19.000 bărbați albi, femei și copii, inclusiv  cei uciși în lupte individuale, și viața a peste 30.000 de indieni."
În 1787, americanilor nativi li s-au promis că pe pământurile lor strămoșești se vor putea stabili coloniști albi numai cu acordul lor. Patru ani mai târziu, George Washington s-a răzgândit și teritoriile lor au fost expropriate cu brutalitate, fiind forțați să trăiască în rezervații. Națiunea delaware fusese deja alungată în anii 1760. În anii 1830, poporul seminolilor a fost izgonit din Florida, iar 50 000 de cherokee au fost expulzați din Georgia. Vreo 400 000 de americani nativi au fost forțați să se mute în vest, pierzându-și viața pe "Dâra de lacrimi". 
După cumpărarea Lousianiei și traversarea coloniștilor dincolo de Mississippi, multi americani nativi au fost obligați să se stabilească în Oklahoma, iar prin 1820 nu mai erau primiți la est de Mississippi. Treptat, Oklahoma i-au fost reduse dimensiunile teritoriale din 1854.
Triburile care și-au apărat teritoriile erau tratate violent, chiar anihilate. Printre cele mai ample conflicte se numără Bătălia de la Little Bighorn din 1876, unde indienii sioux conduși de căpetenia Sitting Bull au nimicit expediția de atac condusă de George Armstrong Custer. În 1890, a existat o tentativă de a-l aresta pe Sitting Bull, în timpul căreia a fost ucis. La 29 decembrie 1890, cavaleria SUA a masacrat 200 de indieni sioux la Wounded Knee, Dakota de Sud.

### Creșterea economică

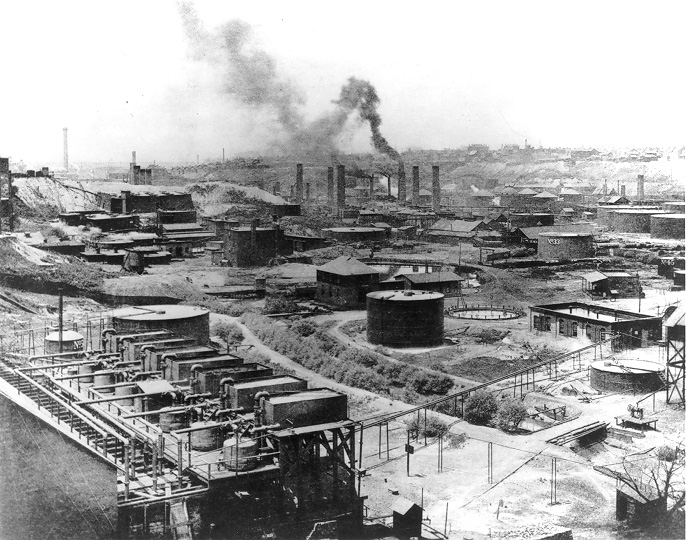
Standard Oil Company.

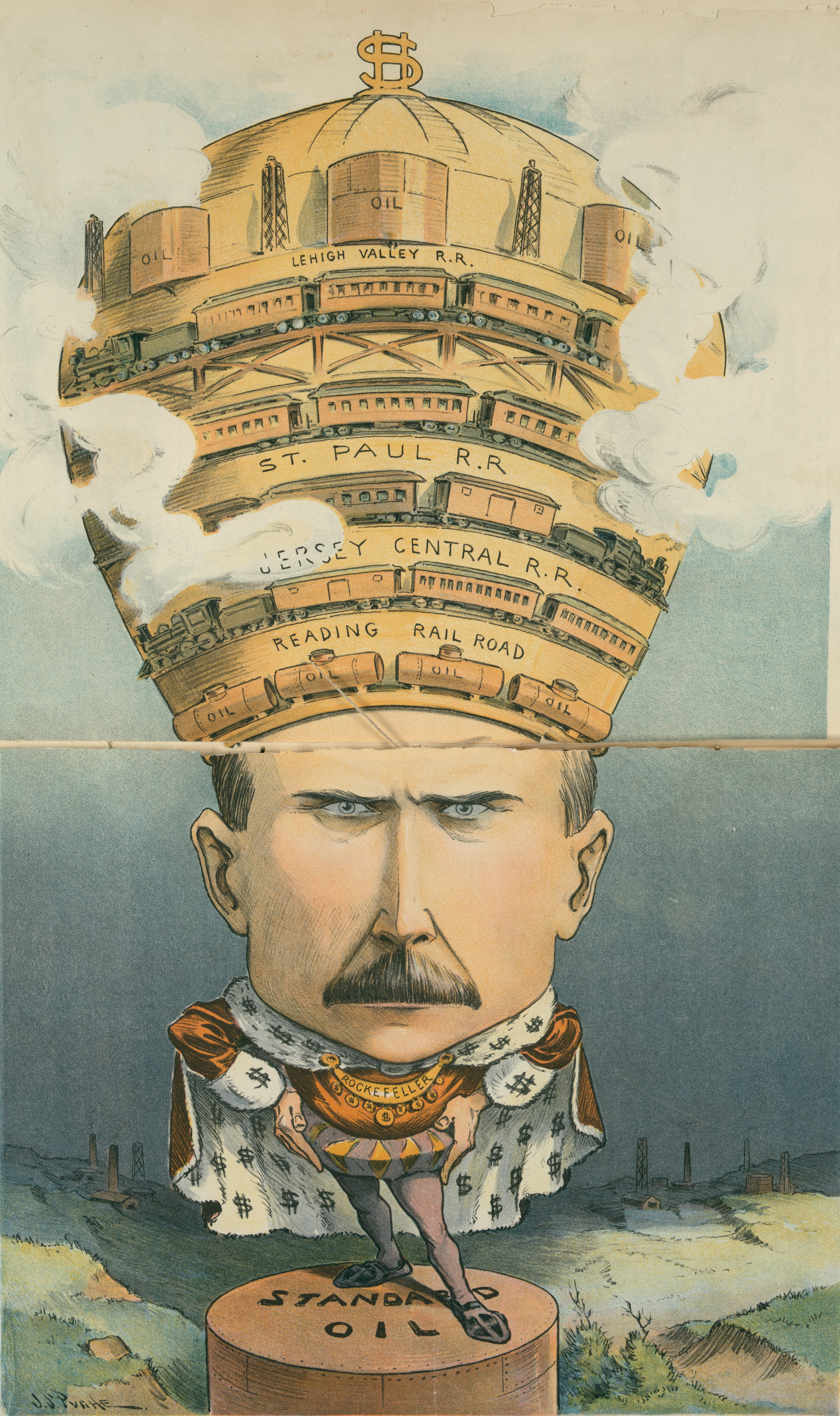
Împăratul Rockefeller-caricatură

Între 1877-1897, dezvoltarea rapidă a orașelor din SUA, produsă de forța de muncă a imigranților și de muncitorii din industrie a fost însoțită de probleme sociale și economice.
Ridicarea SUA la rangul de putere mondială începe prin progresul său economic rapid. După construcția de căi ferate, descoperirea petrolului a condus la continuarea expansiunii economice și la sporirea puterii financiare, precum și a capitalului de investiții economice. John D. Rockefeller înființează Standard Oil Company în 1870, creând primele trusturi din SUA: prin 1911, acesta controla 90% din afacerile cu petrol. Chiar și la înființarea trusturilor, guvernul american a încercat să le interzică, pentru a asigura competiția liberă, dar cel mai adesea succesul acestuia a fost moderat. Printre legile antitrust din SUA s-au numărat Actul Sherman, Actul Elkins, Comisia de Comerț federal și Actul Clayton.
În 1873, Andrew Carnegie începe construcția industriei oțelului. Dezvoltarea rapidă a orașelor și creșterea permanentă a numărului de imigranți nevoiași din Europa și Asia a condus la dezvoltarea cartierelor etnice în marile orașe și la o creștere uriașă a numărului de muncitori din industrie. Nu existau reglementări pentru condițiile de muncă. Grevele neautorizate și actele de violență erau la ordinea zilei, iar sindicatele se organizau local.

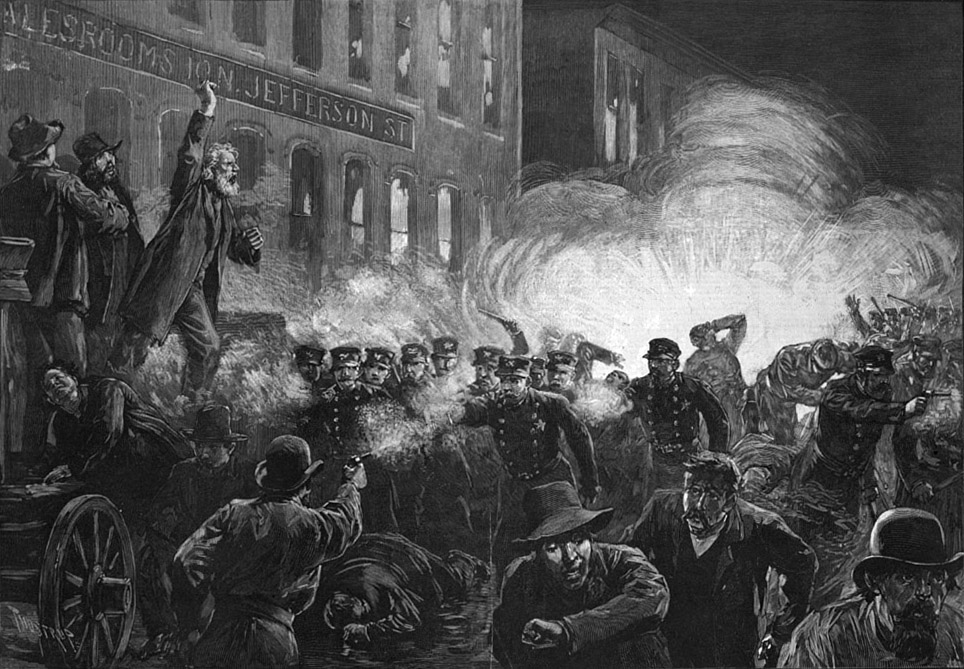
Revolta de la Haymarket

Rebeliunea din piața Haymarket din mai 1886 a demonstrat urgența soluțiilor sociale. În timpul unei demonstrații în masă, 12 oameni, printre care și politiști, sunt uciși după un atac cu bombă. În consecință, patru anarhiști sunt spânzurați, deși nu exista nicio dovadă a vinovăției lor. Evenimentele din piața Haymarket au inspirat în mod direct sărbătorirea pe plan internațional a zilei muncii pe data de 1 mai. În timp ce sindicatele își consolidau organizarea, clasa de mijloc cerea introducerea unor măsuri care să dezvolte economia țării.
O problemă controversată a fost cea a taxelor vamale la cote protecționiste, care favorizau vânzarea produselor americane în țară, în defavoarea celor europene, dar amenințau sectoarele care erau dependente de articole importante. Președintele Grover Cleveland (1885-1889, 1892-1897), un oponent al taxelor vamale prohibitive, nu a reușit să-și împiedice succesorii să impună taxe vamale pentru bunurile exportate - Tariful McKinley în 1890 și Tariful Dingley în 1897. Prin 1909, taxele vamale atingeau 57%. În 1893, căderea piețelor străine și speculațiile riscante de la bursă determinau declanșarea unei crize economice grave în SUA.

### Politica imperialistă

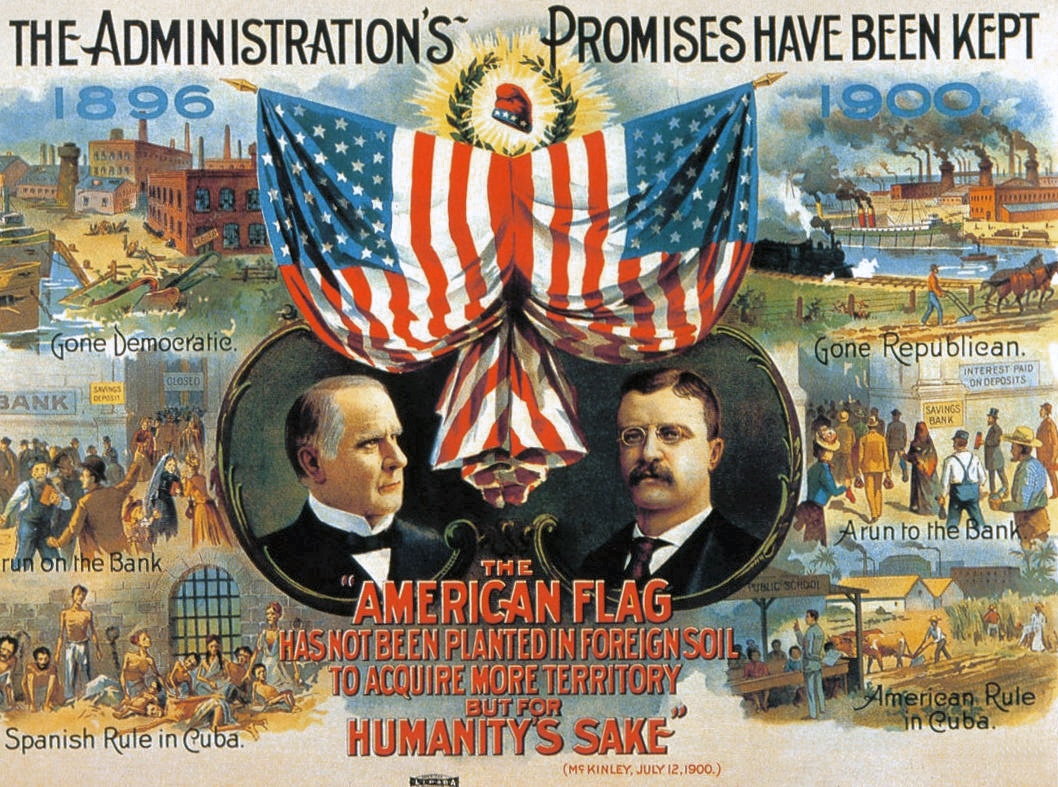
Afiș electoral

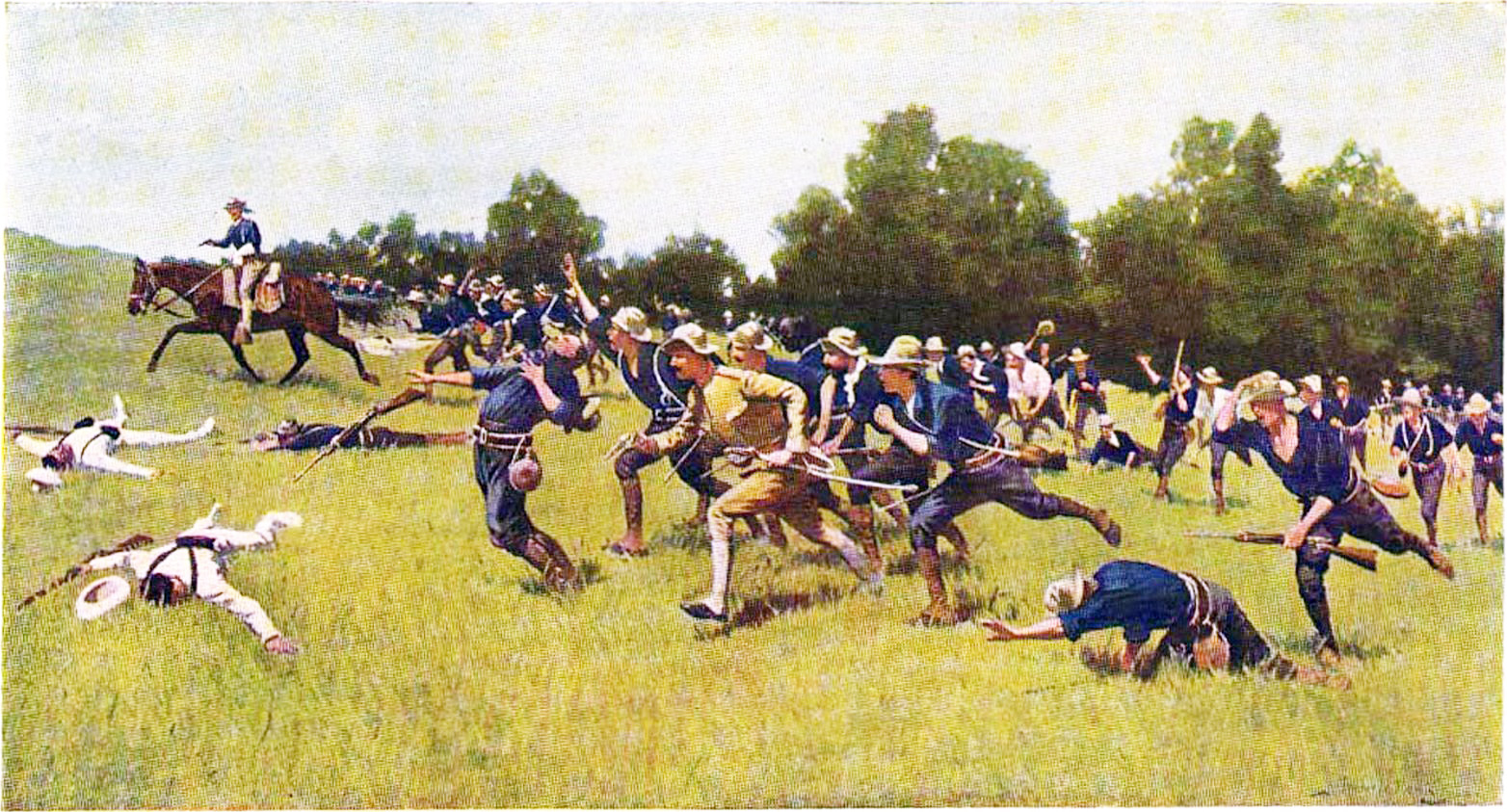
Bătălia de la San Juan Hill

Între 1897-1898, William McKinley și Theodore Roosevelt au intensificat expansiunea imperialistă a SUA în America Latinǎ și în regiunile din Caraibe. După 1913, președintele Woodrow Wilson s-a concentrat asupra politicii interne, dar contextul extern l-a forțat ca în 1917 să intre în Primul Război Mondial de partea Antantei.
Republicanul William McKinley (1897-1901) este primul președinte modern american. El a întărit autoritatea personală a președintiei, a instituit taxe vamale de import, a introdus standardul de aur pentru dolar și a întărit încrederea în guvern a comercianților, a industriașilor și a sindicatelor. În 1898, McKinley intervine în Războiul Hispano-American de eliberare a Cubei de sub dominație spaniolă. Interesul guvernului era îndreptat către noile piețe și surse de materie primă din America Latină și din regiunea Pacificului până în Orientul Îndepărtat. Cuba devine republică prin Tratatul de la Paris, iar Filipinele, Guamul și Puerto Rico sunt cedate de Spania Statelor Unite, fapt care generează în 1899 constituirea ligii antiimperialiste în cercurile democratice.

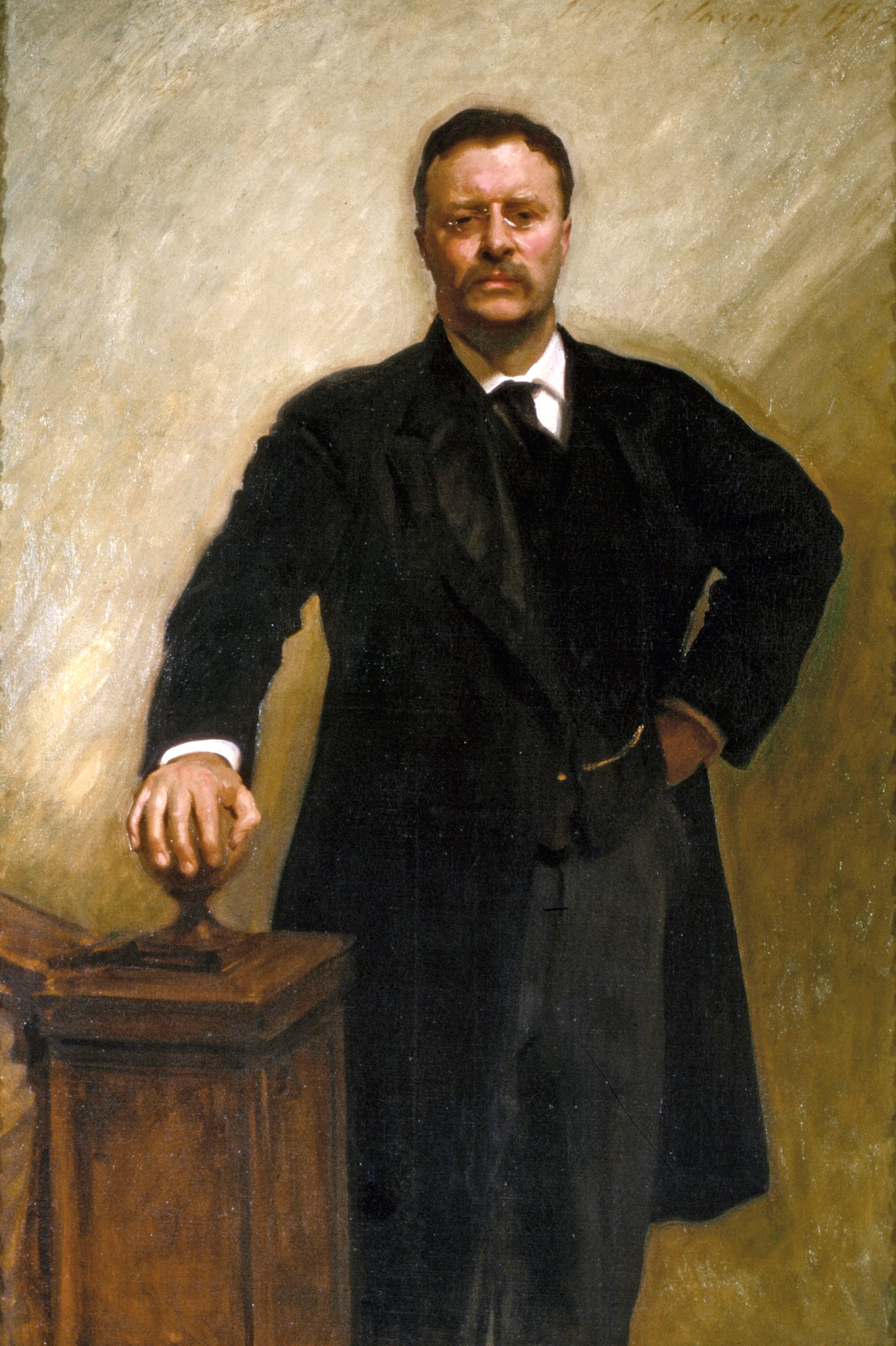
Theodore Roosevelt

După asasinarea lui McKinley în septembrie 1901, succesorul său, Theodore Roosevelt (1901-1909), intensifica politica expansionistă. Pe plan intern, realizează un control mai eficient al trusturilor și mediază conflictele muncitorilor.

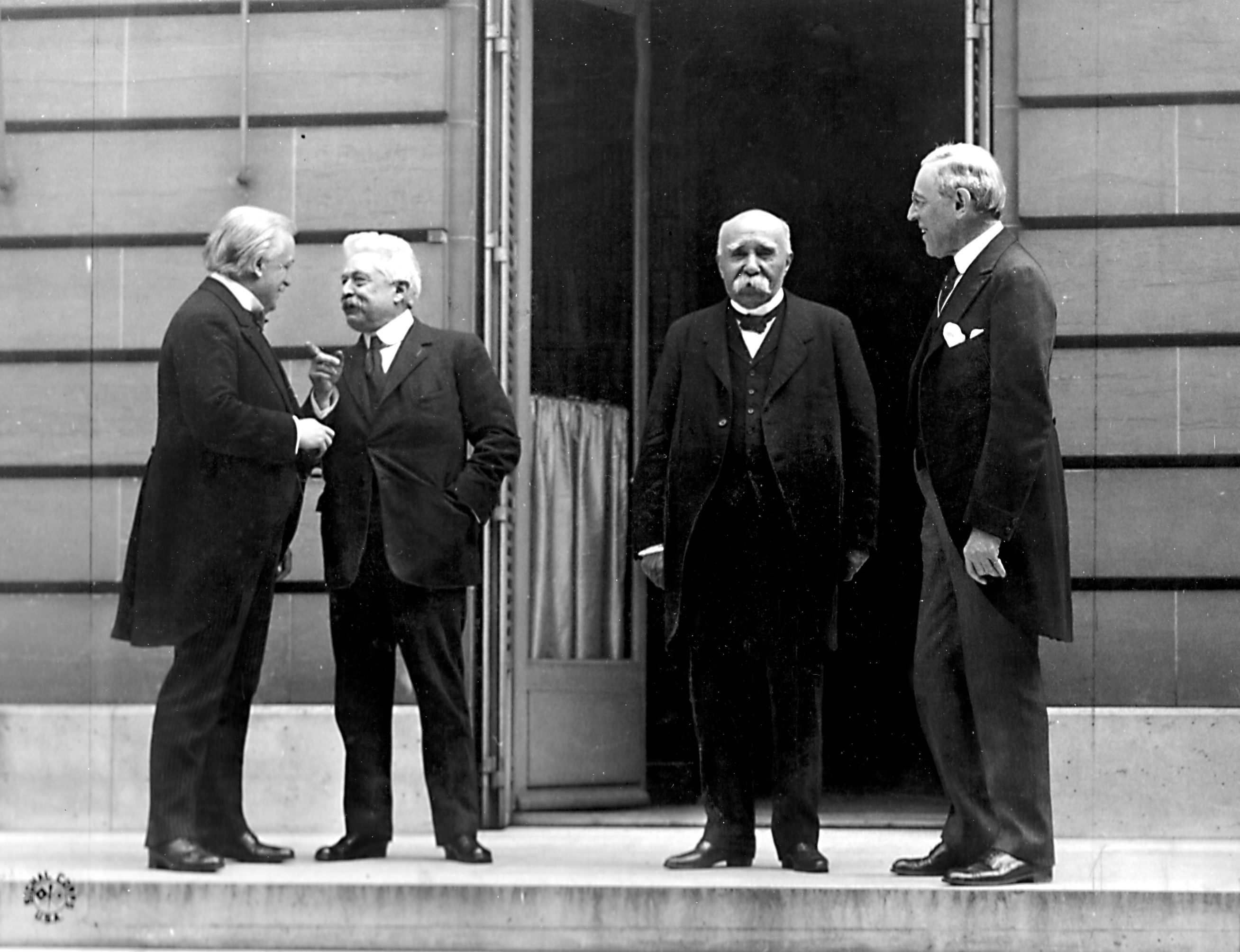
David Lloyd George, Vittorio Orlando, Georges Clemenceau și Woodrow Wilson

Reales în 1904, acesta intervine în numeroase țări din America Centrală și mediază Războiul ruso-japonez din 1904-1905, acțiune care îl face să devină primul președinte american care primește Premiul Nobel pentru Pace în 1906. După instalarea unui guvern dependent de SUA în Panama în 1903, Roosevelt obține controlul zonei viitorului canal și construiește Canalul Panama, deschis în 1914, care leagă Pacificul de Atlantic. În timpul mandatului său este înființat Biroul Federal de Investigații în 1908, agenție federală de investigații a crimelor și mâna dreaptă a Departamentului de Justiție al Statelor Unite.
J. Edgar Hoover a fost directorul acestei agenții din 1935 până la moartea sa din 1972.
În 1913, Woodrow Wilson (1913-1921) îi readuce la putere pe democrați. Wilson temperează politica de expansiune, concentrându-se asupra problemelor interne. Programul său Noua Libertate urmarea reforme sociale. Wilson a avut o politică liberală pentru diferitele culturi și a promis să respecte drepturile altor națiuni. După izbucnirea Primului Război Mondial, Wilson răspunde printr-o declarație de neutralitate. Demersul său era controversat, însă promisiunea de neintervenție i-a asigurat realegerea în 1916. Cu toate acestea, a fost obligat (mai ales de republicani) să acționeze, cu atât mai mult cu cât războiul submarin fără restricții afecta comerțul SUA. După scufundarea navei RMS Lusitania, cu aprobarea Congresului, la 6 aprilie 1917 preșdintele Wilson a declarat război Germaniei.

## Euforie și criză

### Izolaționism și prosperitate
Pentru mai multe detalii,vezi : Primul Război Mondial

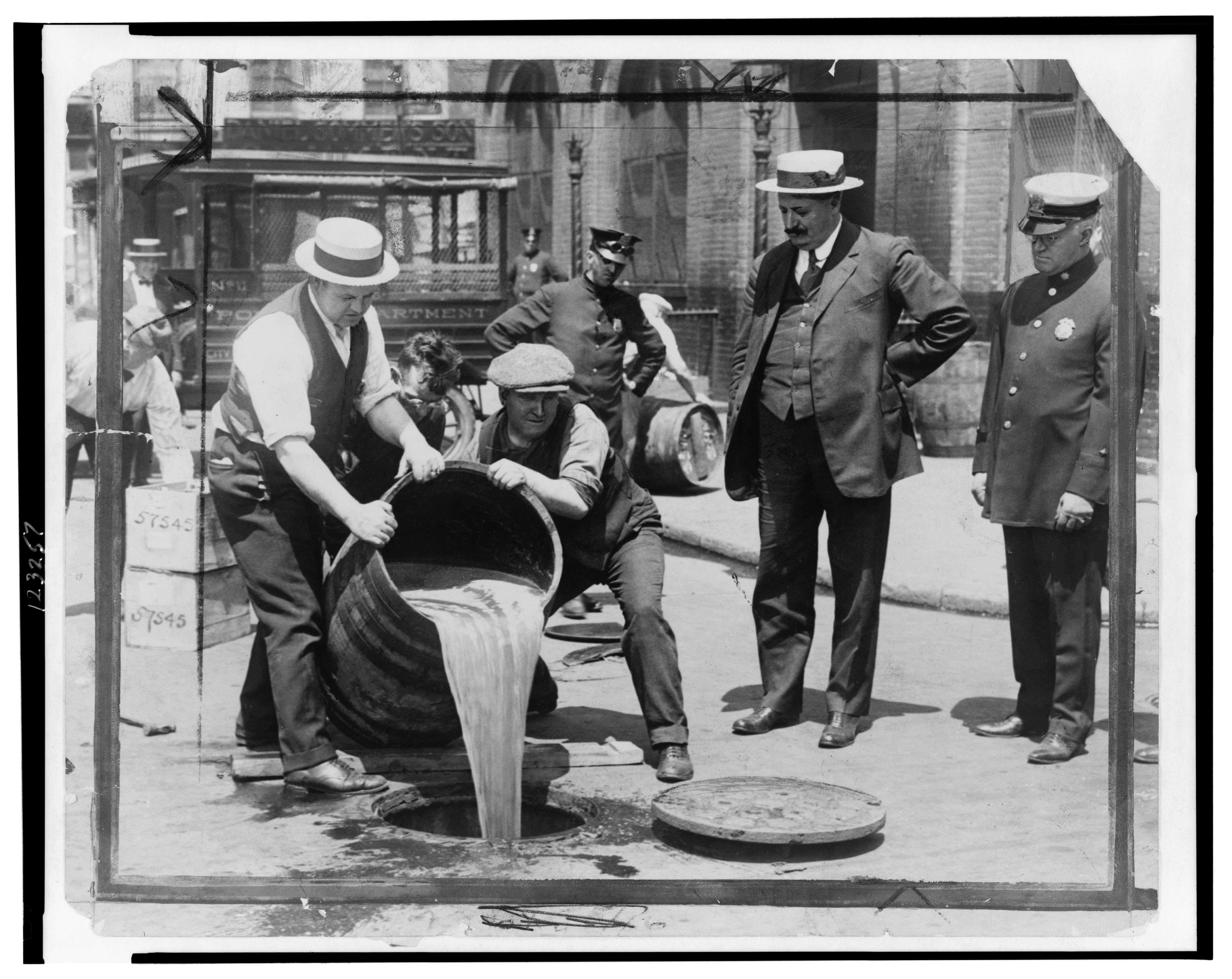
Comisarul adjunct de poliție al orașului New York, John A. Leach, în dreapta, urmărind agenții să verse lichior în canalizare în urma unui raid în timpul înălțimii interdicției

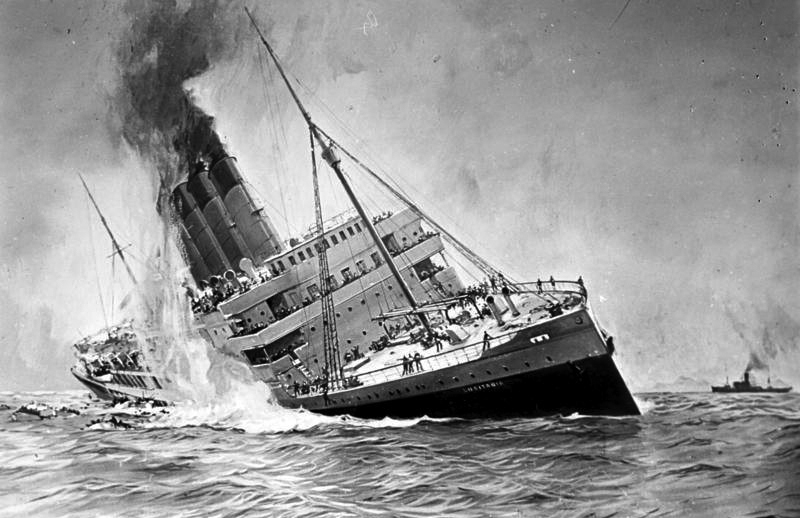
Scufundarea navei „Lusitania"

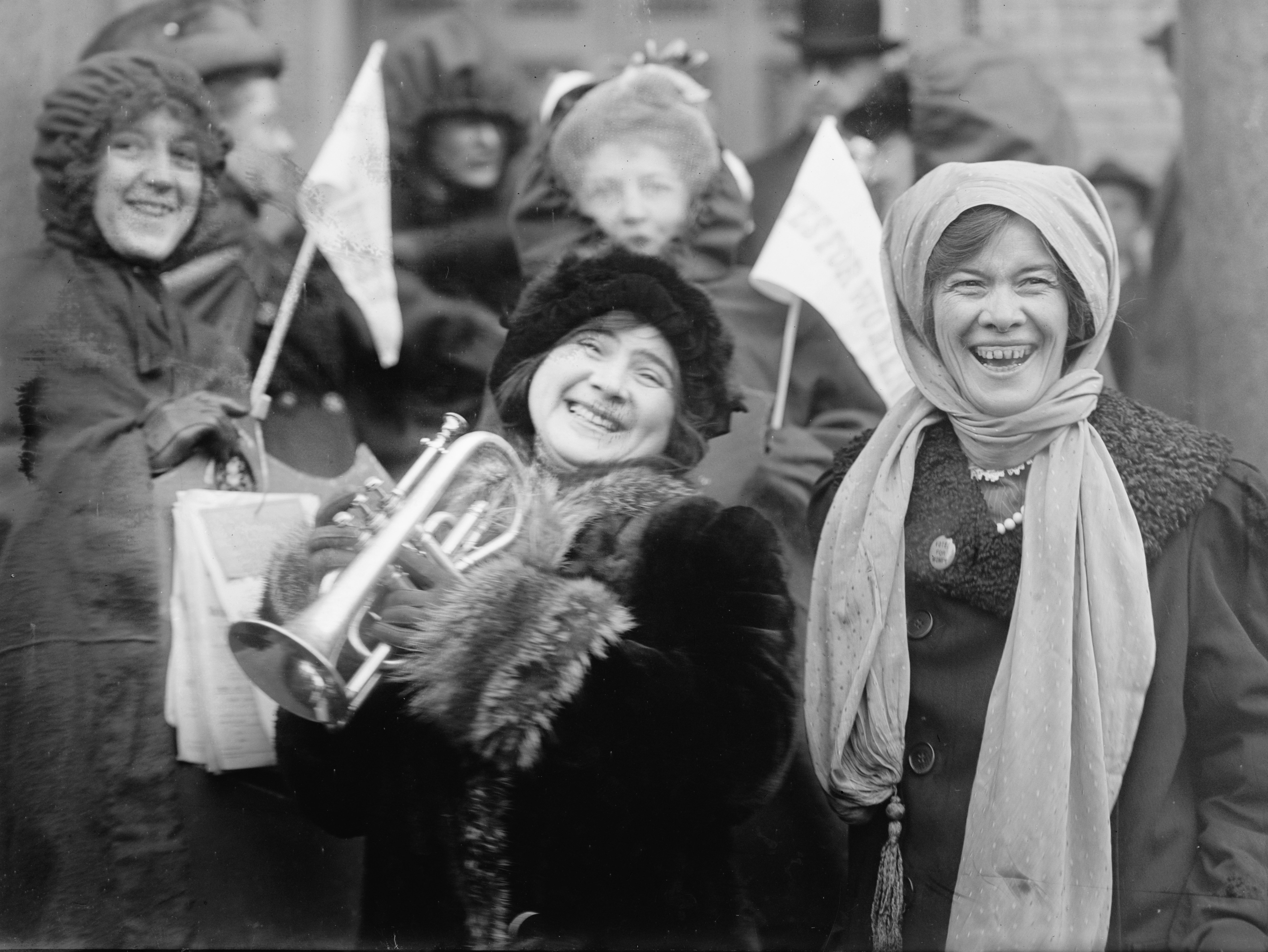
Demonstrație ale sufragetelor, februarie 1913

După Primul Război Mondial SUA se retrag din Europa. Progresul tehnic și ratele spectaculoase de dezvoltare din turbulenții anii '20 dădeau impresia că starea de prosperitate va crește în permanență.
După o perioada lungă de ezitare, SUA conduse de președintele Woodrow Wilson intră în anul 1917 în Primul Război Mondial, cu scopul de a instaura o pace de durată în Europa. După victoria asupra Puterilor Centrale, Wilson înființează Societatea Națiunilor, menită să contribuie la asigurarea păcii de lungă durată la nivel mondial, prevăzută în Tratatul de la Versailles. Senatul SUA era preocupat de potențialele restricții în politica externă americană. Wilson, care suferise un infarct în timpul campaniei din 1919 pentru adoptarea tratatului, nu poate evita în 1920 refuzul Senatului de a ratifica Tratatul de la Versailles și, implicit, intrarea SUA în Societatea Națiunilor. Succesorul său, Warren G. Harding, încheie acorduri de pace separate cu foștii inamici de război în 1921. Până la sfârșitul anilor 1920, politica externă a SUA este definită de principiul de neintervenție în conflictele europene.

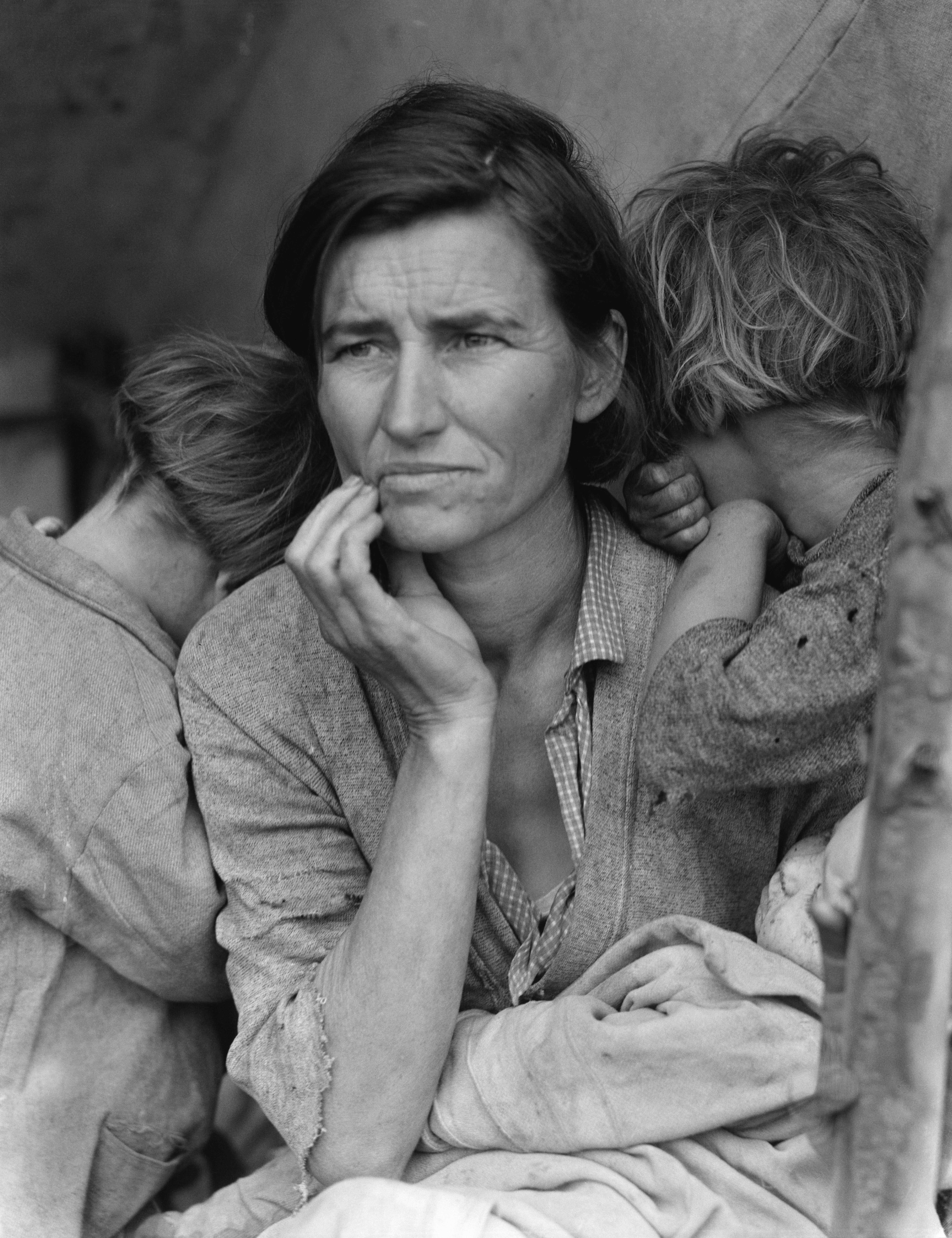
Fotografia cu titlul „Migrant Mother” a artistei Dorothea Lange. Este imaginea unei sărace culegătoare de mazăre din California, Florence Owens Thompson, mamă a șapte copii în timpul Marii crize economice, martie 1936.

Pe plan intern, modernizarea industrială rapidă contribuie la dezvoltarea economică și la creșterea bunăstării populației. Industriile de construcții și de automobile s-au dezvoltat cel mai mult. Metodele de producție eficiente, reducerea prețurilor și veniturile mari permiteau pentru prima dată dezvoltarea unei societăți de consum, cu noi forme de distracție pentru mase, cum ar fi radioul, filmele și sporturile. Petrecerile pline de fast, limuzinele și nou-imbogățiții contrastau cu imaginea fascinantă a turbulenților ani 1920.
În opoziție, climatul intelectual era definit de conservatorismul social și xenofobie în America rurală. Cea mai vizibilă expresie a acestui fapt o reprezentă prohibiția-interzicerea consumului și vânzării de alcool, care devine lege federală. În consecință, începe să se dezvolte contrabanda și comerțul la negru cu alcool distilat în fabrici private. Băuturile alcoolice sunt vândute în baruri ilegale, denumite speakeasies, și controlate de mafia italiană Cosa Nostra. Gangsterii au înființat localuri ilegale, discrete, unde vindeau băuturi de contrabandă. Luptele la lumina zilei între bandele rivale era ceva obișnuit, iar corupția instituțiilor chemate să aplice legea se generalizase. Al Capone a condus o bandă din cartierul de sud al orașului Chicago din 1925, dominând lumea interlopă a orașului și comerțul ilegal cu băuturi alcoolice de contrabandă și activități imorale. În cele din urmă în anul 1931 Al Capone a fost închis pentru evaziune fiscală. Ca urmare a gradului de corupție crescut, Legea Prohibiției a fost abrogată în 1933 prin cel de-al 21-lea amendament.
Rasismul practicat de Ku Klux Klan câștiga popularitate, mai ales în sud.

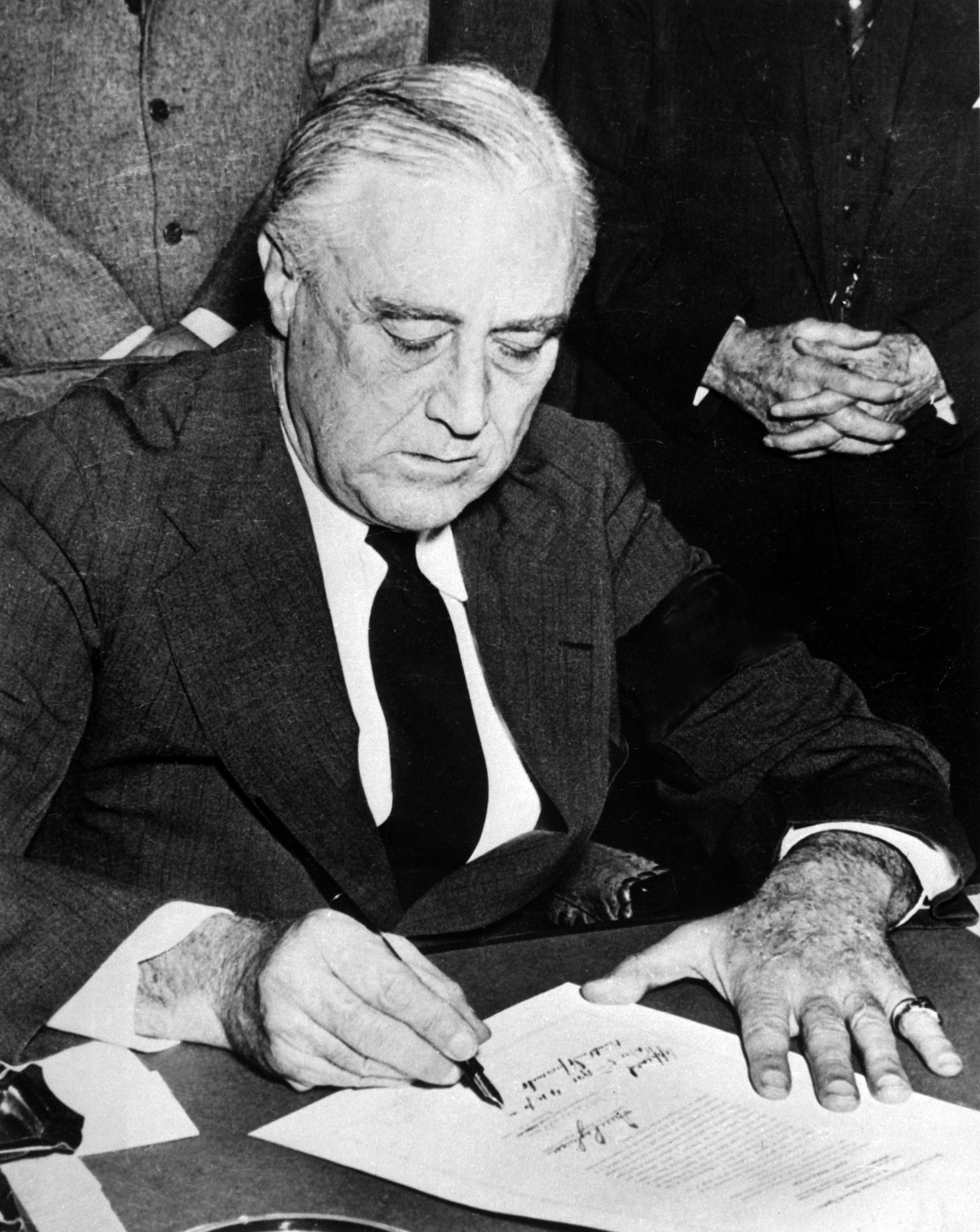
Franklin Delano Roosevelt semnând declarația de război împotriva Japoniei

### Criza economică și intrarea în război
Pentru mai multe detalii,vezi : Marea criză economică, Al Doilea Război Mondial și Războiul din Pacific (al Doilea Război Mondial) 

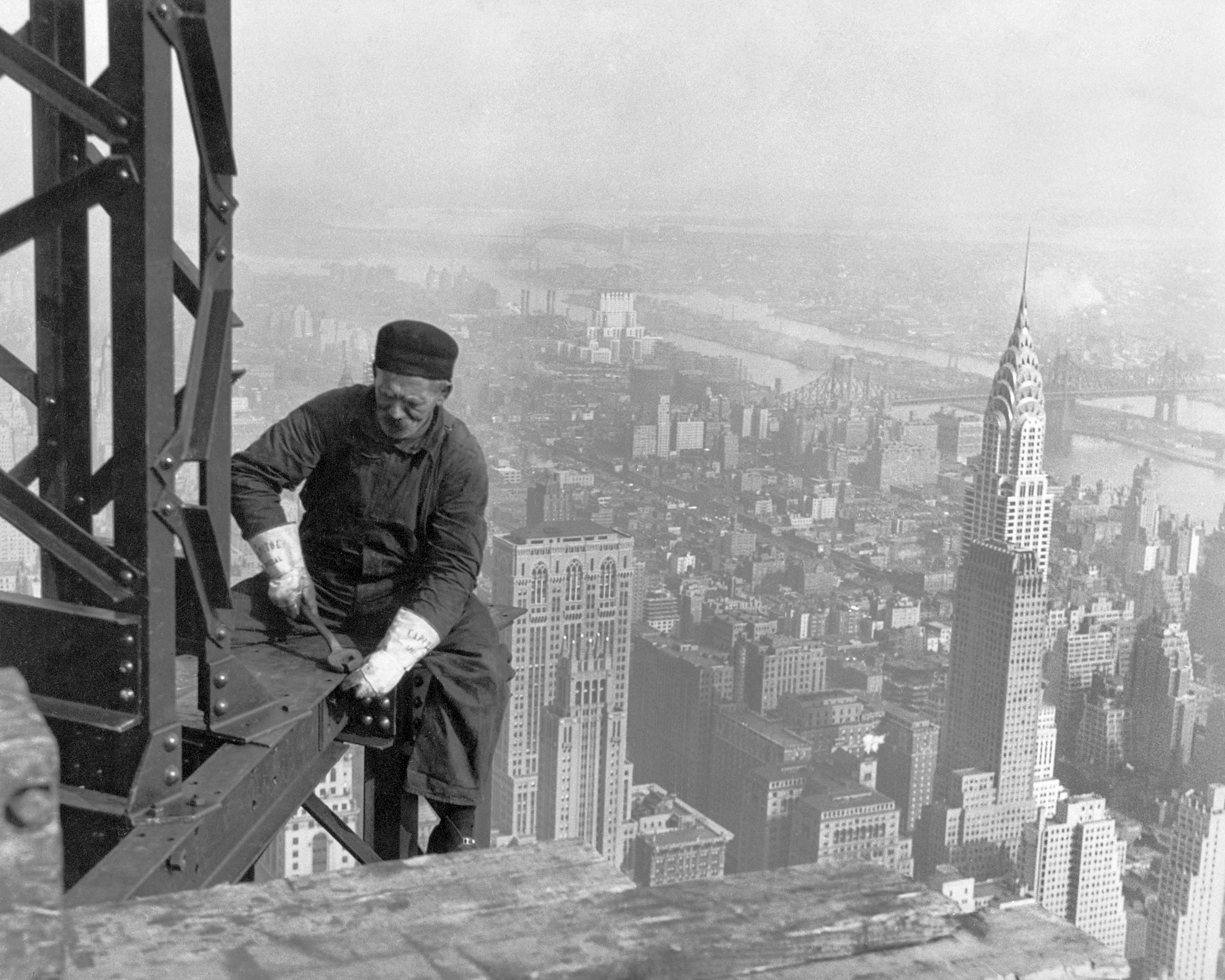
Fotografie a unui lucrător în cadrul clădirii Empire State. Mulți lucrători structurali sunt peste vârsta mijlocie.

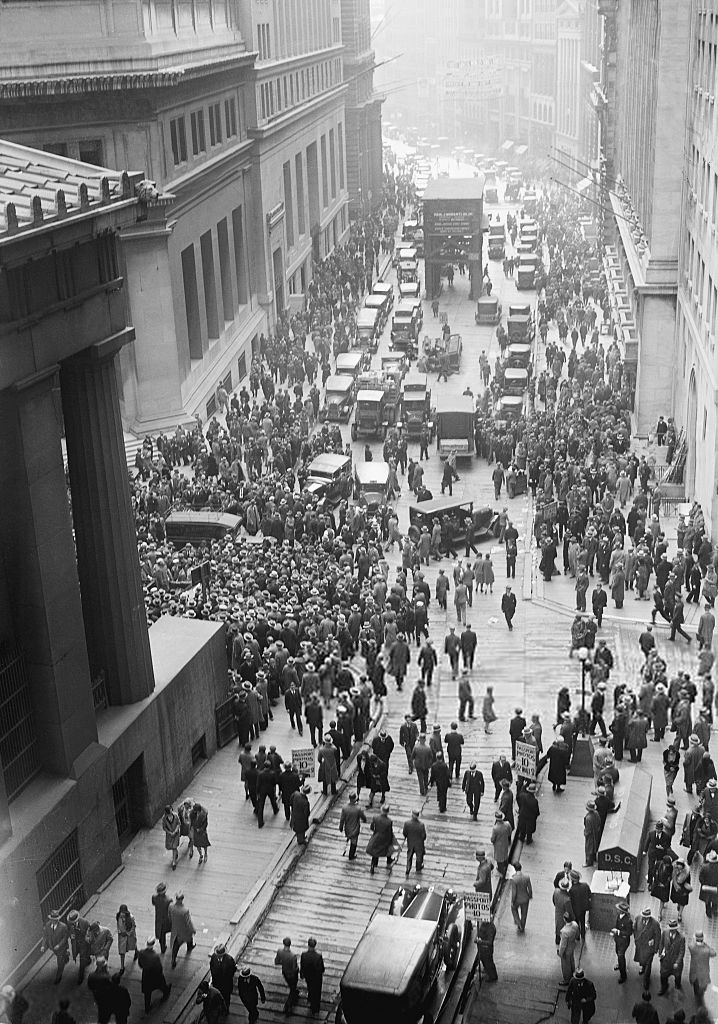
O mulțime solemnă se adună în afara Bursei după accident, 1929.

Prăbușirea bruscă a bursei americane în 1929 dă naștere unei crize economice fără precedent. SUA intră în cel de-al Doilea Război Mondial împotriva puterilor Axei sub conducerea președintelui Franklin Delano Roosevelt.
Economia înfloritoare a anilor 1920, datorate returnării a câteva miliarde de dolari împrumutate de Londra din New York în timpul războiului, încurajată de politicile economice ale președinților Harding și Coolidge, prețul acțiunilor în SUA a fost ridicat peste valoarea reală, determinând investiții și speculații bursiere excesive. În octombrie 1929, prețurile de pe piața bursei din New York cunosc o scădere bruscă. Într-o singura zi, la bursa de la New York s-au vândut 13 milioane de acțiuni, ducând în scurt timp la Crahul de pe Wall Street. Deprecierea ruinează o treime din băncile americane. Creditele sunt stopate, iar fermierii dau faliment. Lipsa capitalului și închiderea companiilor conduc la scăderea dramatică a producției industriale și la destabilizarea pieței interne. Produsul Intern Brut, veniturile private și comerțul extern se restrâng la jumătate până în 1933. Consecința a fost șomajul fără precedent. Până în 1933, aproape 15 milioane de americani și-au pierdut slujbele. Peste 85 000 de întreprinderi au dat faliment.
Pe Coasta de Vest, solul din Mariile Câmpii din SUA s-a uscat excesiv din cauza secetei prelungite din anii 1930. Ținutul a fost măturat de o serie de furtuni de praf teribile-Albia de Pulbere (Dust Bowl). Până în 1933, vântul a ridicat   praful din stratul de suprafață, solul fiind distrus. Ruinate, mii de familii lovite de sărăcie au plecat din Albia de Pulbere, căutând de lucru în California sau alte regiuni.
Marea criză economică a cuprins rapid și națiunile europene, din cauza naturii globale a rețelei economice. Europa, care devenise după Primul Război Mondial datornicul principal al SUA, își finanțase creșterea economică postbelică cu ajutorul creditelor americane. Acest lucru nu mai era posibil după 1929, prin urmare Europa avea de suferit pe plan social și se confrunta cu șomajul masiv, mai ales în țările industrializate ca Germania.

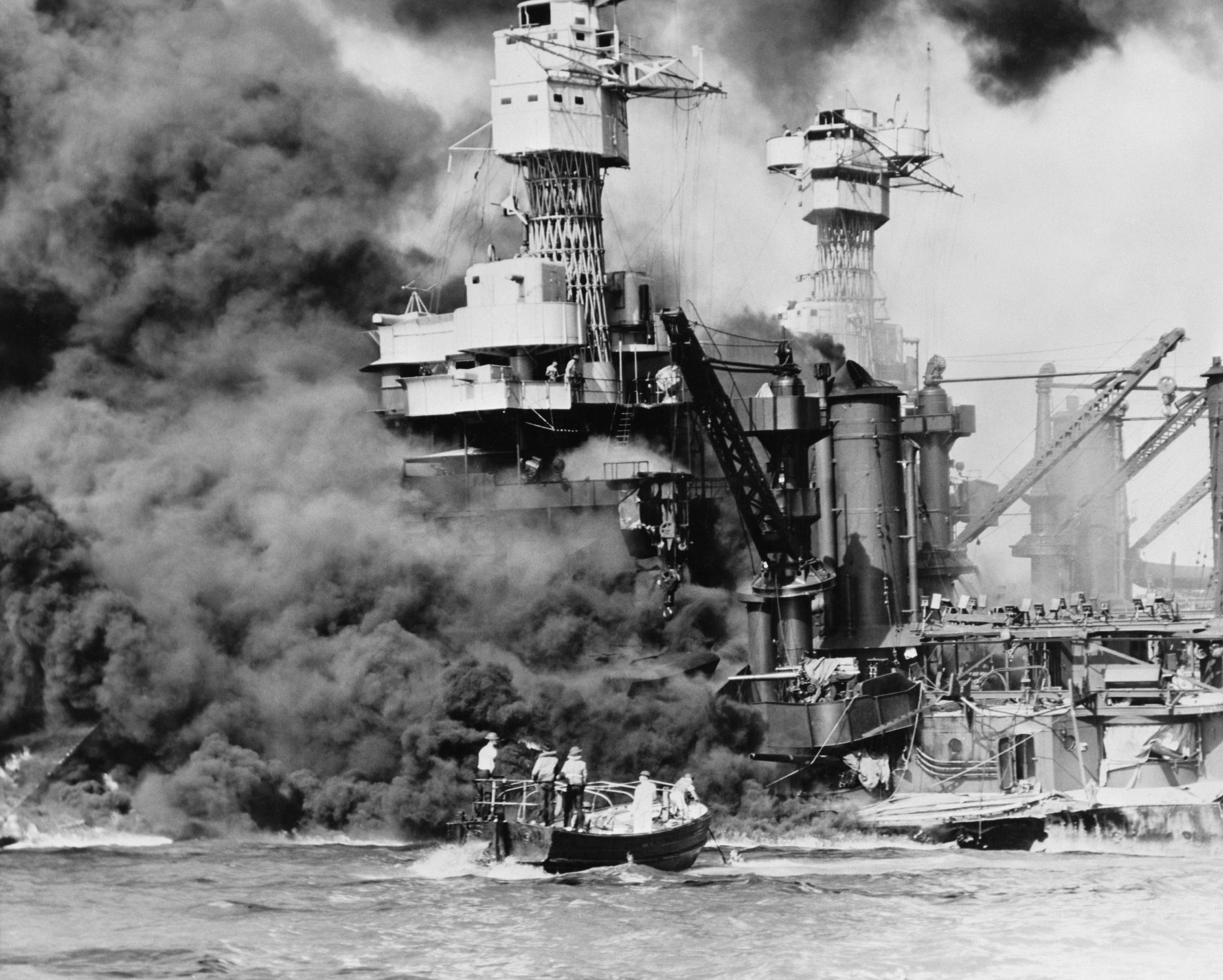
Atacul de la Pearl Harbour.

Scăderea prețurilor și a producției determina în final un colaps mondial care a atins apogeul în 1932. Administrația Herbert Hoover a luat puține măsuri directe, crezând că economia se va redresa pe cale naturală.
În timp ce forțele antidemocratice profitau de criză, mai ales în Germania, președintele american Franklin Roosevelt a început să reconstruiască statul după alegerea sa în 1932. Politica New Deal includea programe destinate combaterii șomajului și a sărăciei și a pus bazele unui sistem de protecție socială prin Actul de securitate socială, prin ameliorarea situației categoriilor celor mai sărace, susținerea băncilor și protejarea economiilor populației. Agricultura a fost subvenționată, a fost stabilit salariul minim pe economie și s-a lansat un vast program de construcții pentru crearea de locuri de muncă, mulți șomeri primind locuri de muncă la lucrările finanțate de stat. Însă criza a fost soluționată în primul rând prin programul național de înarmare din 1938.
Deși SUA iși exprimase neutralitatea în 1935, ca răspuns la politica germană expansionistă Roosevelt vorbea în 1937, despre o eventuală luptă pentru supraviețuire între democrație și totalitarism. În 1938, a crescut bugetul pentru apărare, iar în 1940 s-a schițat un program de înarmare.
După izbucnirea războiului din Europa în 1939, SUA și-a reafirmat oficial neutralitatea. Însă, începând cu 1940, sprijină Marea Britanie prin livrarea de arme împotriva Puterilor Axei. În 1941, premierul britanic Winston Churchill și președintele american Roosevelt au semnat Carta Atlantică-un manifest pentru libertatea tuturor oamenilor.

### Al Doilea Război Mondial

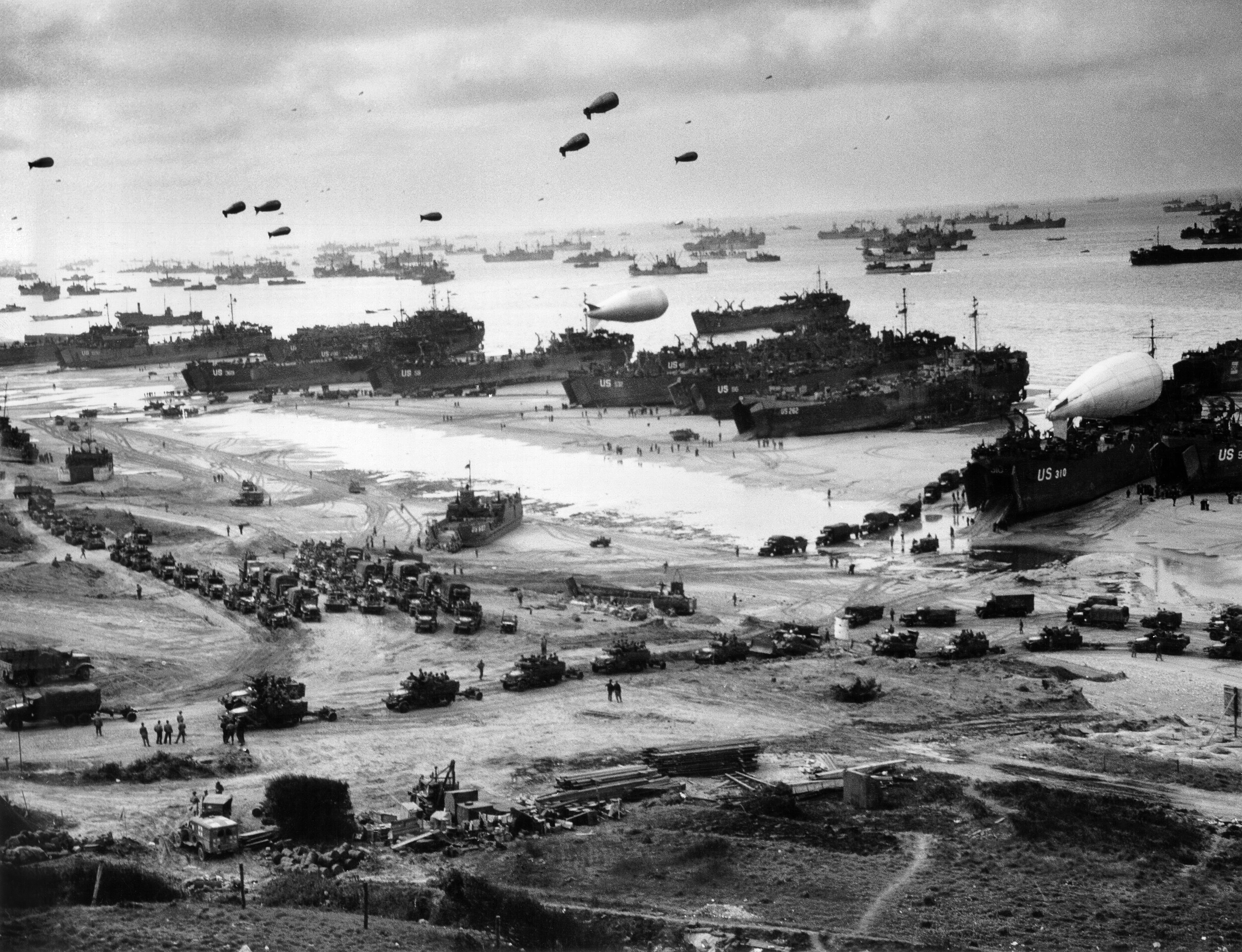

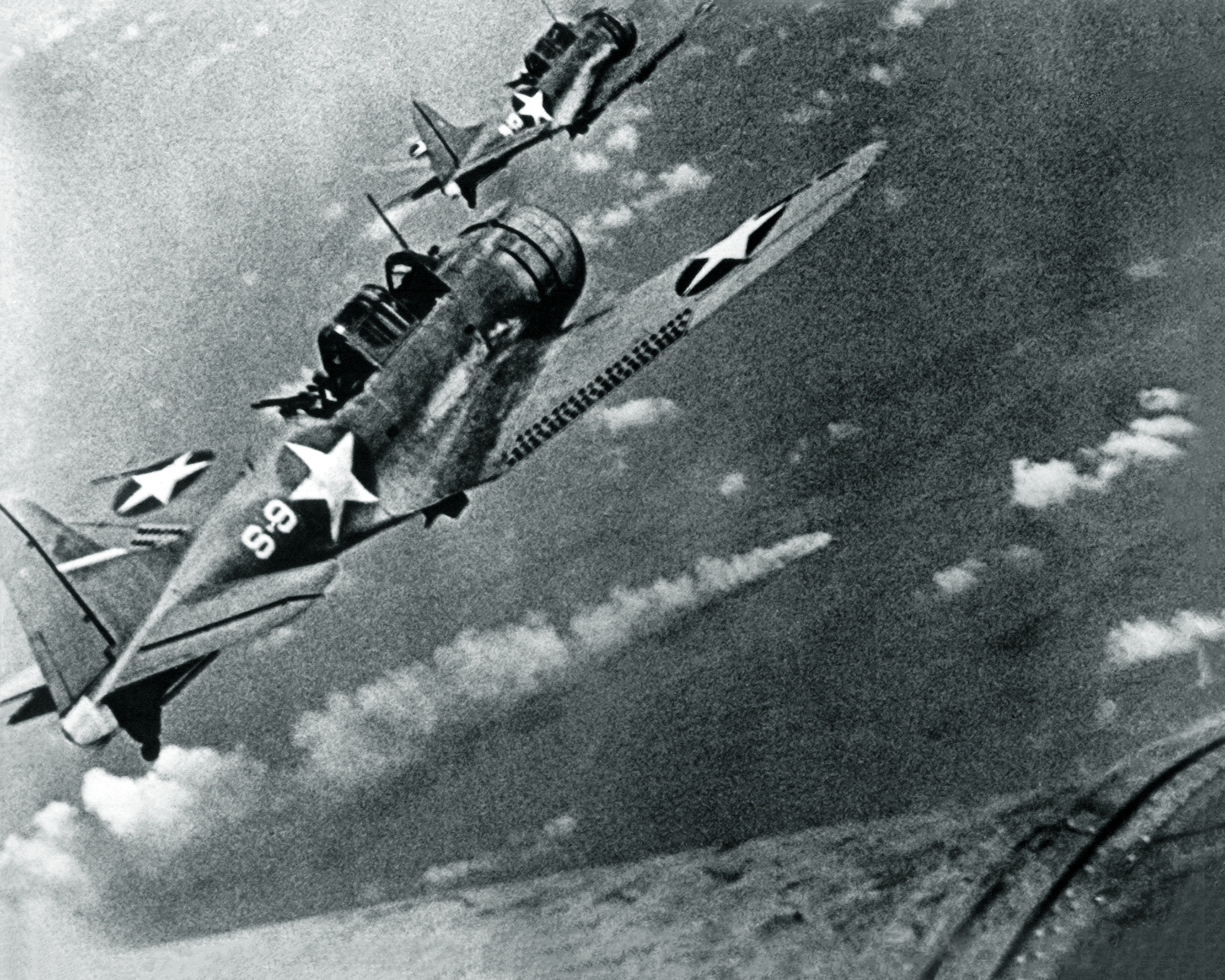
Bombardiere atacând nava japoneză Mikuma

După atacul japonez asupra flotei americane de la baza navală Pearl Harbour, pe 7 decembrie 1941, SUA a intrat în război, preluând conducerea Aliaților împotriva Axei, Dwight David Eisenhower fiind Comandatul Suprem al Aliaților.
După Pearl Harbour, cinci portavioane americane au zădărnicit speranțele de expansiune ale japonezilor în 1942 în două bătălii navale importante.
Bătălia din Marea Coralilor din 4-8 mai a fost prima luptă din istorie în care vasele implicate nu s-au aflat în raza vizuală a adversarului, lupta desfășurându-se între avioanele lansate de portavioane. Nu a fost clar cine a învins, însă bătălia a zădărnicit planurile japonezilor de-a invada Australia. În iunie, japonezii au plănuit să atace mica insulă strategică Midway și Insulele Aleutine. N-au reușit să distrugă aviația americană amplasată acolo, SUA descifrând codurile radio japoneze ce așteptau atacul.
În Bătălia de la Midway, din 4-6 iunie, marina japoneză a fost lovită de aviația americană de pe portavioane, ulterior, s-a retras. Bătălia de la Midway a fost o victorie decisivă a forțelor SUA și un punct de cotitură a războiului din Pacific.
În următorii trei ani, SUA au recucerit insulele Gillbert, Marshall, Caroline și Mariane. Au bombardat orașe și obiective industriale japoneze, inclusiv pe cele din Tokyo.
În 1943, la Conferința de la Teheran, Roosevelt, Churchill și Stalin declară că atât ei, cât și Națiunile Unite au ca sarcină primordială instaurarea unei păci de durată. Marea Britanie și SUA au început să bombardeze industria și orașele germane. În iulie, forțele britanice și americane au debarcat în Sicilia, iar până în septembrie au ajuns în Italia, capturându-l pe Mussolini și înlăturând regimul fascist italian.
În Ziua-Z-6 iunie 1944- a fost deschis un al doilea front, când Aliații au invadat Normandia, din Franța. 1200 de nave de război și 4100 de nave de desant au adus pe țărm 132 000 de soldați, în timp ce 10 000 de avioane atacau pozițiile germane. Datorită debarcării în Ziua Z, trupele Aliaților au putut să-i alunge pe germani din Franța. Până în 1945, Aliații au traversat Rinul după ce au oprit contraofensiva germană. Forțele generalului american George S. Patton n-au putut ajunge la Berlin, acesta fiind deja asediat de sovietici.
În septembrie 1944, forțele americane au început lupta pentru redobândirea Filipinelor, în timp ce Armata a Patra britanică făcea același lucru în Filipine. După lupte grele, trupele americane au cucerit insulele japoneze Okinawa și Iwo Jima la începutul anului 1945, în care au pierit 100 000 de soldați japonezi și 12 000 de soldați americani.

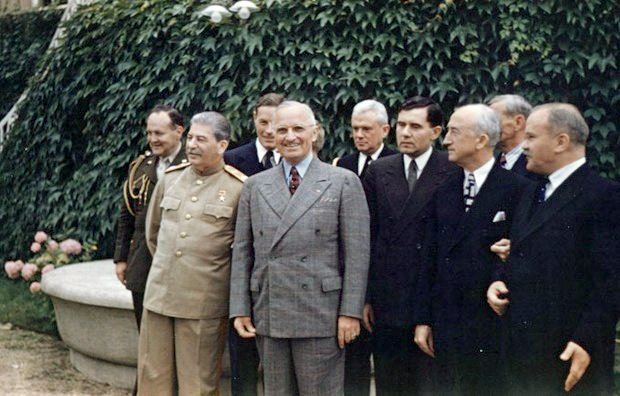
Harry Truman și Stalin la Conferința de la Potsdam

Imensele sale resurse umane și materiale s-au dovedit decisive pentru victoria din 1945 a Aliaților. Președintele Roosevelt care, în pofida tradiției politice americane, a fost reales președinte pentru a treia oară, a murit în 12 aprilie 1945, înainte ca războiul din Europa să ia sfârșit.
Deși naziștii au fost învinși, Imperiul Japonez încă reprezenta o gravă amenințare la adresa forțelor americane. Aliaților le era teamă că numărul victimelor din luptele pentru ocuparea Japoniei va fi foarte mare. Japonezii ar fi luptat până la ultimul om și s-a estimat că într-o invazie ar fi murit 1 milion de soldați ai Aliaților.
Pe baza teoriilor lui Albert Einstein, oamenii de știință realizaseră în mare secret o nouă armă, cea mai mortală din istorie: bomba atomică. Trinity a fost primul test al tehnologiei pentru bomba atomică (varianta cu implozie cu plutoniu - fisiune lansată asupra orașului japonez Nagasaki). Testul a avut loc pe 16 iulie1945 lângă Alamogordo, New Mexico.
Succesorul lui Roosevelt, Harry Truman, a luat grava decizie de a lansa noua armă asupra Japoniei.

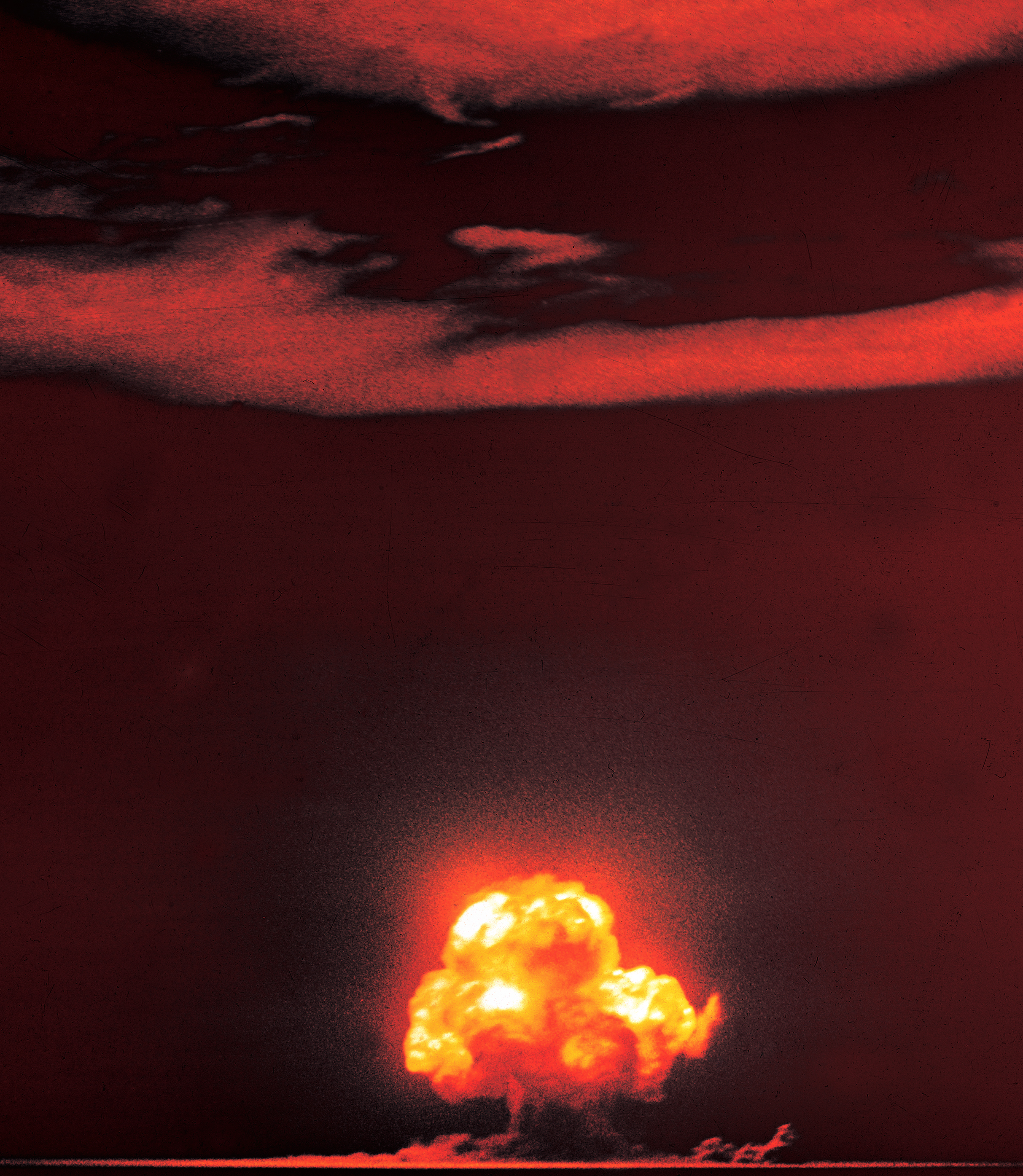
Testul Trinity

Truman a susținut că utilizarea bombelor atomice va duce la sfârșitul grabnic al războiului, salvând milioane de vieți din rândurile trupelor Aliaților. La sfârșitul lunii iulie 1945, Aliații i-au dat Japoniei un ultimatum, amenințând cu distrugerea completă a acesteia, dacă nu va capitula. Nu s-a întrevazut nicio intenție de capitulare din partea japonezilor. Așa că bombardierul american B-29 Superfortress Enola Gay pe data de 6 august 1945 a lansat bomba atomică „Little Boy” de 5 tone asupra orașului japonez Hiroshima. În urma exploziei au murit 130 000 de japonezi. Trei zile mai târziu, o a doua bombă atomică, „Fat Man", a fost lansată dintr-un bombardier Superfortress, Bockstar, pentru a distruge orașul Nagasaki. În acest atac au fost uciși 75 000 de japonezi. Mii se oameni au murit ulterior, din cauza radiațiilor, care le-au provocat răni și boli.
În cele din urmă, japonezii au capitulat pe 14 august. Reprezentanții japonezi au semnat declarația oficială de capitulare, în prezența generalului Douglas MacArthur, la bordul navei americane de luptă USS Missouri, pe 2 septembrie 1945. La Conferința de la San Francisco, reprezentanții celor 50 de state membre ale Alianței au elaborat Carta Națiunilor Unite, astfel s-a născut Organizația Națiunilor Unite.
Al Doilea Război Mondial s-a sfârșit. Zorii unei Noi Ordini Mondiale și al unui nou război mondial și rece se întrevedeau la orizont.

## Superputere globală
Pentru mai multe detalii: Războiul Rece

### O lume bipolară
După 1945, la începutul Războiului Rece, SUA deveniseră superputerea economică, militară și politică dominantă în Occident.

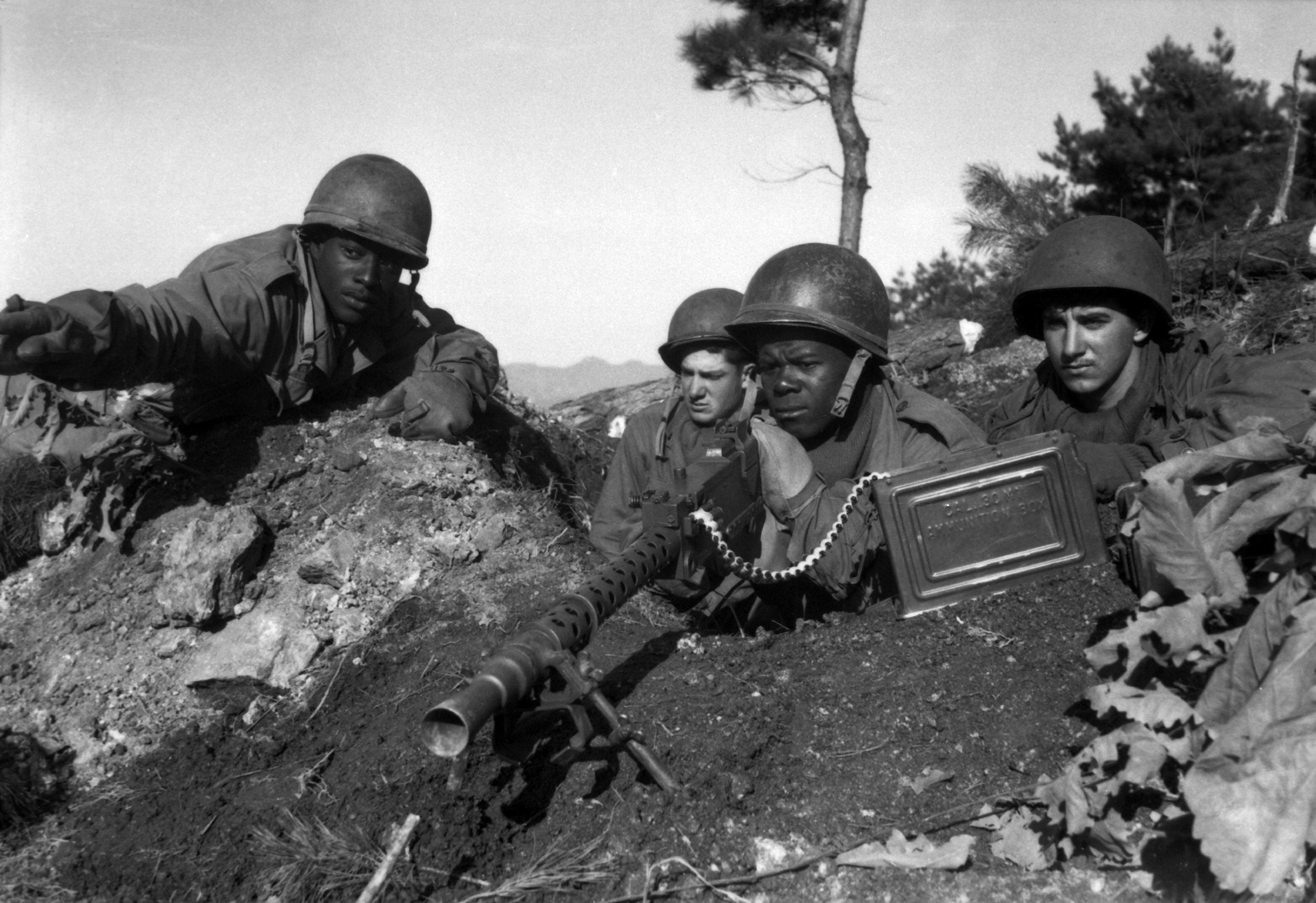
Soldați americani în Coreea

Cel de-al Doilea Război Mondial a demonstrat enorma putere economică și militară a Statelor Unite. Economia de război crease locuri de muncă și o creștere a produsului intern brut ce se putea autosusține, tranzitând din 1945 fără oprire spre o economie prosperă pe timp de pace. Dezvoltarea societății de consum, care fusese intreruptă de Marea Criză, a prins din nou forță în anii 1930 și o creștere economică sănătoasă a continuat în anii 1960. Pe plan intern, președintele democrat Harry Truman (1945-1953) a încercat să asigure bunăstarea socială prin politică New Deal, inițiată de predecesorul său, Franklin D. Roosevelt.

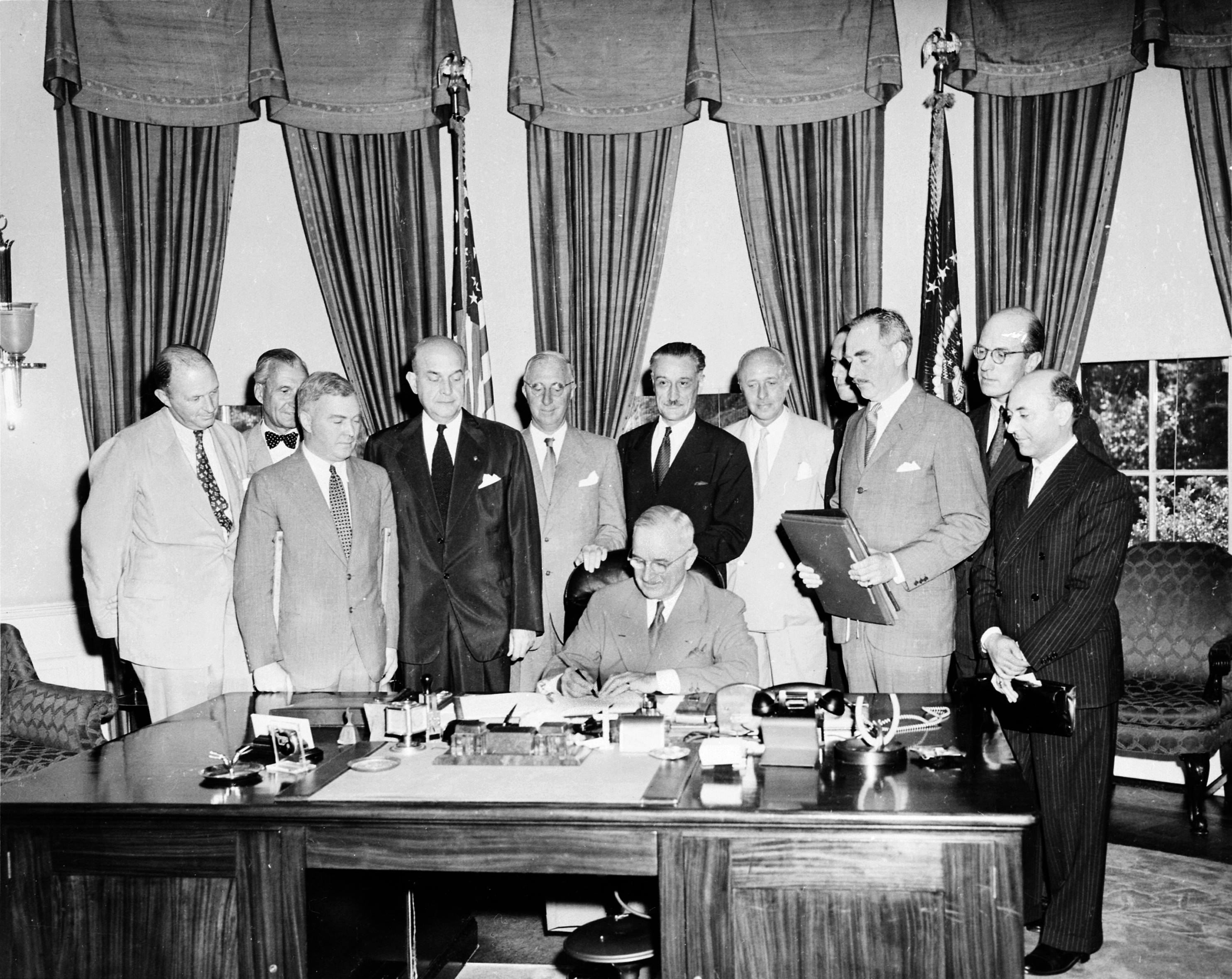
Semnarea Tratatului NATO

Unul dintre cele mai semnificative progrese în politica externă americană de după 1945 a fost ruperea alianței nesănătoase de război cu Uniunea Sovietică, în fața extinderii puterii comuniste în Europa de Est. Noua ordine postbelică în Europa și Asia a fost caracterizată de începutul unui nou război mondial, Războiul Rece între Est și Vest, un nou tip de război ce cuprindea tensiuni și confruntări politice și ideologice, fiind mai degrabă o stare de tensiune și competiție pe plan militar, diplomatic, ideologic, economic și tehnologic întreținută.
Statele Unite și-au abandonat definitiv poziția izolaționistă și au devenit liderul țărilor din sfera lor de influență din punct de vedere politic și ideologic, sfera fiind denumită și "Lumea Liberă".
După 1947, obiectivul central al politicii americane îl va constitui îngrădirea expansiunii sovietice. Președintele Truman a promis tuturor țărilor occidentale ajutor militar și economic pentru a-și păstra independența. Reconstrucția Europei de Vest a fost sprijinită cu generozitate, prin planul economic Marshall, ceea ce a dus la un boom economic, mai ales în Germania de Vest.
În timpul mandatului lui Truman, sunt înființate servicii secrete ca Central Intelligence Agency (Central Intelligence Agency, abreviat CIA) sau National Security Agency.
SUA dețineau monopolul asupra armelor nucleare până la testarea bombei atomice de către sovietici în 1949. În același an, statele din vestul Europei semnează o alianță militară, sub conducerea SUA, Organizația Tratatului Atlanticului de Nord, prin care semnatarii se obligă să pună în aplicare o strategie militară de apărare în eventualitatea unui atac asupra unuia dintre statele membre.

### Înarmare și escaladare
Pentru mai multe detalii:Războiul din Coreea

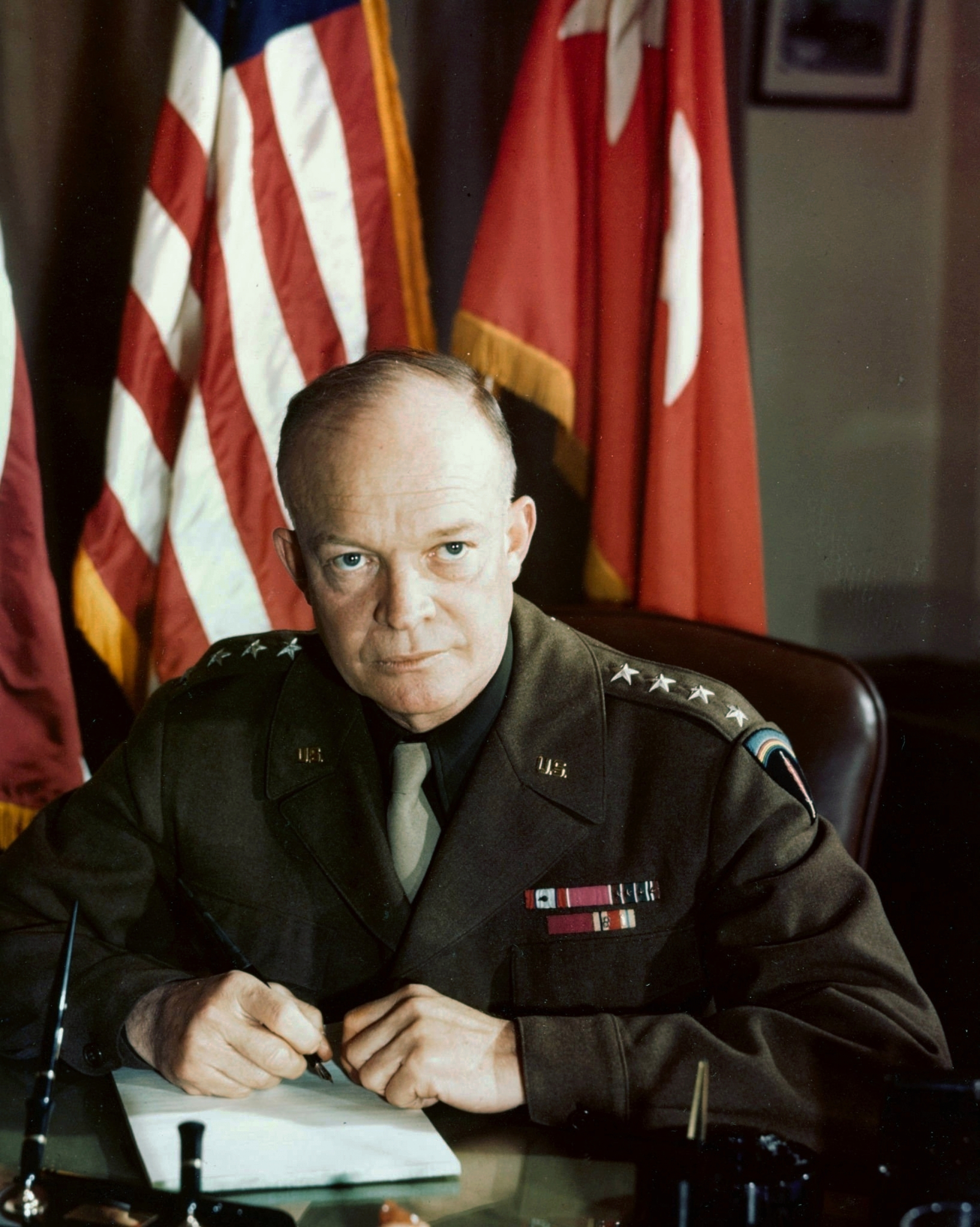
Dwight D Eisenhower

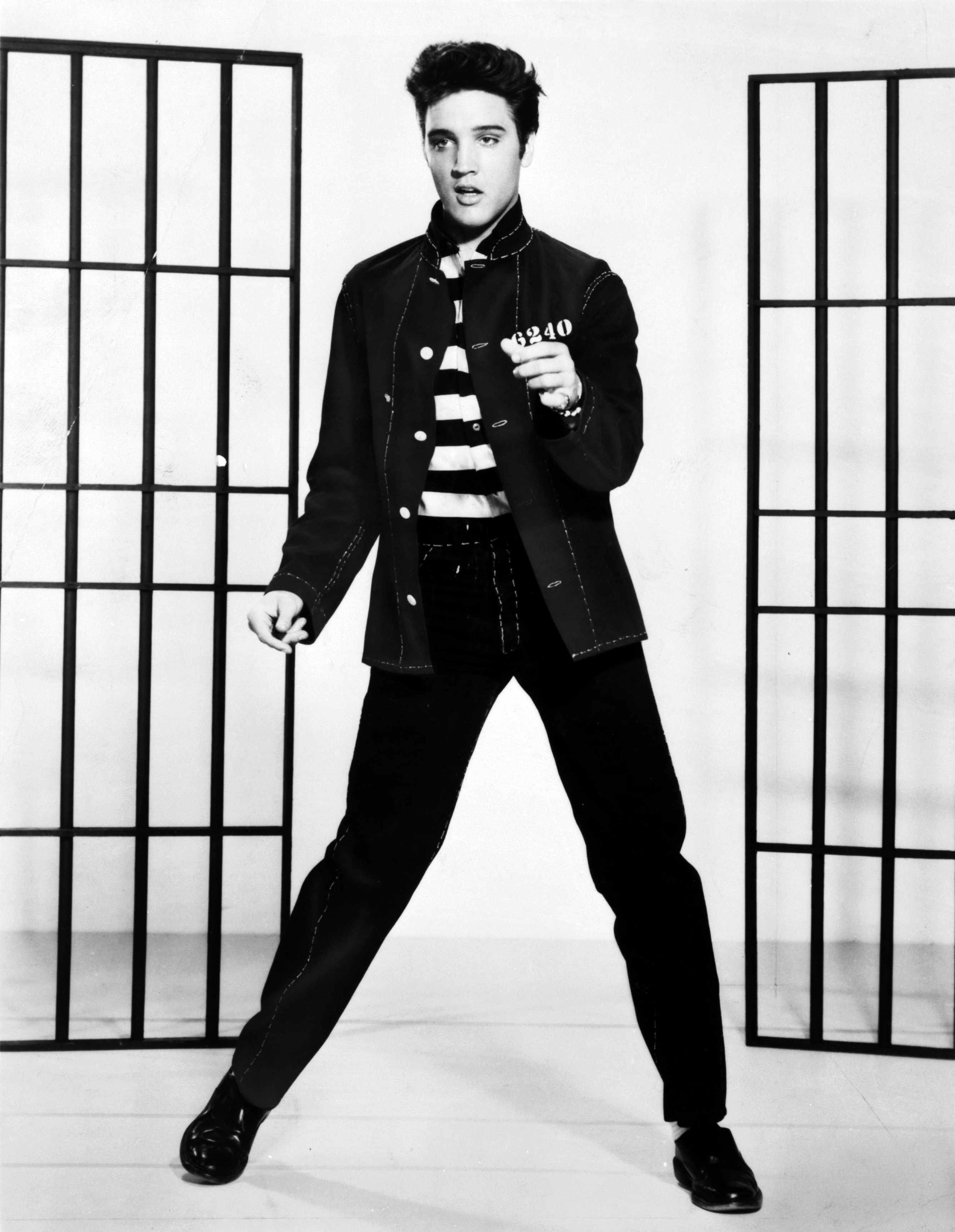
Elvis Presley-idolul muzicii anilor '60-'70

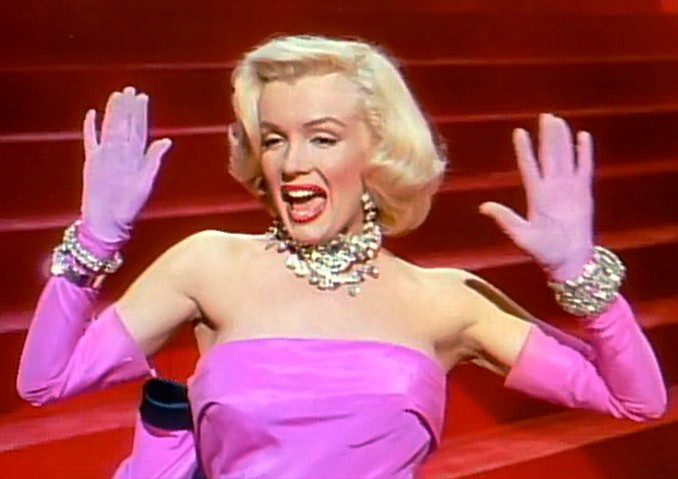
Emblema anilor 1960: Marilyn Monroe

Atât pe plan extern, cât și pe cel intern, SUA și-au concentrat atenția în anii 1950 asupra conflictelor cu URSS. În același timp, mișcarea pentru drepturile civile înregistrau primele succese în campania afro-americanilor.
În timpul Războiului din Coreea din 1950-1953, trupele americane au luptat alături de forțele sud-coreene împotriva nord-coreenilor și chinezilor, înfruntând pentru prima dată armatele comuniste. Din 1953 până în 1961, președinția americană a fost deținută de republicanul Dwight David Eisenhower, popularul erou al războiului. În această perioadă, Războiul Rece se intensificase într-atât, încât era pe primul loc în agenda politicii externe. Odată cu primul test atomic al sovieticilor în 1949 și cu ocolul Pământului de către satelitul sovietic Sputnik 1 în 1957, s-a pus în discuție supremația militară și tehnologică a SUA. S-a decis asupra inițierii unui program de înarmare la scara largă. Guvernul american a început să dezvolte programe spațiale și militare și a sporit cursa înarmării nucleare. Secretarul de stat John Foster Dulles a urmat o politică de subminare a influențelor sovietice în blocul estic, numită replică masivă. În 1954, SUA intervin în Guatemala. Criza Suezului din 1956 și Revoluția ungară din 1956 sporesc tensiunea dintre Est și Vest, fără să provoace totuși un conflict deschis. În 1959, SUA includ Alaska și Hawaii ca al 49-lea, respectiv al 50-lea state ale țării. În același an, în curtea Americii se produce o criză, revoluția comunistă din Cuba.
Efectele Războiului Rece s-au resimțit în anii 1950 și pe plan intern. Senatorul Joseph McCarthy și House Committee on Un-American Activites (Comisia Camerei de Activități Non-Americane) erau forțele directoare din spatele valului de persecuție anticomunist în administrația și viața publică americană. S-a dezvoltat astfel un climat de isterie în masă nemaîntâlnit în istoria americană, pe măsură ce liberalii, artiștii și intelectualii erau defăimați și frica de trădare se răspândea în cercurile guvernamentale. În 1954, McCarthy este cenzurat de către colegii săi senatori pentru că a dezonorat și compromis Senatul în această perioadă.
Boom-ul continuu anunța o epocă de abundență. A urmat apoi baby-boom-ul. Automobilele, mașinile de spălat, televizoarele și bunurile de consum deveniseră ceva obișnuit în gospodăria unei familii cu venit mediu. Alături de noua cultură exprimată prin muzică și film, modelul de viață american s-a impus în tot occidentul.
În anii 1950, lupta afro-americanilor pentru drepturi civile și împotriva discriminării și segregării rasiale a progresat sub conducerea carismaticului lider și predicator baptist, Martin Luther King, Jr.. În 1954, segregarea rasială a fost abolită în școlile publice, iar în 1956 și în transportul în comun.

### Criză și reformă

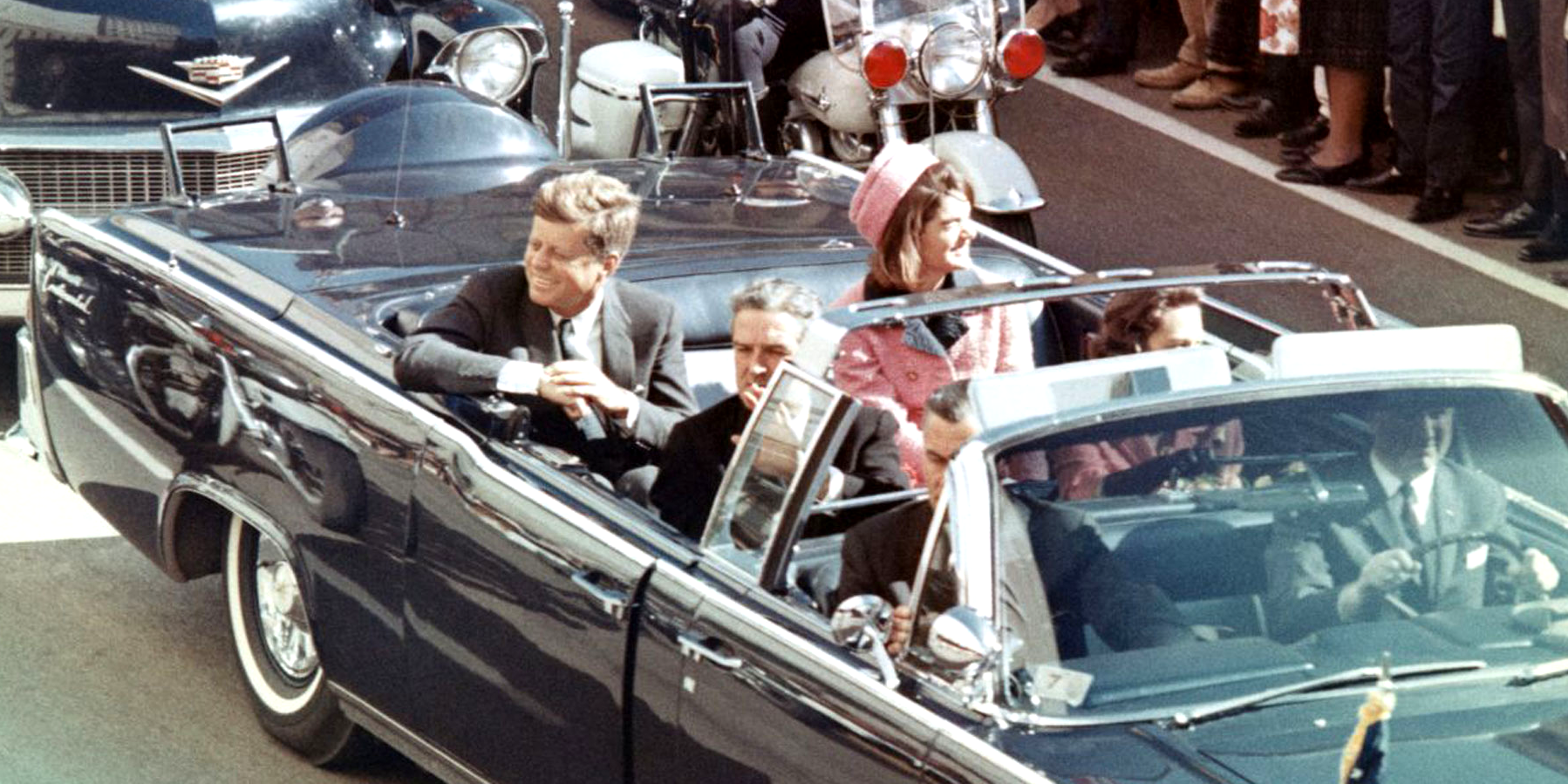
Dallas - Asasinarea lui John F. Kennedy

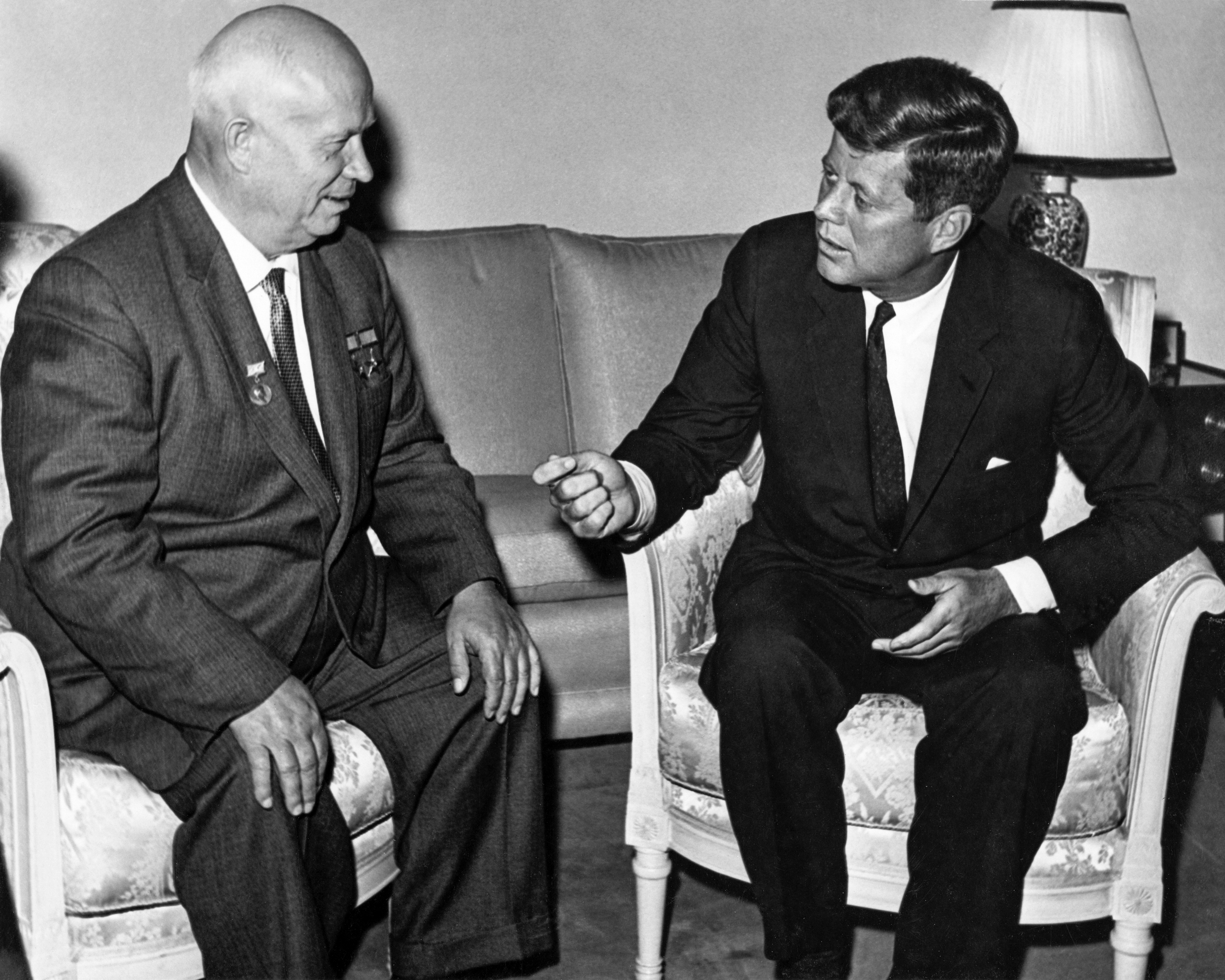
John Kennedy și Nikita Hrușciov în 1961

La începutul anilor 1960, președintele Kennedy întruchipa speranța edificării unei Americi prospere. 
Construindu-și campania pe o platformă de promisiuni de reformă socială și deschidere în chestiunea rasială, democratul John F. Kennedy a câștigat alegerile în 1960 împotriva candidatului său republican, Richard Nixon. Promovând viziunea unei Americi revitalizate, îndreptându-se spre noi orizonturi, tânărul și dinamicul democrat a devenit speranța unei noi generații. Cu eleganța lui soție Jackie alături, Kennedy a încetățenit un stil modern de guvernare la Casa Albă. Totuși, mandatul său nu a fost însoțit de schimbări radicale pe plan intern, ci de crize politice externe. După asasinarea acestuia, Johnson a continuat reformele sale pe plan intern, dar a intervenit cu forțe armate în Vietnam.
Construcția Zidului Berlinului de către sovietici, respectiv invazia nereușită în Cuba comunistă în 1961 a exilaților cubanezi sprijiniți de forțele americane, au dus la creșterea tensiunilor intre Est și Vest.

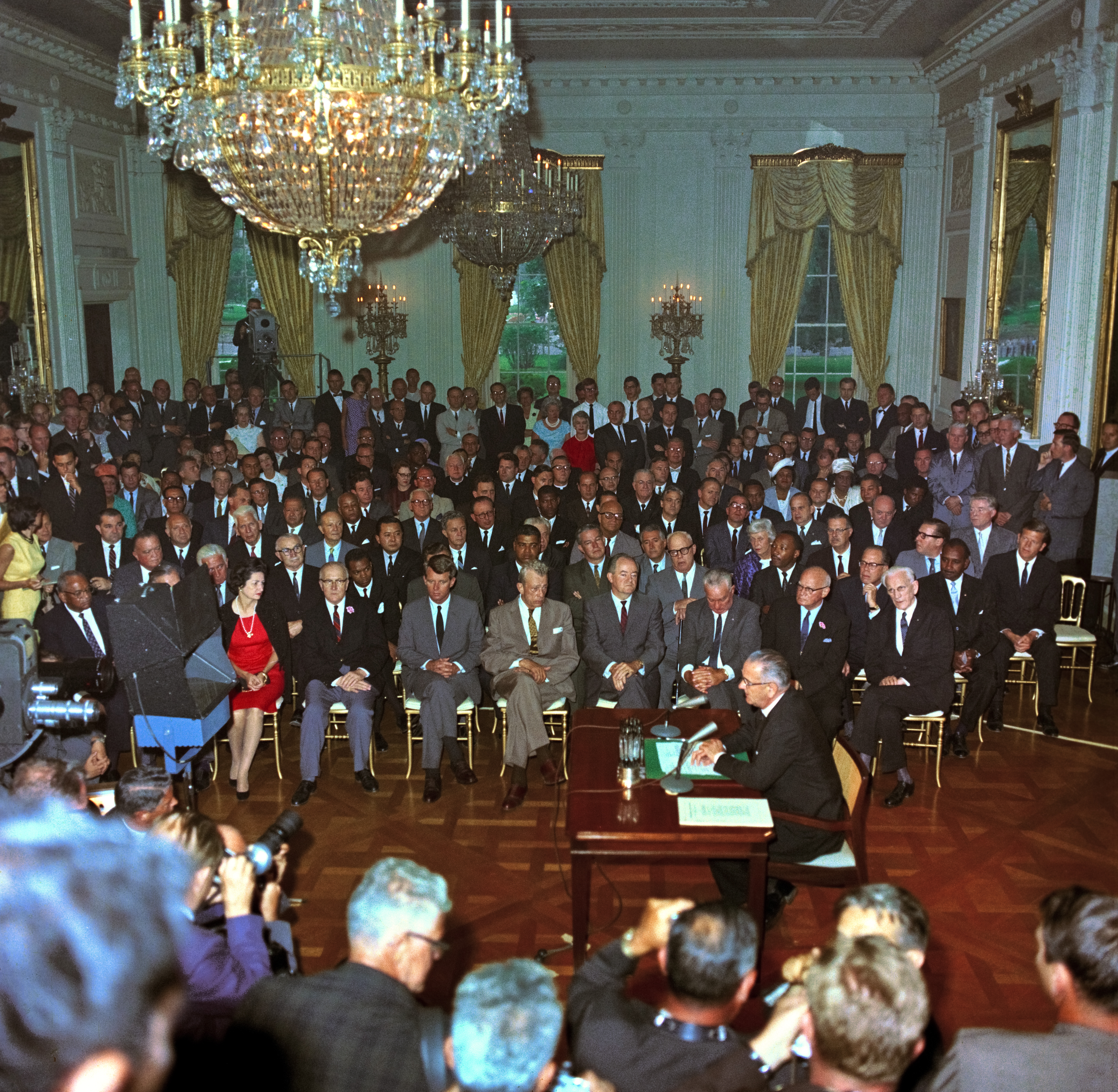
Lyndon B. Johnson semnează Civil Rights Act

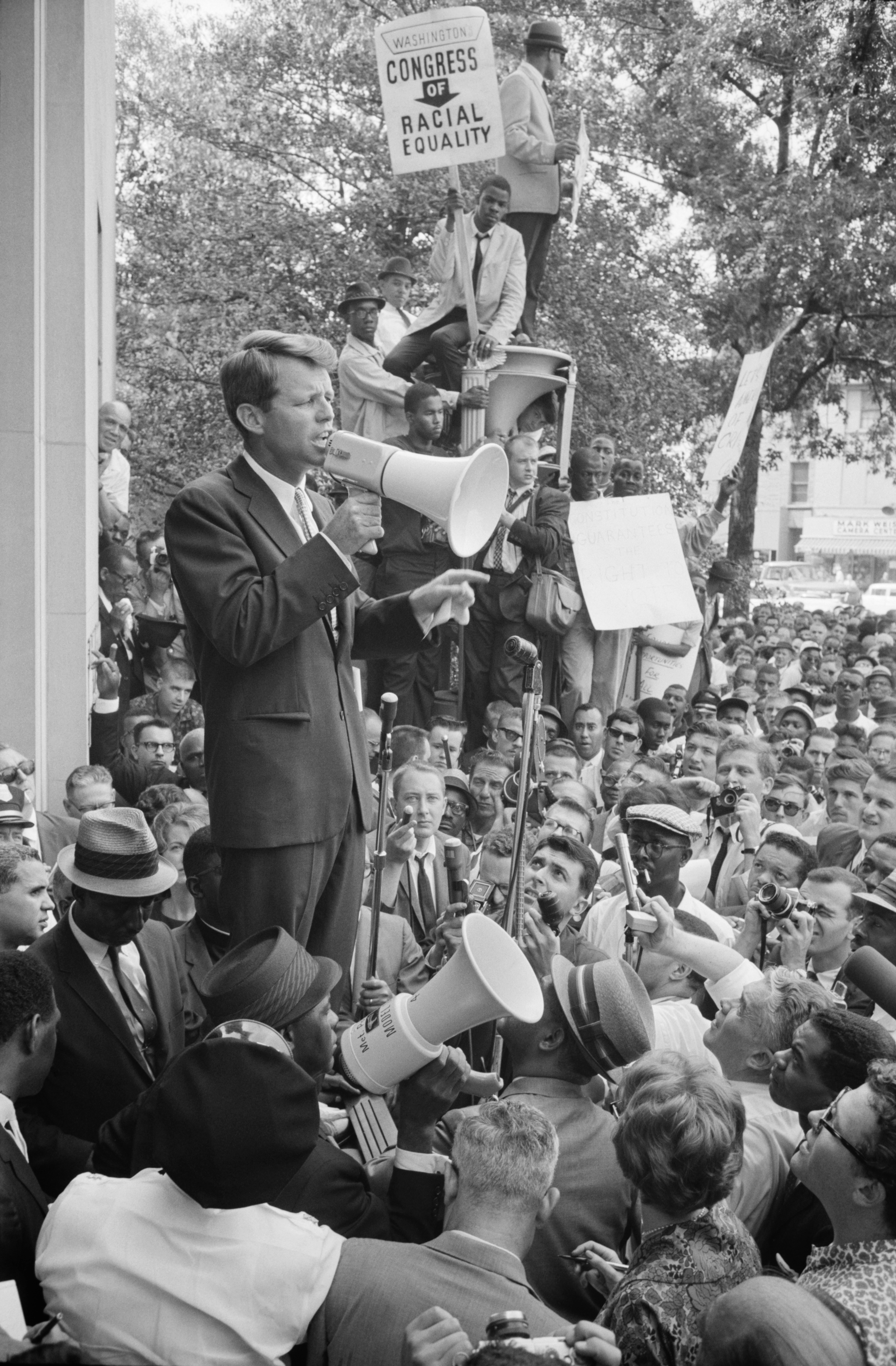
Robert Kennedy

După descoperirea rachetelor sovietice în Cuba în anul 1962, lumea aștepta îngrozită declanșarea unui război nuclear. După acest incident, Kennedy a încercat să reducă tensiunile dintre SUA și URSS, cu fermitatea sa, negociind cu liderul sovietic Nikita Sergheevici Hrușciov. S-a creat o linie fierbinte, adică o rețea de teleimprimatoare de mare viteză, care uneau Moscova cu Washingtonul. SUA, URSS și Marea Britanie au semnat în august 1963 acordul asupra Tratatului de interzicere a testelor nucleare, pe care Franța și China au refuzat să-l semneze.
Asasinarea lui Kennedy la Dallas, pe 22 noiembrie 1963 a șocat întreaga națiune. Numele autorului asasinatului este și în zilele noastre controversat, fiind pus pe seama unui asasin amator simpatizant comunist ca Lee Harvey Oswald, ori pe seama unei conspirații guvernamentale din interor, politica lui Kennedy nefiind pe placul grupărilor de interes și mafiei care dominau America la aceea vreme.
Sub sloganul "Marea Societate", succesorul lui Kennedy, Lyndon B. Johnson, a continuat programele sociale ale acestuia, cheltuind mult pentru educație, sistemul sanitar, modernizarea urbană, eradicarea sărăciei și a corupției.

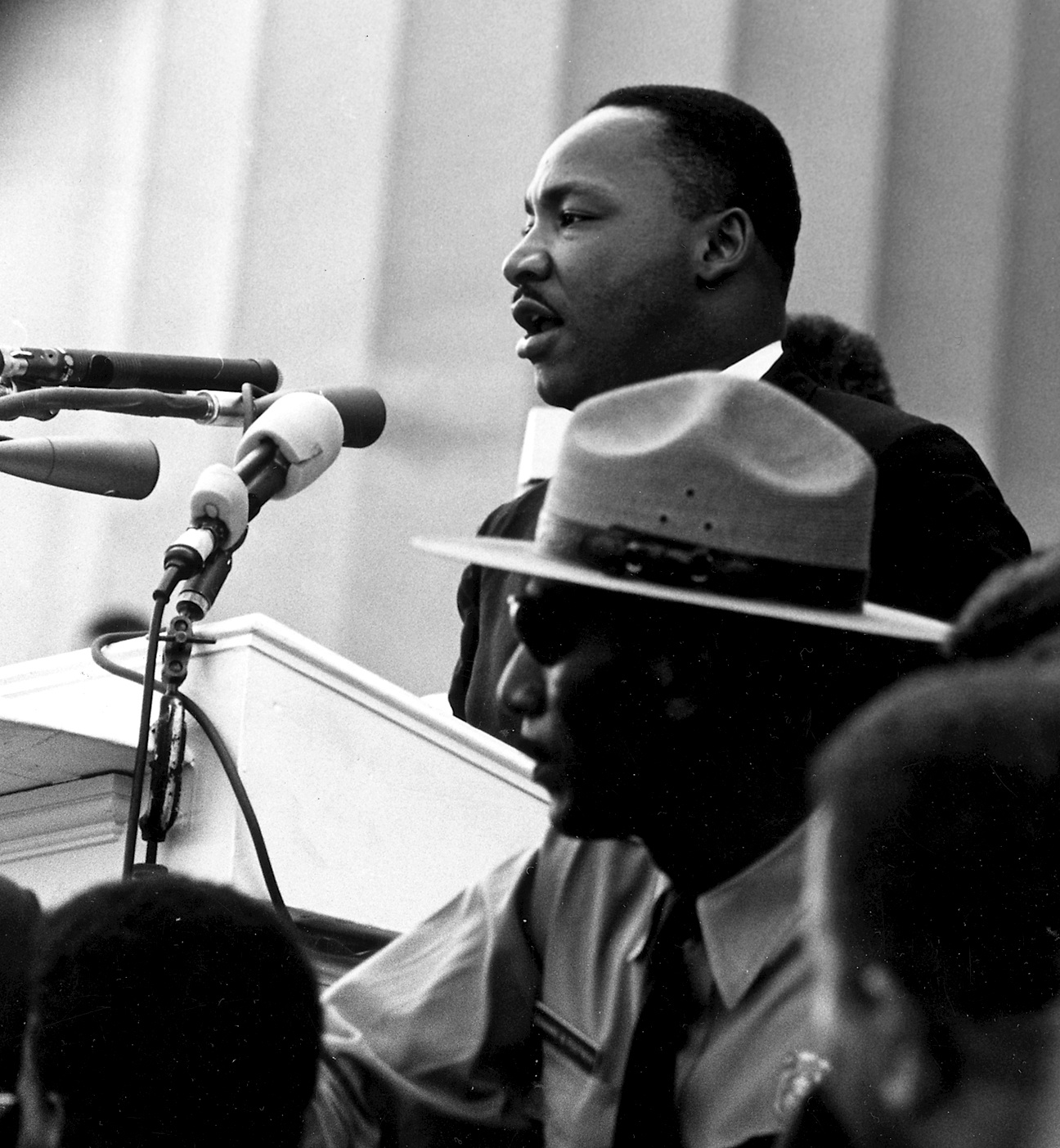
Martin Luther King

Pe plan intern, Marșul spre Washington al afro-americanilor ce luptau pentru drepturile civile l-au transformat pe Martin Luther King într-un simbol al mișcărilor de protest în anii 60'. În timpul unui marș pentru libertate el a pronunțat unul dintre cele mai celebre discursuri:I Have a Dream (Am un vis). Ca susținător al integrării pe cale pașnică, în 1964 a primit Premiul Nobel pentru Pace. Cele mai multe astfel de legi, și anume Civil Rights Act, Voting Rights Act, au fost promulgate sub președinția lui Lyndon B. Johnson. El depus eforturi în lupta împotriva sărăciei precum și a opririi războiului din Vietnam.
Legea drepturilor civile din 1964 garanta protecția afro-americanilor în exercitarea dreptului lor de vot, încuraja integrarea în scoli și interzicerea segregării rasiale. Discriminările economice pentru afro-americani sunt tolerate și chiar președintele Johnson i-a sprijinit pe rasiști în Mississippi. Protestul afro-americanilor a atins apogeul între anii 1964-1968, revoltele fiind la ordinea zilei în cartierele locuite de aceștia. Organizații ca Panterele Negre și Națiunea Islamului (pe care îl avea ca purtător de cuvânt pe preotul american musulman, Malcolm X), care susțineau superioritatea negrilor și considerau violența ca fiind legitimă, au câștigat influență tot mai mare.
Pe plan extern, în anul 1964 președintele Johnson a decis implicarea militară a SUA în Vietnam, fapt care a dus la escaladarea conflictului. Lupta a continuat până la începutul anilor 1970. Eșecurile militare și mișcările de protest din ce în ce mai puternice l-au împiedicat pe Johnson să candideze din nou.
Asasinarea lui Martin Luther King jr. și a popularului democrat Robert F. Kennedy (fratele președintelui precedent), care candida pentru președintia Americii în 1968 au constituit un sfârșit sângeros pentru perioada de reformă americană.

### Divizarea națiunii
Pentru mai multe detalii: Războiul din Vietnam

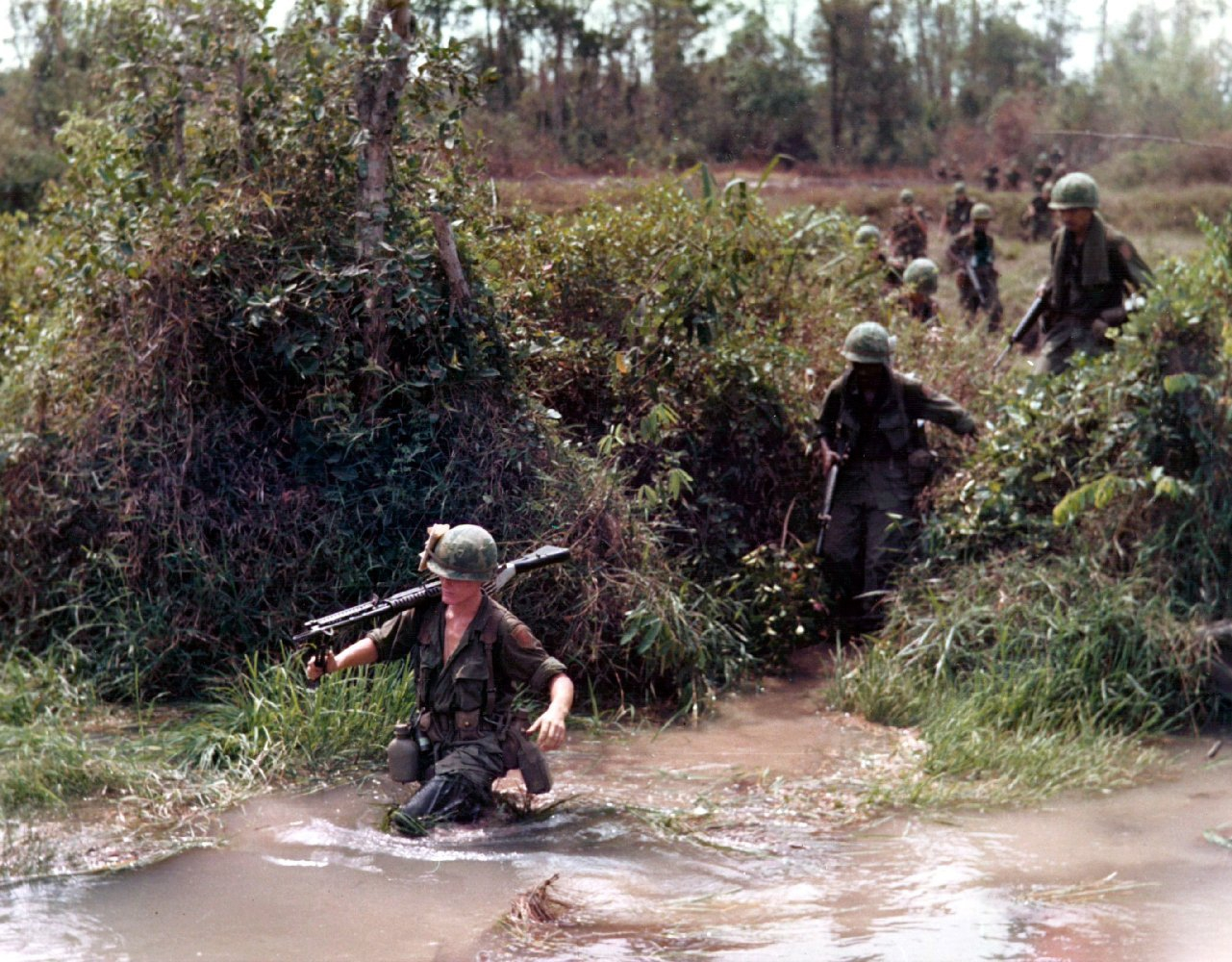
Războiul din Vietnam

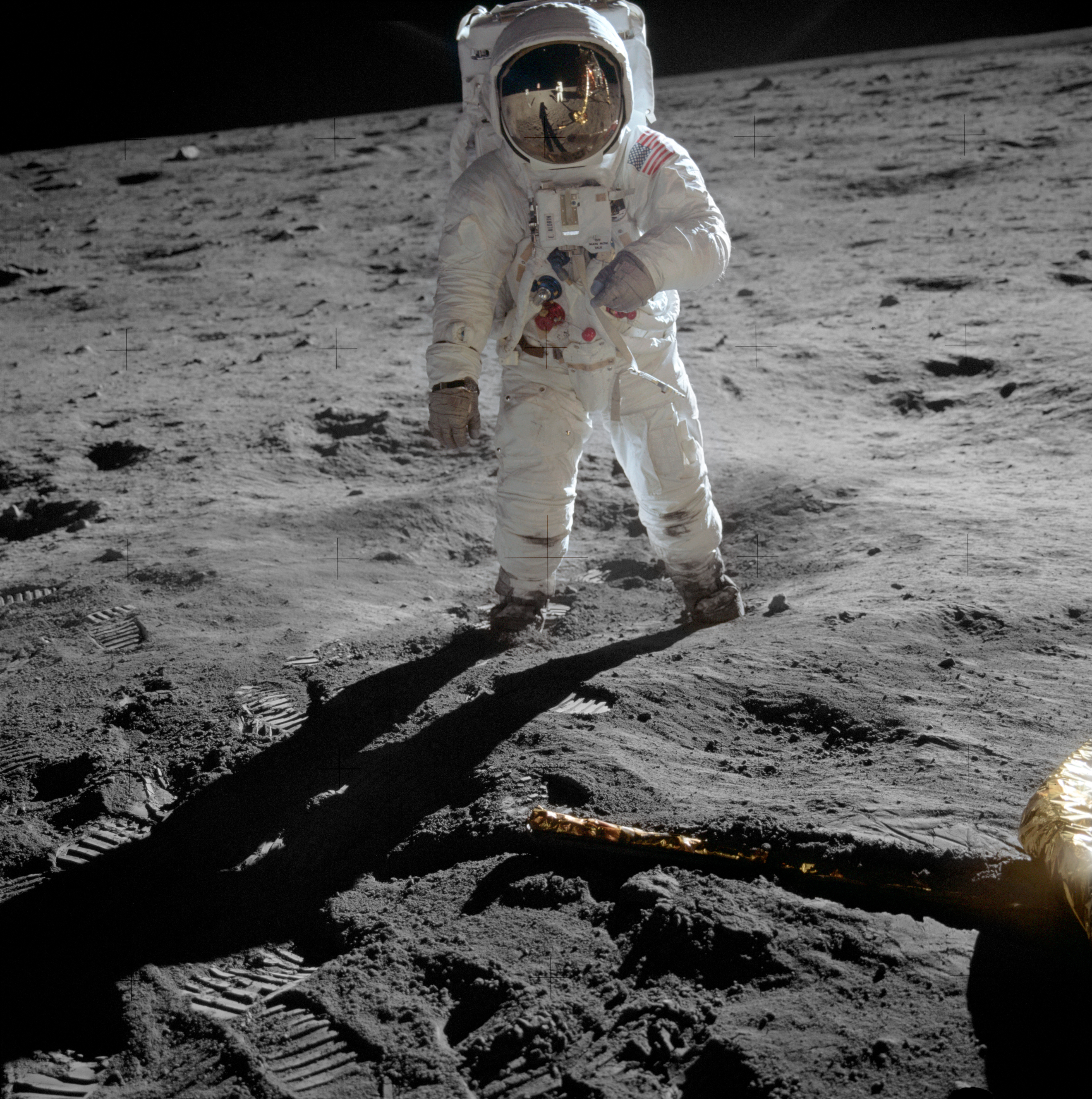
Buzz Aldrin pe Lună (fotografie făcută de Neil Armstrong), Apollo 11.

Polarizarea între mișcările de protest și guvernare au distrus consensul intern al SUA la sfârșitul anilor 60. Eșecul din Vietnam și scandalul Watergate au dus la o reevaluare a identității naționale și culturale, mai ales de către cei tineri.
Protestele împotriva războiului din Vietnam s-au transformat într-o rebeliune împotriva sistemului, care s-a extins în toată lumea apuseană. Prin haine, tunsori nonconformiste și muzică, tinerii respingeau ordinea tradițională. Mișcarea pacifistă Hippie se revolta împotriva guvernului american, afacerilor corporatiste, moravurilor sociale tradiționale și zeflemea valorile reprezentanților clasei de mijloc prin glorificarea drogurilor și a iubirii libere. Mișcarea de protest a divizat societatea americană, în mare parte conservatoare. Odată cu alegerea în 1968 a republicanului Richard Nixon, America a ajuns să fie condusă de un anticomunist inveterat. Arborând sloganul Lege și Ordine, el a luat măsuri extreme împotriva celor ce se aflau în centrul mișcării de protest.

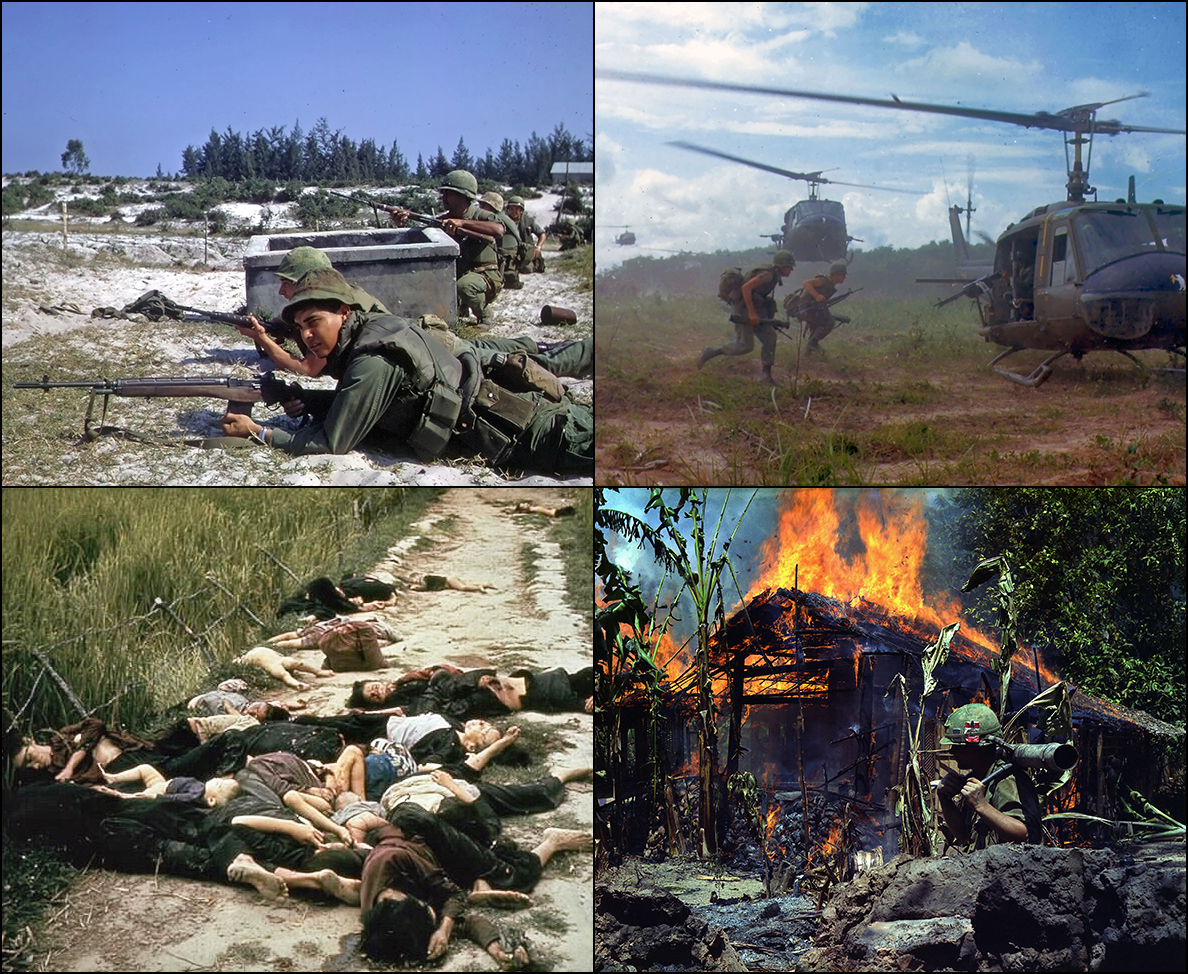
În stânga sus: Bătălia din Hamo Village în timpul ofensivei Tet. Marinarii americani și trupele ARVN apără o poziție împotriva atacului inamic.
În dreapta sus: Elicoptere UH-1D membrii aeroplanului din Batalionul 2, Regimentul 14 Infanterie din zona Plantării de cauciuc Filhol către o nouă zonă de organizare, în timpul operațiunii „Wahiawa”, o misiune de căutare și distrugere condusă de Divizia 25 Infanterie, la nord-est de Cu Chi, 1966
Stânga jos: corpuri vietnameze neidentificate pe drum.
În partea de jos dreapta: o tabără de bază Viet Cong este incendiată.

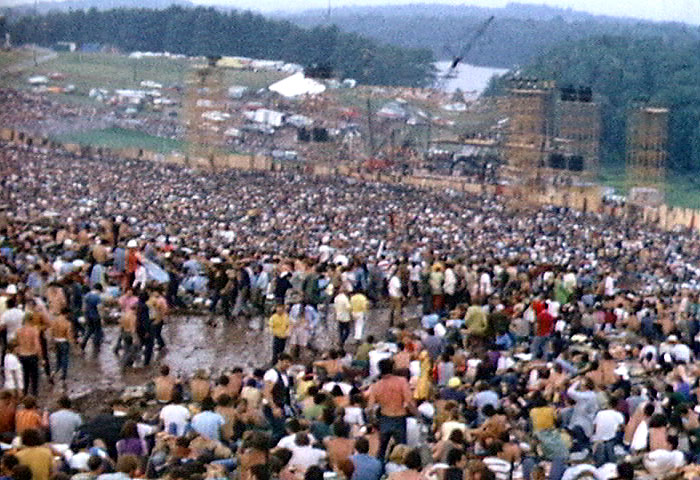
Festivalul de la Woodstock

Un festival de muzică în aer liber la Woodstock, New York intre 15 august-18 august 1969, devine simbolul generației hippy, care spera la o reînnoire culturală și politică. Peste 500 000 de participanți le-au sărbătorit pe vedele muzicii rock, pop, blues, Joe Cocker, Jimi Hendrix, Janis Joplin și Joan Baez au susținut concerte faimoase aici. În ciuda aglomerației care s-a creat, totul s-a desfășurat, în mod surprinzător, în liniște și armonie, chiar dacă atmosfera a fost întreținuta de participanți cu droguri, băutură și sex.

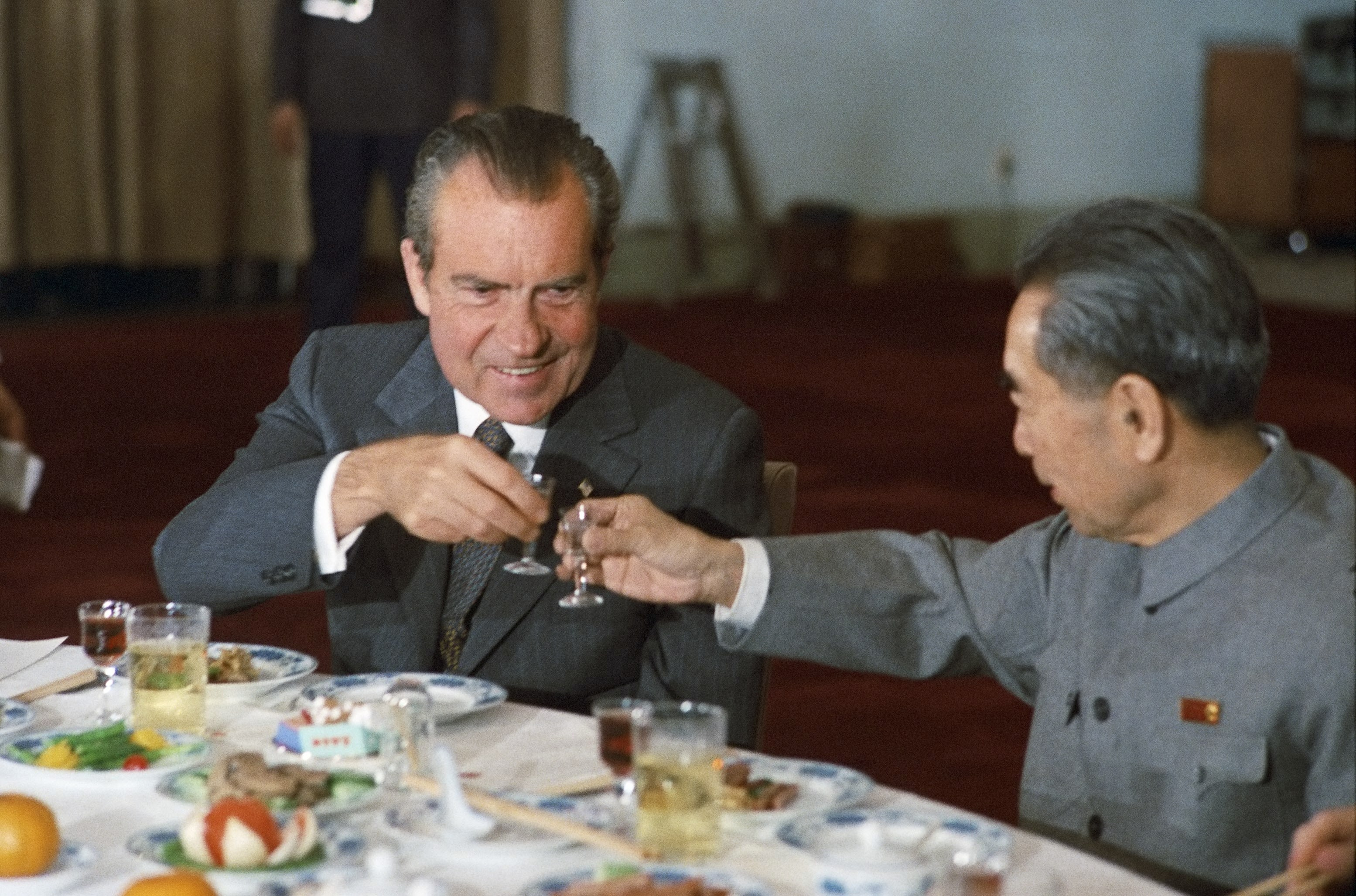
Nixon și Zhou

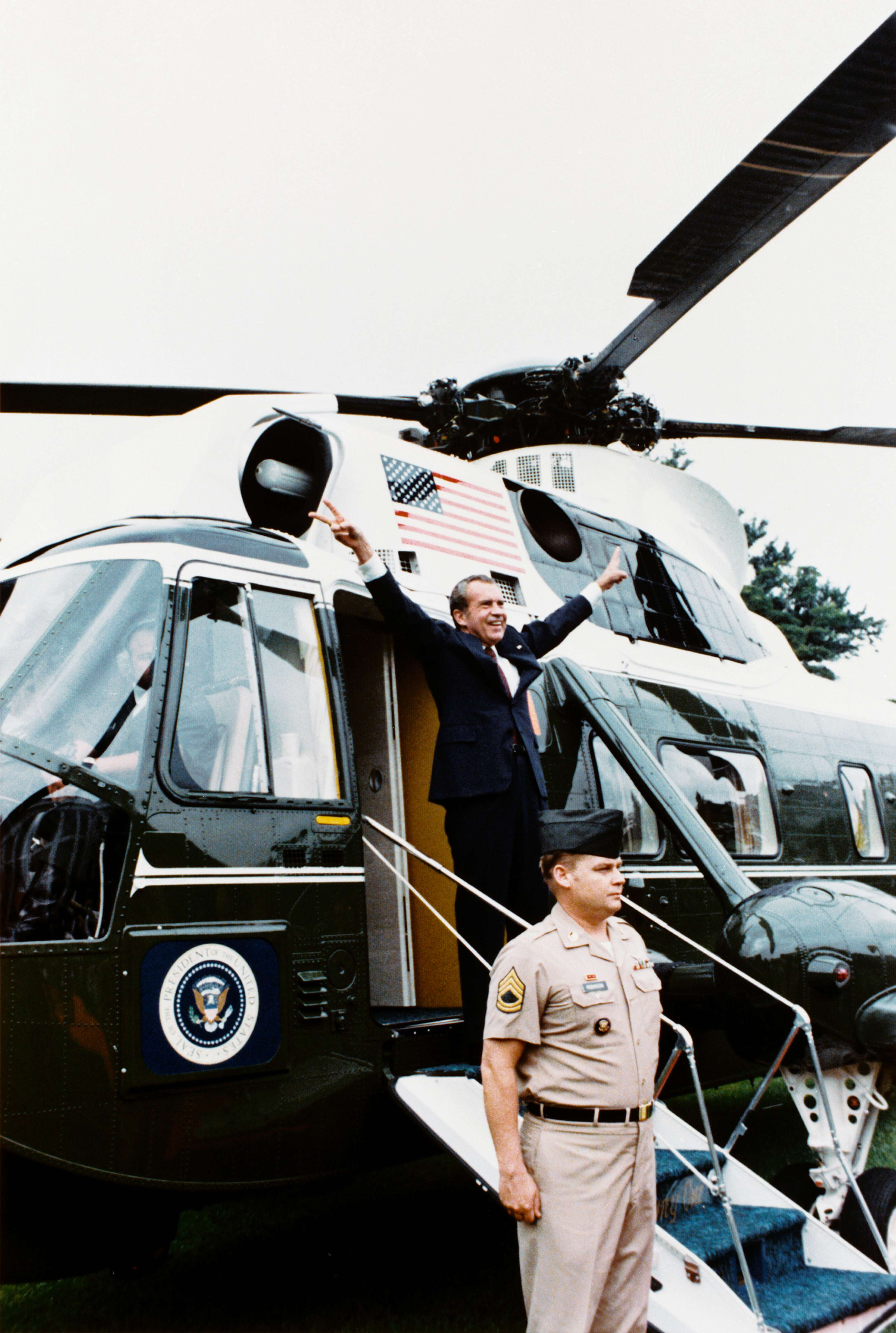
Demisia lui Nixon

În 1961 sovieticii lansau primul om în spațiu. În timpul administrației Nixon, pe 20 iulie 1969, primul om, Neil Armstrong, a pășit pe Lună.
Pe plan internațional, Nixon și consilierul său Henry Kissinger au reușit să îmbunătățească relațiile cu liderii statelor comuniste. În 1972, Nixon a fost primul președinte american, care a vizitat China, întâlnindu-se cu Mao Zedong și, în același an, negocierile pentru limitarea armelor strategice (SALT) cu URSS, începute cu 3 ani mai devreme, se concretizează într-un tratat interimar. Aceste vizite istorice anunță o noua fază a relațiilor comerciale pentru ambele state.
Un alt punct pe agenda lui Nixon a fost obținerea unui tratat de pace acceptabil cu Vietnamul. Demoralizate, trupele americane s-au retras din Vietnam începând din 1969. În 1973, după luni negocieri, s-a ajuns la un armistițiu cu Vietnamul de Nord. Pentru prima oară în istorie, SUA pierduse un război. Războiul din Vietnam a costat viețile a 58 236 de militari americani și a cauzat apariția sindromului Vietnam printre veteranii de război. Nixon a manipulat abil neîncrederea dintre sovietici și chinezi în avantajul SUA, obținând cooperarea ambelor părți și destinderea.
Pe lângă acestea, scandalul Watergate a zdruncinat încrederea și siguranța în instituția prezidențială. În mai 1973, s-a descoperit că Nixon autorizase o descindere în sediul central al Partidului Democrat, pentru a monta dispozitive de ascultare în timpul alegerilor prezidențiale din anul precedent. Încercările președintelui de a ascunde faptul au dus la punerea lui sub acuzare după mai 1974. Pe data de 9 august 1974, Nixon a demisionat din funcția de președinte.

### Consolidare și destindere

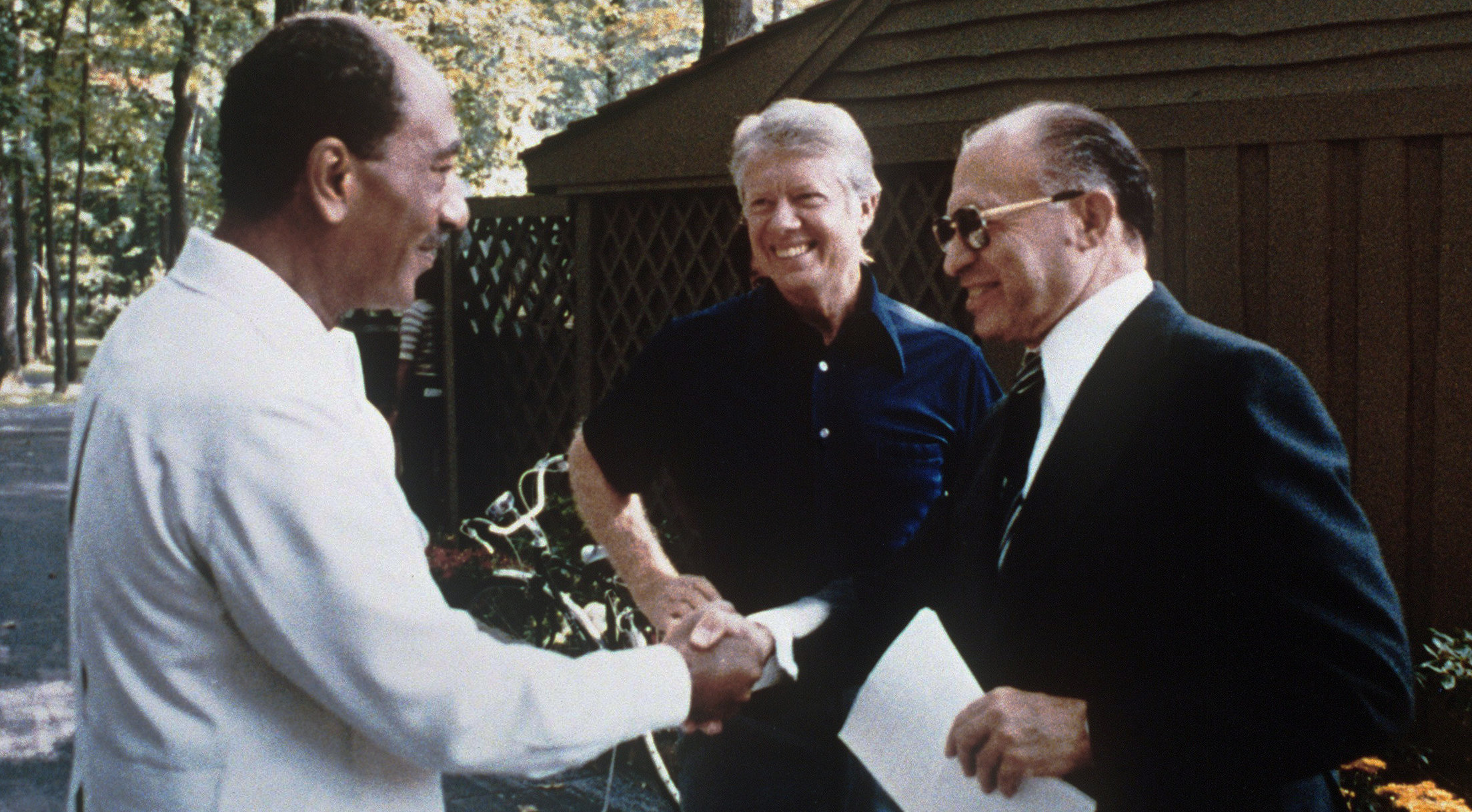
Acordurile de la Camp David dintre Israel și Egipt sub supravegherea președintelui Carter

Sub adminisțrația Ford, instituția prezidențială s-a reabilitat într-o anumită măsură. Mandatul succesorului sau a fost umbrit de o implicare cu urmări nefericite în evenimentele internaționale.
După demisia lui Nixon în 1974, vicepreședintele Gerald Ford devenea succesorul acestuia. Ford a încercat să îmbunătățească, printr-o administrație riguroasă și corectă, imaginea defectuoasă a președinției. Puterea Congresului a fost sporită și, din 1975, mai multe dintre operațiunile secrete ale Agenției Centrale de Informații au ajuns să fie discutate de public și mass-media.

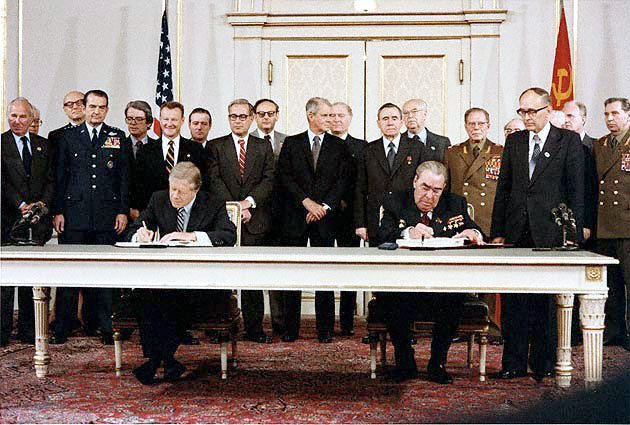
Carter și Brejnev semnează SALT II

În timpul președinției lui Ford s-au agravat problemele interne ca șomajul și inflația. Criza internațională a petrolului din 1973-1974 a demonstrat dependența națiunilor industriale occidentale de exportatorii de petrol arabi. La mijlocul anilor 1970, populația a început să conștientizeze efectele devastatoare provocate asupra mediului de companiile industriale care nu fuseseră până atunci monitorizate de guvern.
Riscurile și oportunitățile folosirii pașnice a energiei nucleare au fost discutate și au provocat controverse. În afacerile externe, noile negocieri SALT au continuat politica de destindere a URSS.
În 1976, candidatul democrat Jimmy Carter a câștigat alegerile prezidențiale. Carter a amplificat eforturile internaționale ale SUA în sfera drepturilor omului și a drepturilor civile-ambele fiind arii de interes pentru Partidul Democrat-eforturi vizibile mai ales în relațiile îmbunătățite cu regimurile din America Latină, deși abordarea lui era oarecum naiva și adesea bazată pe încrederea în regimuri corupte și sângeroase. Cel mai mare succes al său pe planul politicii externe a fost medierea în 1979 a unui acord de pace intre Israel și Egipt.
După semnarea Tratatului SALT II în 1979, politica de destindere a suferit o criza în 1980 din cauza invaziei Afghanistanului de către trupele sovietice. Transporturile americane de grâu spre Uniunea Sovietică au fost suspendate, fiind boicotate și Jocurile Olimpice de la Moscova de SUA și aliați.
Revoluția Islamică din Iran în 1979 a produs dificultăți serioase Statelor Unite, care susținuseră șahul. În noiembrie 1979, peste 50 de cetățeni americani au fost luați ostatici la ambasada americană din Teheran; în schimbul lor se va cere extrădarea șahului Reza Pahlavi.

### Anticomunism și dezarmare

Discursul lui Reagan la Berlin

Gorbaciov și Reagan semnează Tratatul INF

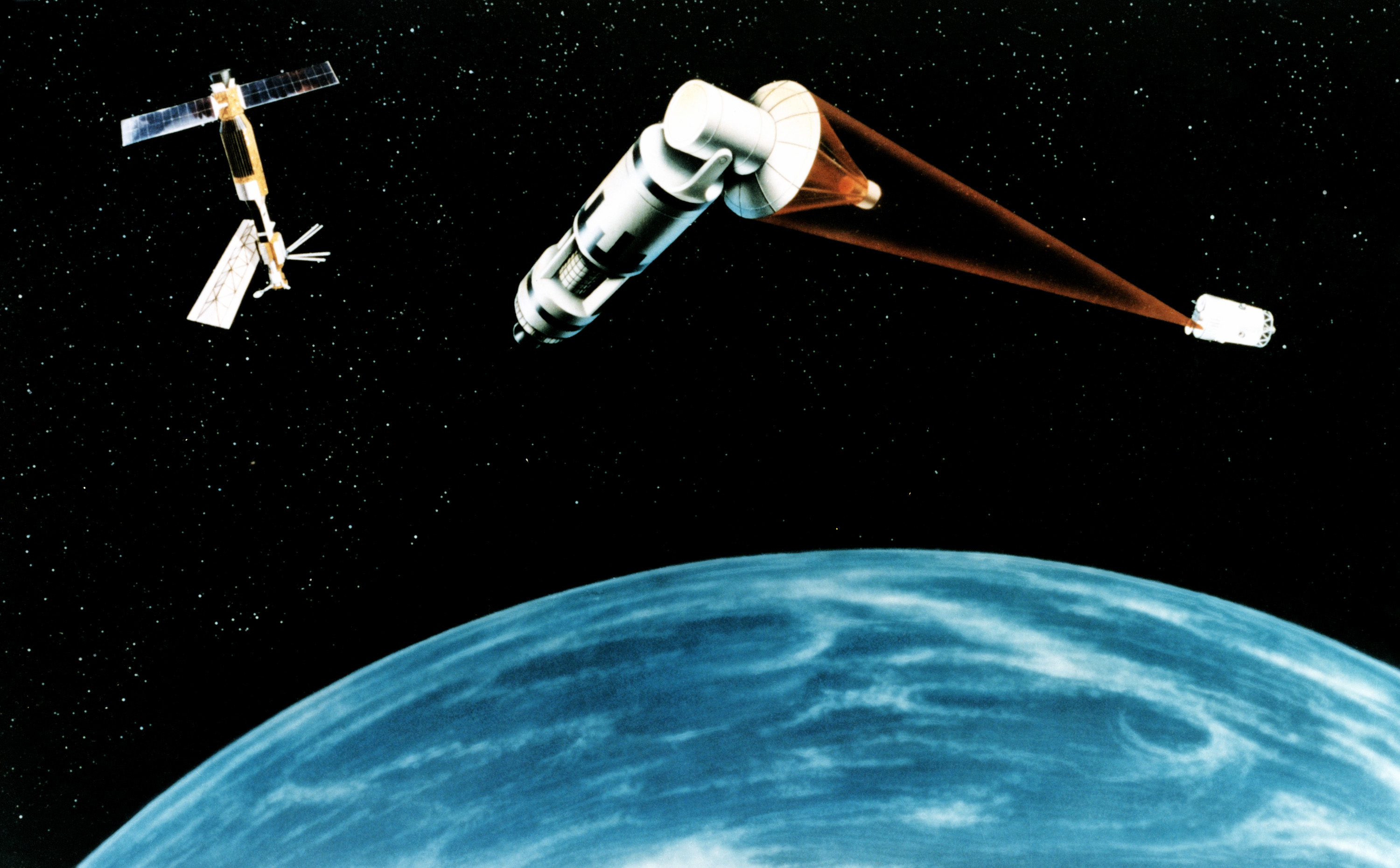
Space Laser Satellite Defense System Concept

Atât pe plan intern, cât și pe plan extern, Reagan a urmat o politică strict anticomunistă. Odată cu venirea lui Gorbaciov la putere în 1985, cele două superputeri încep negocierile de dezarmare.
Fost guvernator al Californiei și candidat republican, Ronald Reagan a câștigat alegerile prezidențiale din 1980 datorită promisiunilor sale de a reinstaura supremația militară și politică globală americană. Odată cu alegerea sa, s-a constituit o Americă mai conservatoare, atât pe plan intern, cât și extern. Adepții partidului tradițional creștin, care se aflaseră în declin în anii 1960 și 1970, câștigă influența. Reagan a impulsionat cu succes economia, prin reducerea cheltuielilor, mai ales pentru programele de asistență socială, și a micșorat taxele. În același timp a crescut decalajul dintre săraci și bogați. În paralel, Reagan a sporit cheltuielile în sfera militară.
Planificarea unui sistem de apărare ce prevedea desfășurarea de armament în spațiu-Initiativa Strategică de Apărare - a costat miliarde de dolari.
Retorica lui Reagan împotriva URSS, pe care o descria drept Imperiul Răului, era susținută de acțiuni concrete. El a impus sancțiuni economice după ce Uniunea Sovietică a sprijinit legea marțială în Polonia în 1981. SUA au susținut mișcările anticomuniste peste tot în lume, mai ales în America Latină și în Orientul Apropiat, indiferent de tipul de guvernare al statelor sau de respectarea drepturilor omului.
În Nicaragua, gherilele Contras⁠(d) care acționau împotriva sandiniștilor de stânga au fost sprijinite prin fonduri americane și cu arme prin intermediul CIA. Investigatiile jurnaliștilor referitor la implicarea administrației în această acțiune au dus la controverse.
Trupele americane au intervenit în 1982 în războiul civil din Liban, iar în 1983 au răsturnat guvernarea de stânga din insula Grenada din Caraibe. După ce negocierile cu Uniunea Sovietică pentru dezarmare au eșuat în 1983, au fost amplasate rachete balistice cu raza medie de acțiune în vestul Germaniei, ca simbol al puterii militare americane în Europa.
În Afghanistan, din 1988, în timpul Războiului Afgano-Ssovietic, Rebelii Mujahedini au fost susținuți de mai multe țări, printre care și Statele Unite ale Americii, Arabia Saudită, Pakistan și alte state musulmane, în lupta împotriva sovieticilor invadatori. În august, Osama bin Laden a înființat organizația teroristă al-Qaida, cu scopul de a extinde mișcarea de rezistență contra forțelor sovietice în Afganistan într-o mișcare pan-islamică. De facto, războiul civil continua (1989-1992) între guvernul comunist și elementele islamiste (Talibanii), care au dus războiul cu sovieticii. Talibanii au câstigat războiul și în 1992 Afganistanul a fost Emirat Islamic, guvernat de talibani. Deși existau zvonuri, experții în contraterorism afirmau că Osama Bin Laden nu a fost o creație a CIA și că nu a primit vreun ajutor din partea SUA în timpul războiului afgano-sovietic, iar organizația teroristă nu i-a fost finanțată în lupta împotriva sovieticilor.

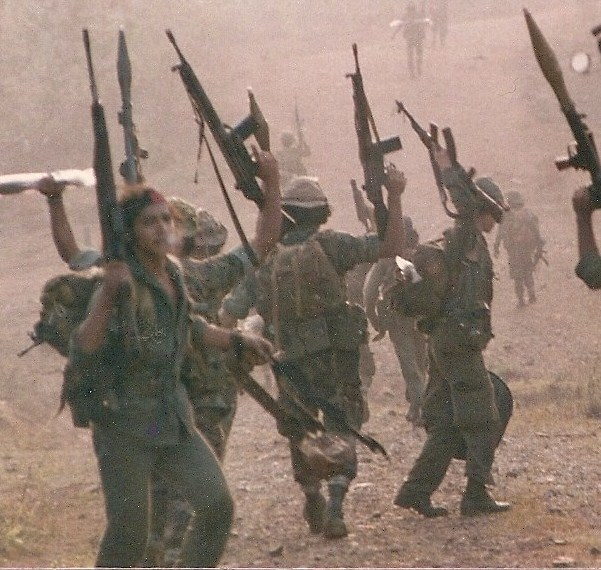
Operațiunea Contras

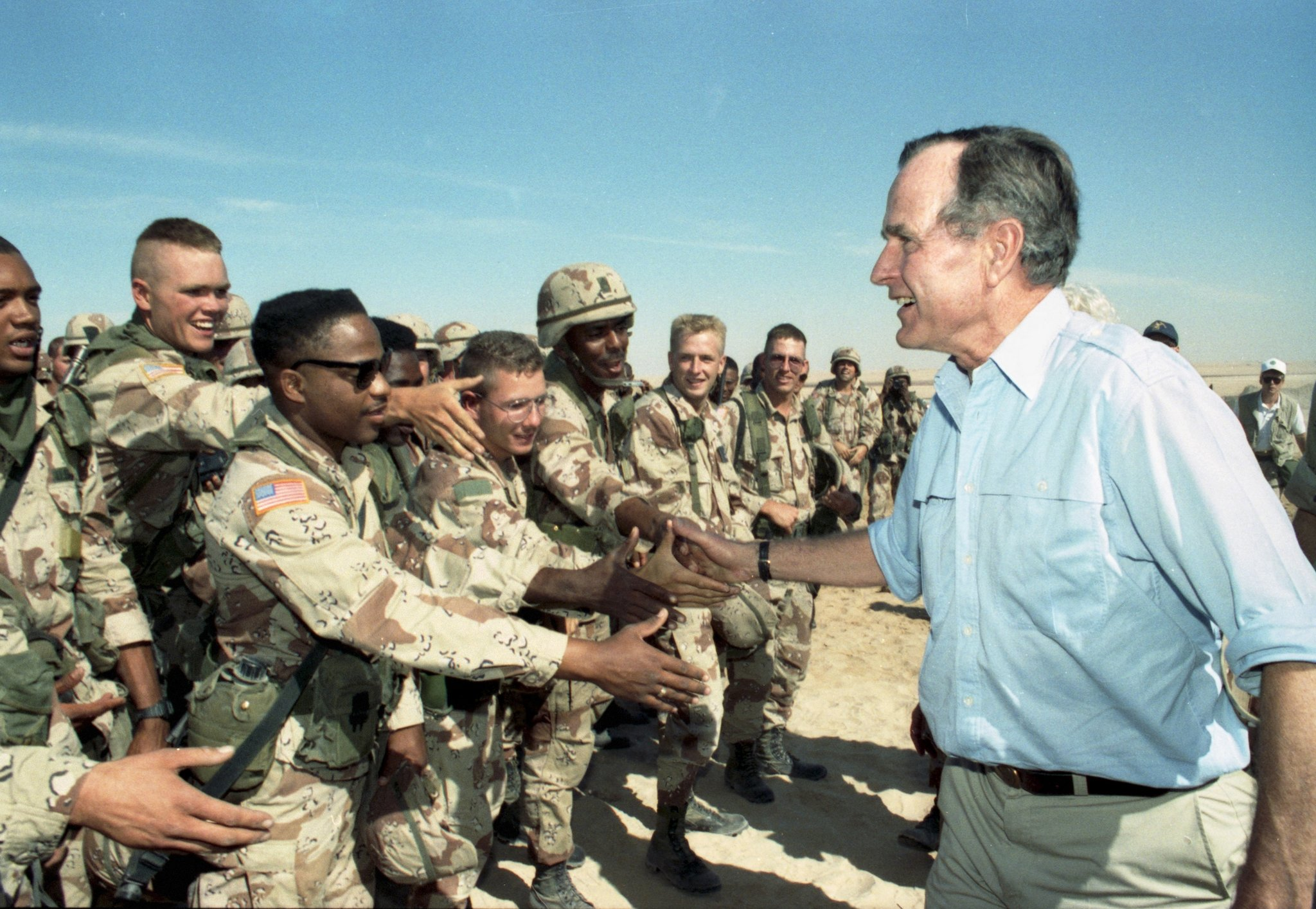
Bush salută trupele americane din Golful Persic

În lungul și sângerosul război contra Iranului (1980-1988), dictatorul Irakului, Saddam Hussein a primit sprijin secret din partea americanilor pentru a lupta împotriva noului regim religios, însă fără succes, și la scurt timp după război, scapă de sub controlul Americii și devine un dictator sinistru care încearcă să dezvolte arme de distrugere în masă pe care le va utiliza în invazia Kuweitului trei ani mai târziu.
Ironic, cei doi "pioni" folosiți de americani în lupta împotriva sovieticilor în anii '80 le vor deveni inamicii principali spre sfârșitul secolului XX/începutul secolului XXI.
După realegerea sa în 1984, Ronald Reagan a profitat de șansa pe care i-o ofereau noile reforme politice sovietice introduse de noul secretar general Mihail Gorbaciov. După mai multe summituri americano-sovietice, în 1987 se face un pas hotărâtor pe calea dezarmării. În urma unui acord global de reducere a numărului de rachete la sol-Acordul istoric de eliminare a rachetelor de rază medie de acțiune în Europa (INF)-pentru prima oară arsenalul nuclear începea să descrească. Vânzarea de arme Iranului și devierea fondurilor către forțele Contras din Nicaragua devin publice în noiembrie 1986-scandalul Iran-Contras⁠(d), care compromite guvernarea Reagan.
În 1988, vicepreședintele George H. W. Bush este ales ca succesorul lui Reagan. Sub mandatul său situația geopolitică se schimbă, în urma colapsului suportat de blocul estic și Uniunea Sovietică.

## Pax Americana
Pentru mai multe detalii: Războiul din Golf, Războiul împotriva terorismului, Războiul din Afganistan (2001-prezent), Invazia Irakului din 2003 și Criza economică mondială din 2008–2012

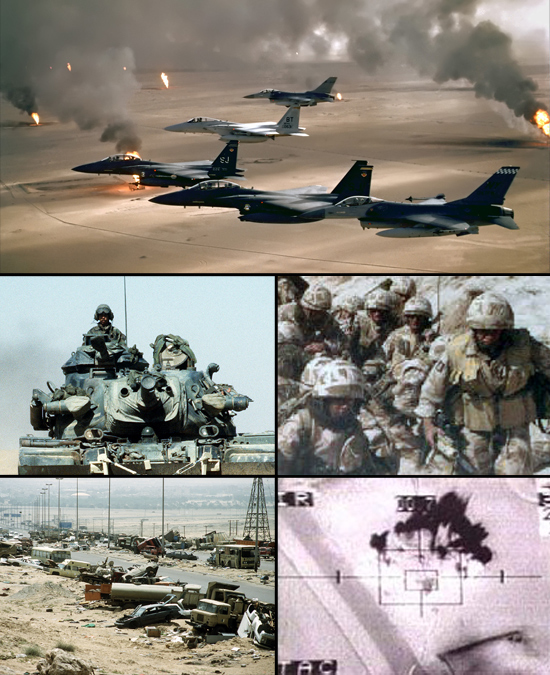
Războiul din Golf

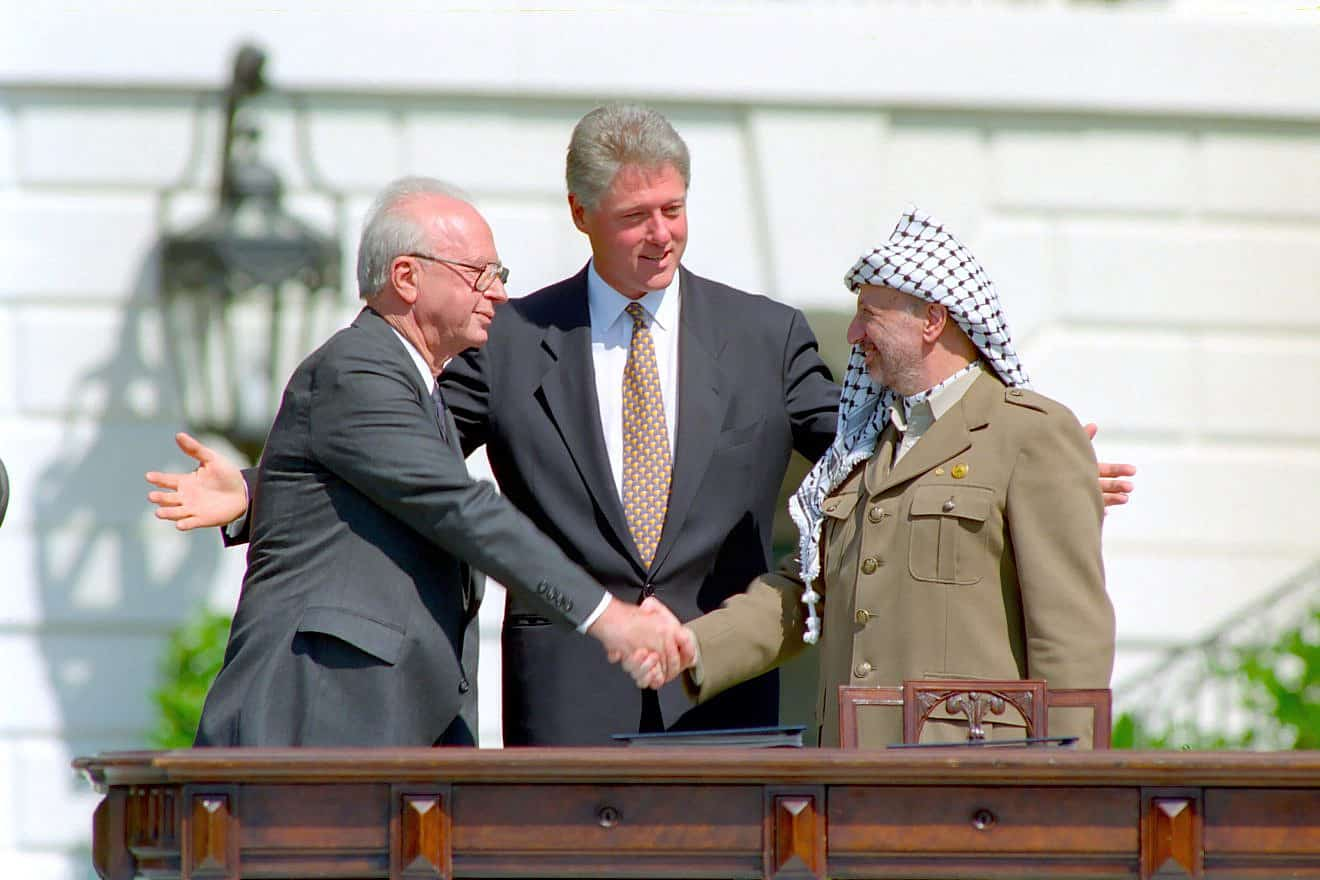
Bill Clinton, Ițhak Rabin și Yasser Arafat la Casa Albă

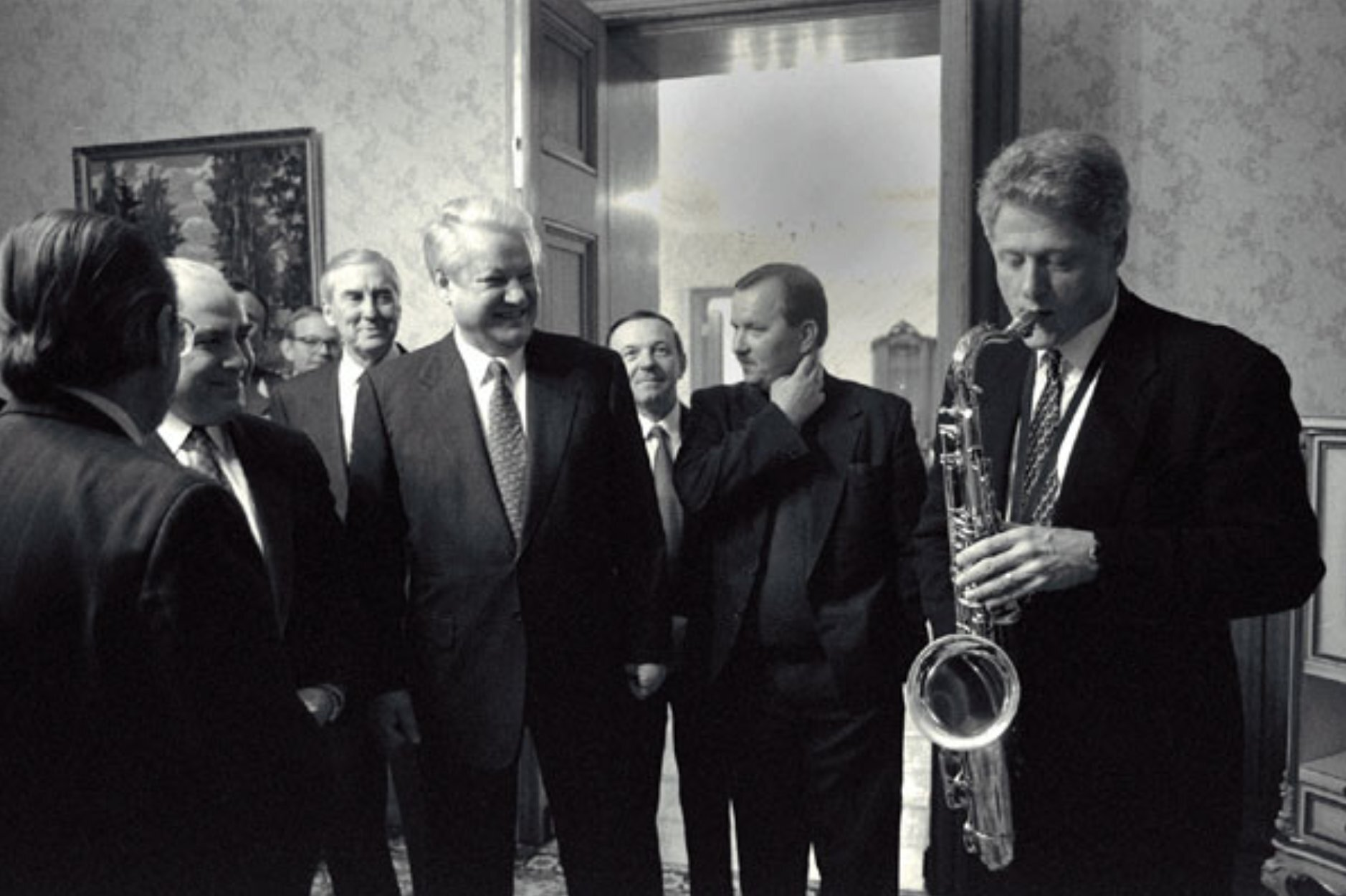
Bill Clinton și Boris Elțin, 1994

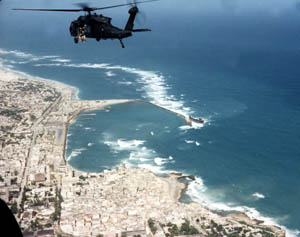
Elicopter american în Mogadishu

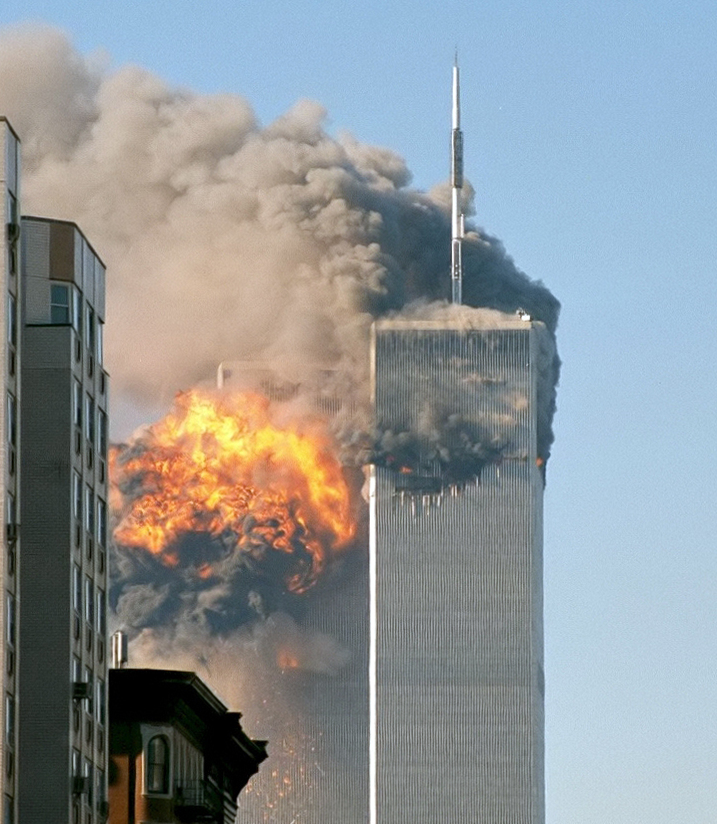
World Trade Center în timpul antentatului din 11 septembrie 2001

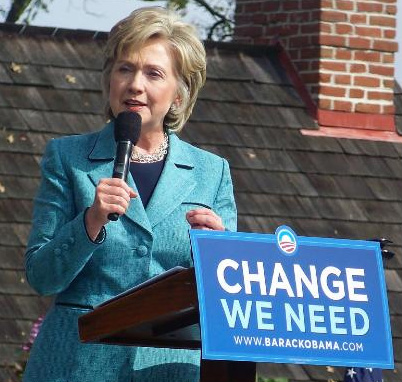
Hillary Clinton

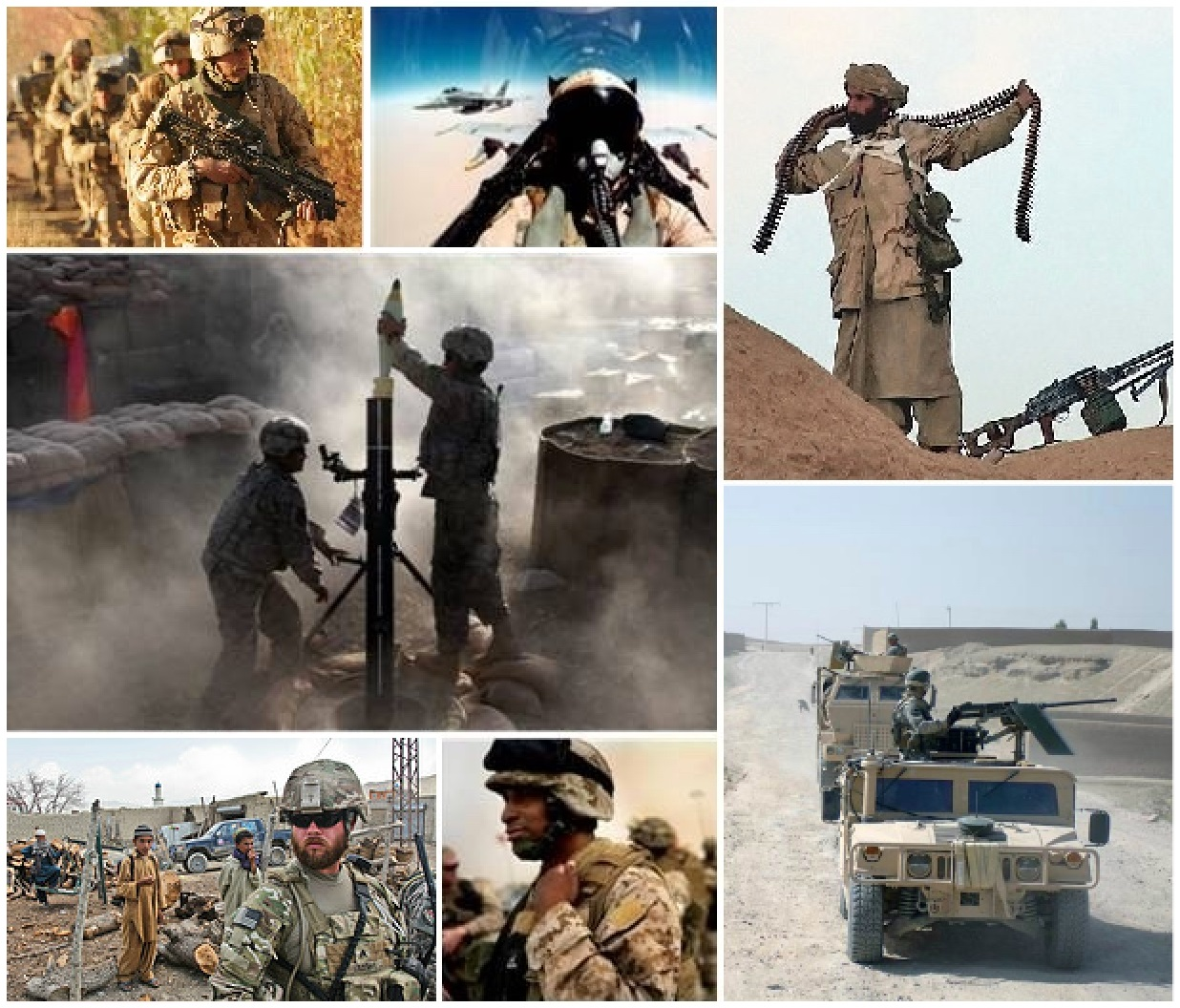
Război în Afganistan

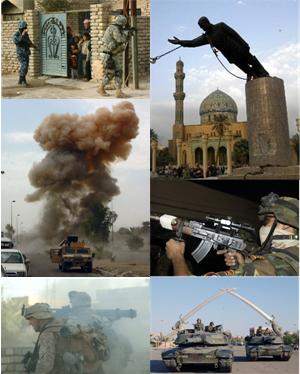
Războiul din Irak

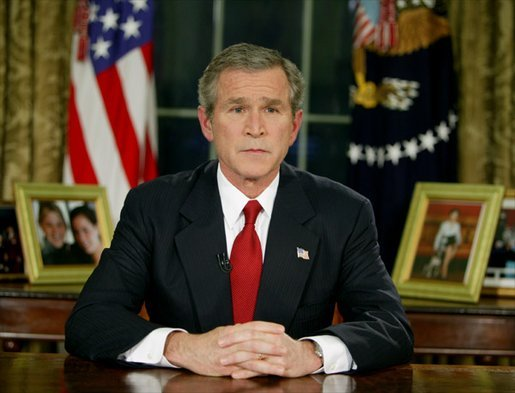
Bush anunță începerea Operațiunii Iraqi Freedom 2003

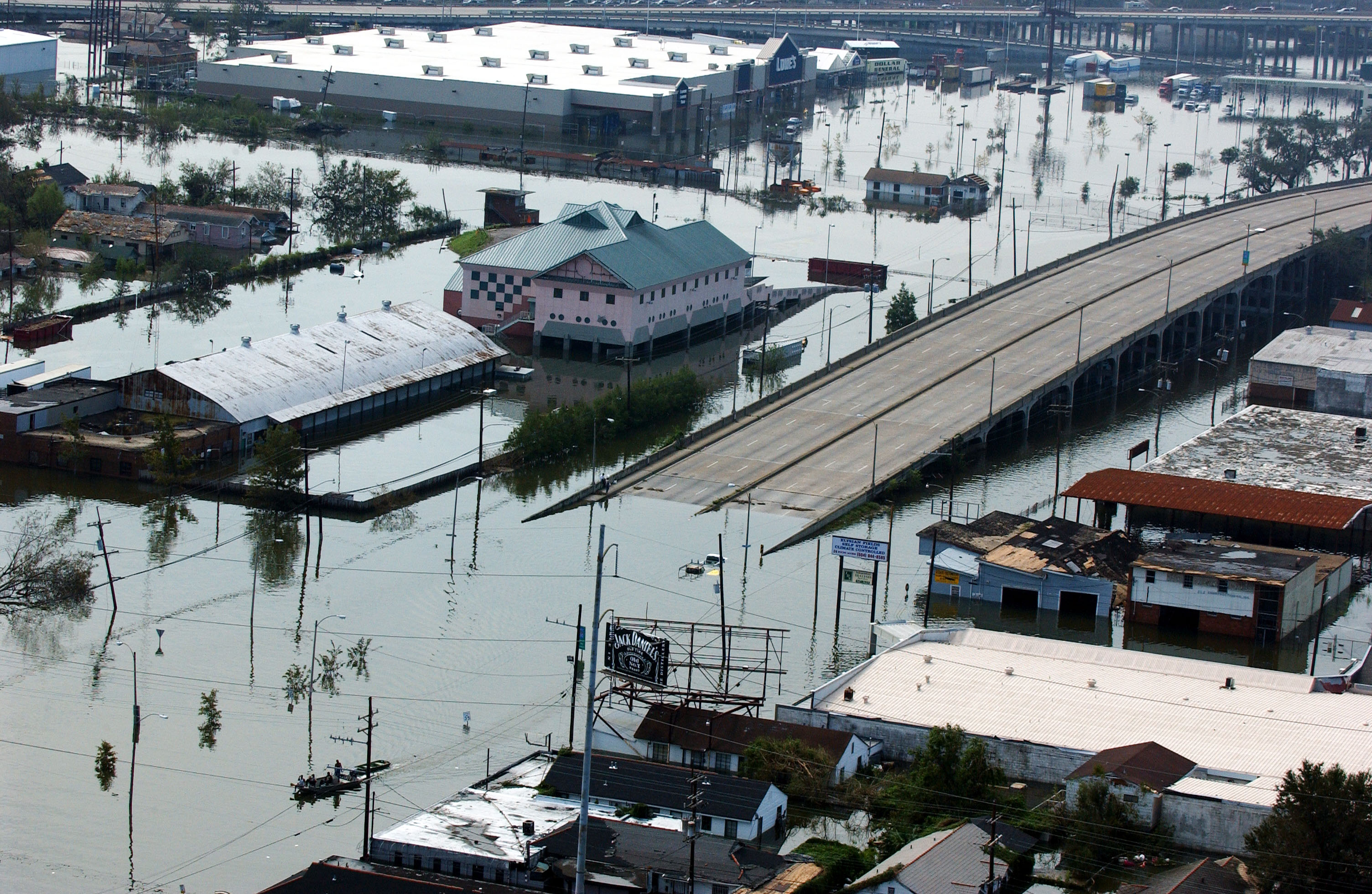
Uraganul Katrina devastând Lousiana

La începutul anilor 1990, sub mandatul președintelui George Bush, SUA au devenit principala superputere într-o nouă ordine mondială. Președintele Clinton, care a fost ales în 1993, a fost marcat de o prosperitate crescândă și de schimbarea rolului SUA în conjunctura internațională. De la atacul din 11 septembrie 2001, politica externă americană a fost caracterizată prin războiul împotriva terorismului și de scopul de a se implica în mod activ în extinderea democrației în lume.
Procesul de schimbare în Europa de Est, în mare parte pașnic, a fost susținut ideologic, politic și economic de administrația Bush. Conflictul Est-Vest, care definește teoria și practica în politica americană, se încheie odată cu reunificarea Germaniei și colapsul Uniunii Sovietice în 1991. SUA, ca unica superputere, a preluat rolul nedisputat de lider al noii ordini mondiale care se conturase în 1991. După o intervenție militară în Panama în decembrie 1989, trupele americane au răsturnat dictatura lui Manuel Noriega.
Ca urmare a invadării Kuweitului de către Irak în 1990, Bush a întemeiat o coaliție internațională care, sub mandat ONU, în februarie-martie 1991 a expulzat trupele irakiene din Kuweit, prin Operațiunea Furtună în desert și a invadat Irakul.
A intensificat embargoul comercial asupra Cubei în octombrie 1992, cu scopul declarat de a elimina regimul comunist al lui Fidel Castro, dar fără succes. SUA și-au redus prezența militară în Asia și Europa și au inițiat noi acțiuni de dezarmare a Uniunii Sovietice, a cărei principală succesoare a fost Federația Rusă. Între timp, economia americană a intrat în recesiune și au crescut tensiunile sociale. Revoltele antirasiale de la Los Angeles au zguduit țara în 1992, în urma punerii în circulație a unei casete video ce a surprins violența folosită de poliție împotriva unui afro-american nevinovat.
În 1992, democratul Bill Clinton l-a învins în alegeri pe Bush și în 1993 s-a instalat la Casa Albă, promițând reforme sociale și o renaștere economică, ceea ce i-a atras de partea sa pe reprezentanții principalelor minorități etnice. Dezvoltarea comunicațiilor și a tehnologiei media a declanșat un boom economic, care a creat milioane de locuri de muncă. A crescut salariul minim pe economie, dar reforma în domeniul sănătății inițiată de Clinton, menită să ofere asigurări medicale pentru toți cetățenii americani, a fost blocată de conservatori, majoritatea în Congres.
Pe plan global, Clinton a evitat impunerea dominației americane. În 1993 a negociat autonomia parțială a teritoriilor palestiniene din Orientul Apropiat. Rusiei i-a fost asigurat ajutorul economic. SUA s-au aflat printre inițiatorii Protocolului de la Kyoto asupra schimbărilor climatice din 1997, pentru reducerea emisiilor periculoase de noxe. Clinton a fost implicat direct și în negocierile de pace dificile cu Irlanda de Nord.
În ciuda politicii sale pașnice, de-a lungul mandatului său, SUA a intervenit în diferite conflicte, ca: Războaiele iugoslave și în războiul civil din Somalia, cu scopul menținerii păcii.
Totuși, în 1998, mandatul său a fost umbrit din cauza unui scandal personal dintre el și jurnalista Monica Lewinsky, care a dus la un proces de acuzare, încheiat cu achitarea sa.
Rezultatele în alegerile prezidențiale din 2000, în care democratul Al Gore, vicepreședintele din mandatul lui Clinton a candidat la președinție împotriva republicanului George W.Bush, au fost foarte strânse. La 12 decembrie 2000, după câteva săptămâni de dispute juridice, Curtea Supremă l-a desemnat pe George W. Bush - fiul fostului președinte George H. W. Bush - cel de-al 43-lea președinte american.
Acesta avea un program economic și social conservator, însă politica externă nu constituia o prioritate a administrației sale.
În acest context, Atentatele din 11 septembrie 2001 asupra World Trade Center și a Pentagonului, întreprinse de organizația teroristă Al-Qaida, au șocat întreaga țară, dar a zguduit și societatea americană. Atacurile islamice sinucigașe au declanșat o undă de șoc în întreaga lume. În jurul orei 9 dimineața, două avioane de linie deturnate de teroriști s-au izbit de World Trade Center din New York; ambele turnuri gemene s-au prăbușit. O oră și jumătate mai târziu, un al treilea avion s-a izbit de Pentagon, sediul central al Departamentului de Apărare al SUA lângă Washington. Un al patrulea avion s-a prăbușit lângă Pittsburg, în Pennsylvania. În aceste atacuri și-au pierdut viața aproape 3000 de oameni.
Pentru prima oară după Pearl Harbour, America era atacată pe teren propriu. Bush junior a proclamat un război lung împotriva terorismului și a celor care îl sprijină și de atunci viața politică în SUA a fost dominată de afacerile externe. Pe plan intern, imigrația a fost monitorizată mai atent, securitatea aeroporturilor fiind asigurată de stat.
Susținute de o amplă alianță globală împotriva terorismului, în octombrie 2001 trupele SUA au eliminat regimul taliban din Afghanistan. Talibanii oferiseră refugiu instigatorului atacurilor de la 11 septembrie, Osama bin Laden.
În ianuarie 2002, Bush a catalogat Irakul, Iranul și Coreea de Nord ca făcând parte din Axa Răului.
A fost înființat Departamentul pentru Securitate Internă, cu un director la nivel de cabinet și a fost proclamată legea Patriot Act. În septembrie, în strategia de securitate națională, a avut loc o reorientare controversată, care permitea atacul preventiv împotriva națiunilor ce sprijineau grupări teroriste sau amenințau în alt fel securitatea SUA.
Dând drept exemplu violarea unui număr mare de rezoluții ONU privind monitorizarea materialelor nucleare irakiene și posibila producție de arme nucleare de distrugere în masă, o coaliție internațională formată în mare parte din trupe americane și britanice au invadat Irakul în martie 2003. Până în aprilie regimul dictatorial al lui Saddam Hussein a fost înlăturat. Ulterior, acesta a fost capturat într-un raid de către armata americană, judecat și trei ani mai târziu a fost executat de autoritățile irakiene. N-au fost găsite arme de distrugere în masă, Saddam declarând că totul a fost o invenție pentru a speria Occidentul, în ciuda faptului că Irakul era slăbit economic și militar de pe urma celor două războaie din Golf. Chiar și acum, însă, violențele continuă, iar stabilitatea este una aparentă.
În ciuda pierderii credibilității și zvonurilor care afirmau ca invazia Irakului a avut ca motiv real preluarea rezervelor de petrol, mascate sub pretextul existenței unor arme de distrugere în masă, dar și în ciuda acuzațiilor pentru crimele din Irak și în pofida măsurilor extreme și radicale în securitatea și apărarea țării, George W. Bush a fost reales pentru încă un mandat în 2004, după o campanie electorală polarizată.
În august 2005, Uraganul Katrina a devastat orașul New Orleans, 1.833 de persoane fiind ucise. Pagubele materiale produse de Katrina au fost estimate la 81,2 miliarde de dolari americani (la nivelul anului 2005), cele mai mari pagube produse de un uragan din istoria Statelor Unite. Eșecul catastrofal al sistemului de protecție al orașului New Orleans a declanșat anchete imediate în cadrul Corpului de Geniu al Armatei SUA, deoarece această instituție are responsabilitatea, prin mandat al Congresului, de a proiecta și construi sistemele de protecție.
În 2006, la câteva luni după Conflictul dintre Israel și Fâșia Gaza, Statele Unite au recurs la dreptul de veto în Consiliul de Securitate al ONU, pentru a bloca un proiect arab de rezoluție care condamna operațiunile militare ale Israelului în Fâșia Gaza, precum și tirurile cu rachete ale palestinienilor asupra Israelului.

## Marea Recesiune: din 2007 până în prezent

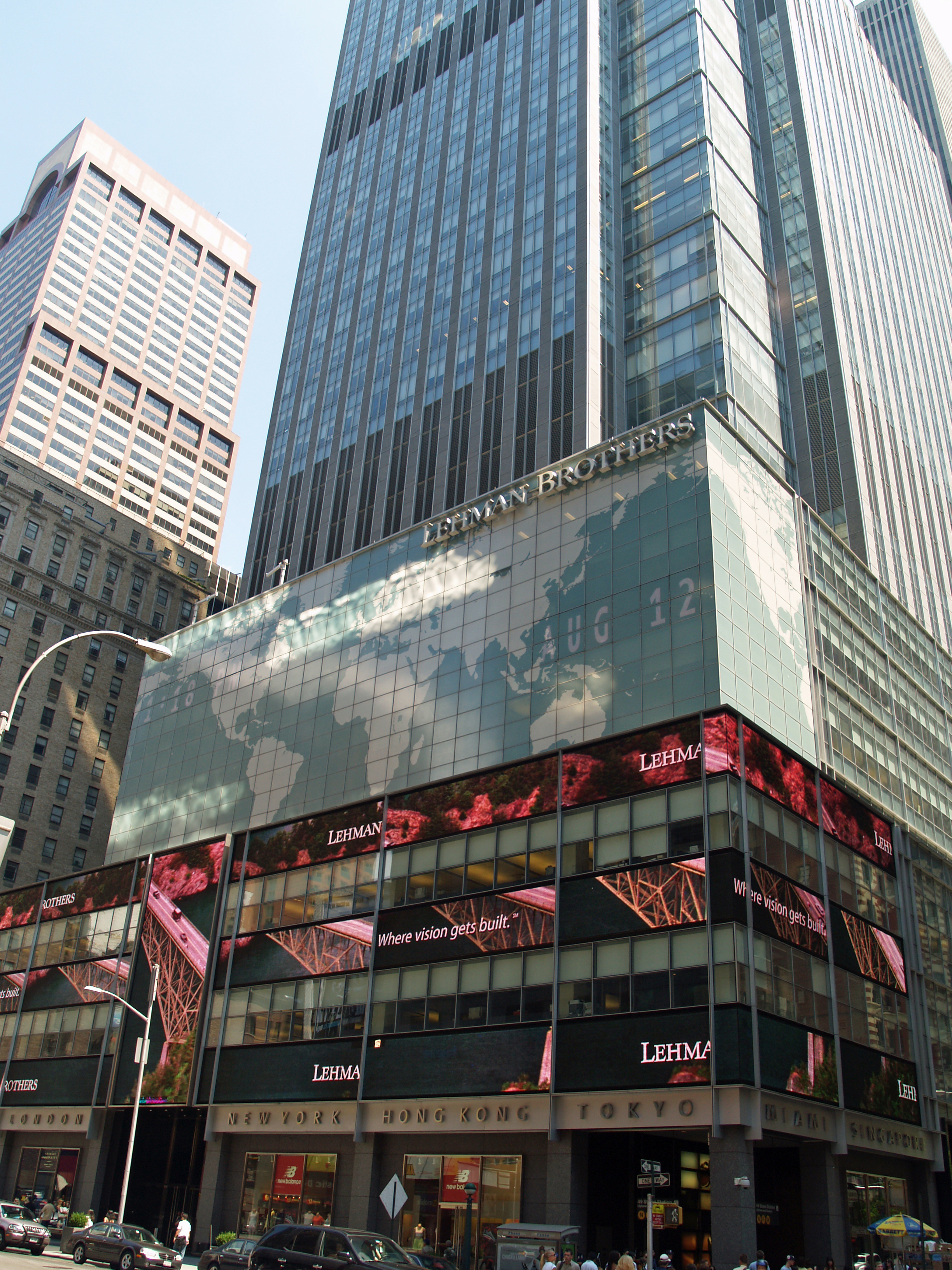
Lehman Brothers, Times Square

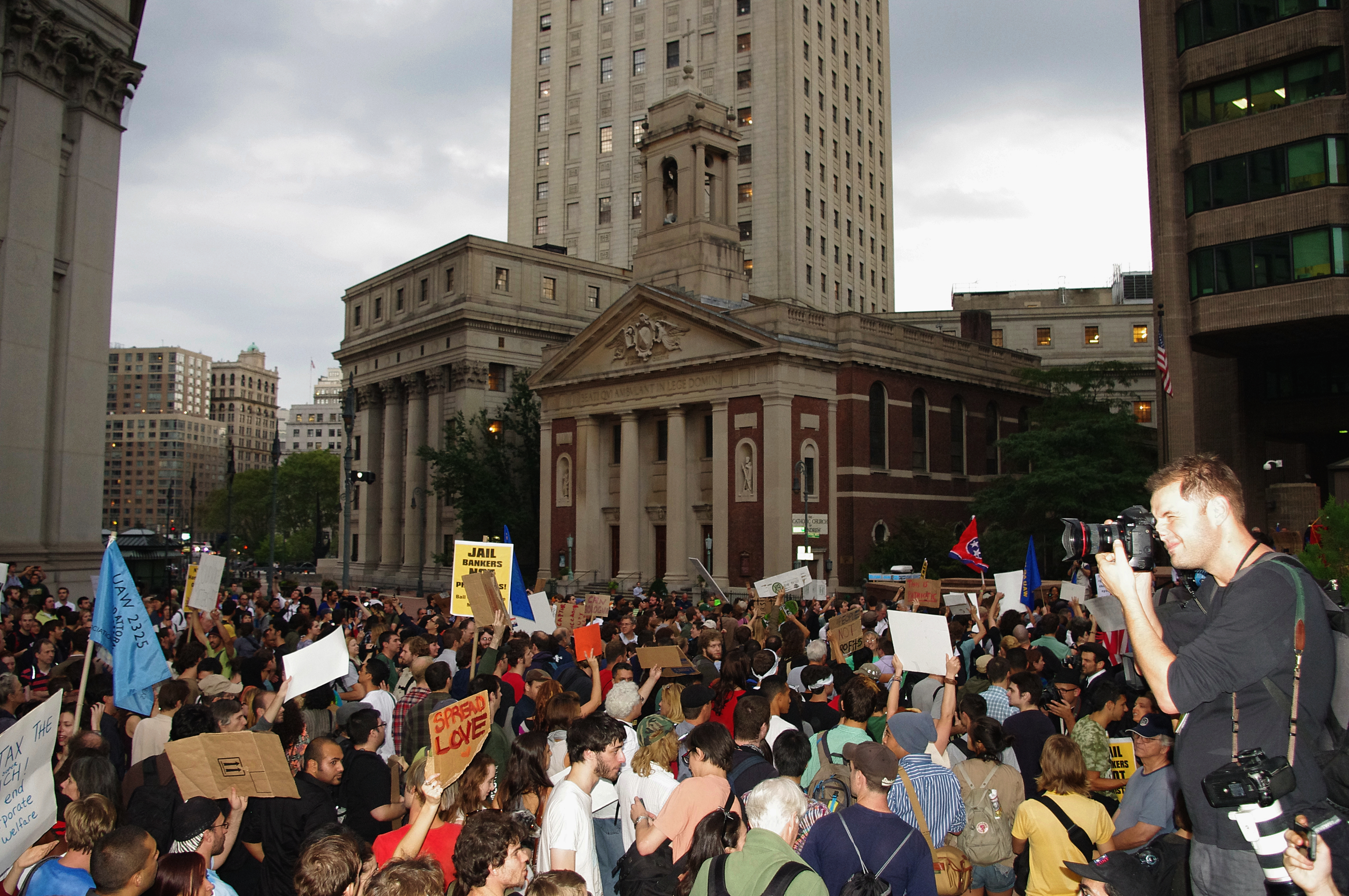
Protestele de pe Wall Street

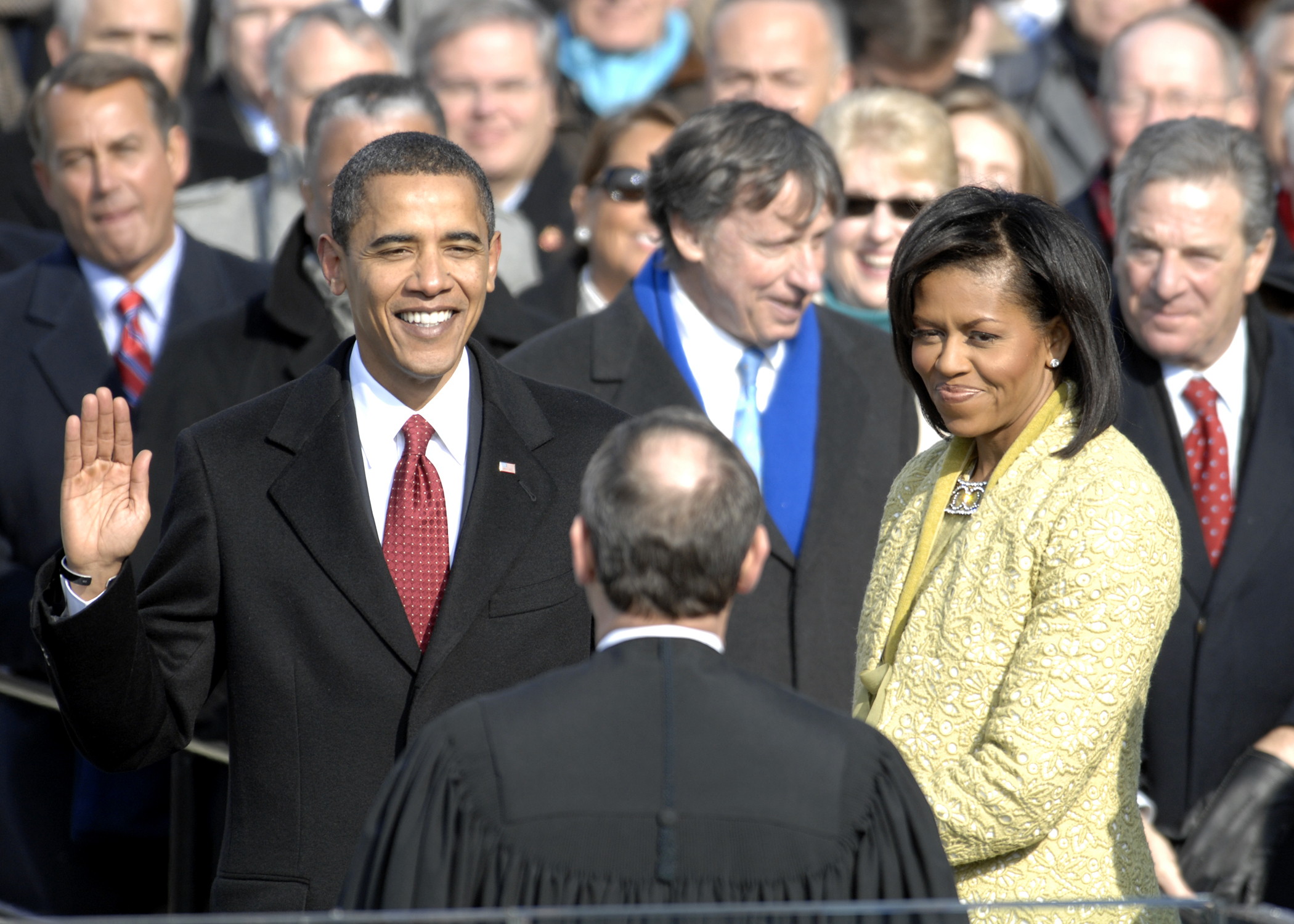
Președintele Barack Obama depunând jurământul

Din 2007, SUA a intrat în recesiune, banca JPMorgan Chase & Co a cumpărat banca de investiții Bear Stearns la un preț foarte scăzut, cu ajutorul băncii centrale americane (Federal Reserve). În 2008, cele mai mari bănci de credite ipotecare din Statele Unite — Freddie Mac și Fannie Mae — au fost puse sub supraveghere federală. Compania Merrill Lynch (a treia bancă mondială de investiții) a fost preluată de Bank of America, iar Lehman Brothers (a patra bancă de investiții din lume) a falimentat. Criza s-a agravat în octombrie 2008, întrucât bursele de valori din lume s-au prăbușit sau au intrat într-o perioadă de instabilitate acută. Un număr mare de bănci, creditori și companii de asigurare au dat faliment în săptămânile ce au urmat. Statele europene și cele asiatice anunță, pe rând, intrarea în recesiune. 
Factori de natură financiară se află la orginea Marii Recesiuni, majoritatea lor legați fiind în opinia unor obsrvatori (J.E. Stiglitz) de fenomene speculative (ipotecile pentru clientela cu risc major - "subprime") care s-au manifestat pe fondul dereglementării financiare introduse și escaladate continuu în ultimele decenii, începând cu epoca Reagan.  Alți observatori (Ph. Gramm) subliniază că dimpotrivă, legislația federală care impunea marilor companii de credit ipotecar garantat o structură diversă a clientelei, din care prin definiție trebuiau să facă parte și indivizi care cu greu puteau fi considerați solvabili, este cauza primă a crizei.  
Prăbușirea prețurilor locuințelor după o destul de îndelungată perioadă de creștere frenetică va antrena în siaj întregul eșafodaj financiar: companii de împrumut ipotecar, companii de asigurări, bănci de investiții și bănci comerciale. Printre victimele notabile ale crizei se numără toate băncile de investiții, cea mai mare companie de asigurări (AIG), cele 2 companii de împrumut ipotecar garantat (de către stat) - și o dată cu ele bugetul federal pentru mulți ani -, cel mai mare furnizor de împrumuturi ipotecare (Countrywide Financial Corp.), cea mai mare bancă de împrumut și economii și două dintre cele mai mari bănci comerciale.
La 10 februarie 2007, Barack Obama și-a anunțat candidatura la funcția de Președinte al Statelor Unite în fața clădirii Capitoliului din Springfield, Illinois, sub sloganul "Yes, We Can". De-a lungul campaniei, Obama a pus accent pe problema războiului din Irak, pe creșterea independenței energetice, și pe furnizarea de servicii medicale pentru toți, la un moment dat identificând acestea ca fiind principalele sale priorități. 
La 4 noiembrie 2008, Barack Obama l-a învins pe republicanul John McCain în alegerile generale și a devenit primul afro-american ales președinte al Statelor Unite. A primit premiul Nobel pentru Pace în octombrie 2009  „pentru eforturile sale extraordinare în scopul întăririi cooperării între popoare”. A autorizat programe sociale, a evitat prăbușirea economiei țării sale în vara 2010 (simultan, când avea loc "Occupy Wall Street"-mișcări de proteste pe Wall Street), a menținut relațiile diplomatice pașnice cu Rusia și China, a reformat sistemul de sănătate, Congresul adoptând proiectul Obamacare în vederea asigurărilor de sănătate, a salvat sectorul auto, a retras trupele din Irak (ultimul convoi american retragându-se din Irak în decembrie 2011), a sprijinit revoluțiile din "Primavăra Arabă" din Egipt și Libia și a condus operațiunea de ucidere a lui Osama bin Laden. De asemenea, a promis sprijin Israelului în conflictele cu Siria, Iran și cu mișcările palestiniene.
Șomajul, deficitul, datoria publică și inflația au crescut în primul mandat, economia americană a pierdut 780 000 de locuri de muncă, SUA are un deficit de peste 1,1 trilioane $. S-a confruntat cu dificultăți economice majore, moștenite din mandatul predecesorului său.
În 2009, când Barack Obama a devenit președinte, datoriile SUA erau de 10.6 trilioane de dolari. Până în 2012, ele au crescut cu 50% la 16 trilioane de dolari. Șomajul, deficitul, datoria publică și inflația au crescut în primul mandat, economia americană a pierdut 780 000 de locuri de muncă, SUA în prezent având un deficit de peste 1,1 trilioane $.
În ciuda dificultăților economice majore și pe fondul devastării New York-ului și altor orașe americane de pe coasta estică de către Uraganul Sandy, în noiembrie 2012 Obama a fost reales pentru un al doilea mandat, învingându-l pe republicanul Mitt Romney.